# Liste der Biografien/Sw
Liste der Biografien |
Portal Biografien |
Personensuche
# |
A |
B |
C |
D |
E |
F |
G |
H |
I |
J |
K |
L |
M |
N |
O |
P |
Q |
R |
S |
T |
U |
V |
W |
X |
Y |
Z |
?
 
Sa |
Sb |
Sc |
Sd |
Se |
Sf |
Sg |
Sh |
Si |
Sj |
Sk |
Sl |
Sm |
Sn |
So |
Sp |
Sq |
Sr |
Ss |
St |
Su |
Sv |
Sw |
Sy |
Sz
Die Liste der Biografien führt alle Personen auf, die in der deutschsprachigen Wikipedia einen Artikel haben. Dieses ist eine Teilliste mit 890 Einträgen von Personen, deren Namen mit den Buchstaben „Sw“ beginnt.

## Sw

### Swa

#### Swaa
- Swaan, Abram de (* 1942), niederländischer Soziologe

#### Swab
- Swab, Anton von (1702–1768), schwedischer Berghauptmann, Bergrat und Mineraloge
- Swab, John (* 1988), US-amerikanischer Filmregisseur, Drehbuchautor und Filmproduzent
- Swaby, Allyson (* 1996), US-amerikanisch-jamaikanische Fußballspielerin
- Swaby, Audrey (* 1958), australische Badmintonspielerin
- Swaby, Chantelle (* 1998), US-amerikanisch-jamaikanische Fußballspielerin

#### Swac
- Swackhamer, E. W. (1927–1994), US-amerikanischer Regisseur und Filmproduzent

#### Swad
- Swade, Doron (* 1946), britischer Computerhistoriker, Ingenieur und Museumskurator
- Swadesh, Morris (1909–1967), US-amerikanischer Sprachwissenschaftler

#### Swae
- Swae Lee (* 1993), US-amerikanischer Sänger, Rapper und SongwriterSwae Lee (* 1993)

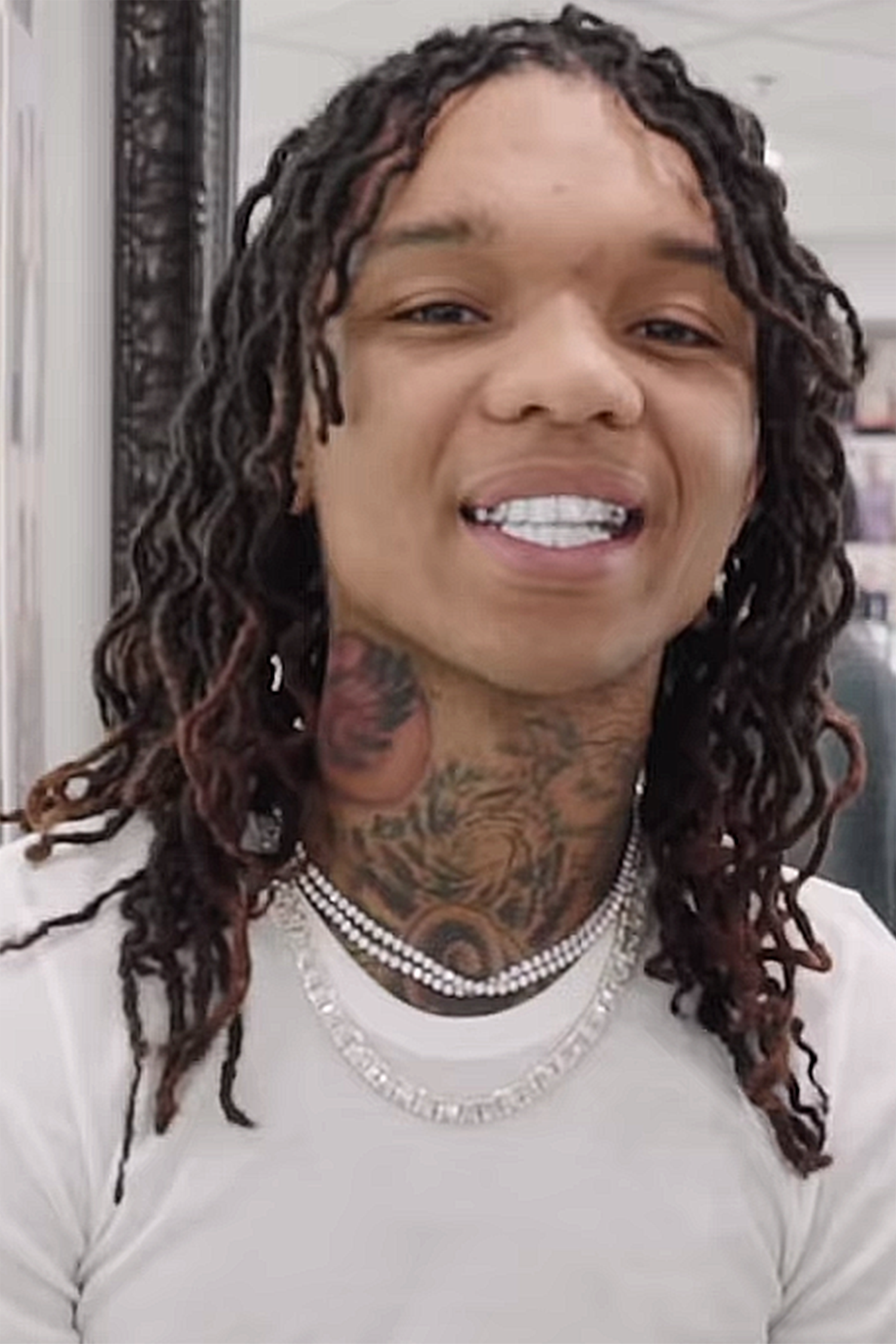
Swae Lee (* 1993)

- Swæfberht († 738), König von Essex
- Swæfheard, Unterkönig in Kent
- Swaefred, König von Essex
- Swaelen, Frank (1930–2007), belgischer Politiker (CVP)
- Swaen, Michiel de (1654–1707), niederländischsprachiger Autor Frankreichs

#### Swaf
- Swaffer, Hannen (1879–1962), britischer Journalist und Theaterkritiker
- Swaffer, Kristyn (* 1975), australische Fußballspielerin

#### Swag
- Swager, Timothy M. (* 1961), US-amerikanischer Chemiker
- Swagerty, Jane (* 1951), US-amerikanische Schwimmerin
- Swaggart, Jimmy (1935–2025), US-amerikanischer Prediger innerhalb der PfingstbewegungJimmy Swaggart (1935–2025)

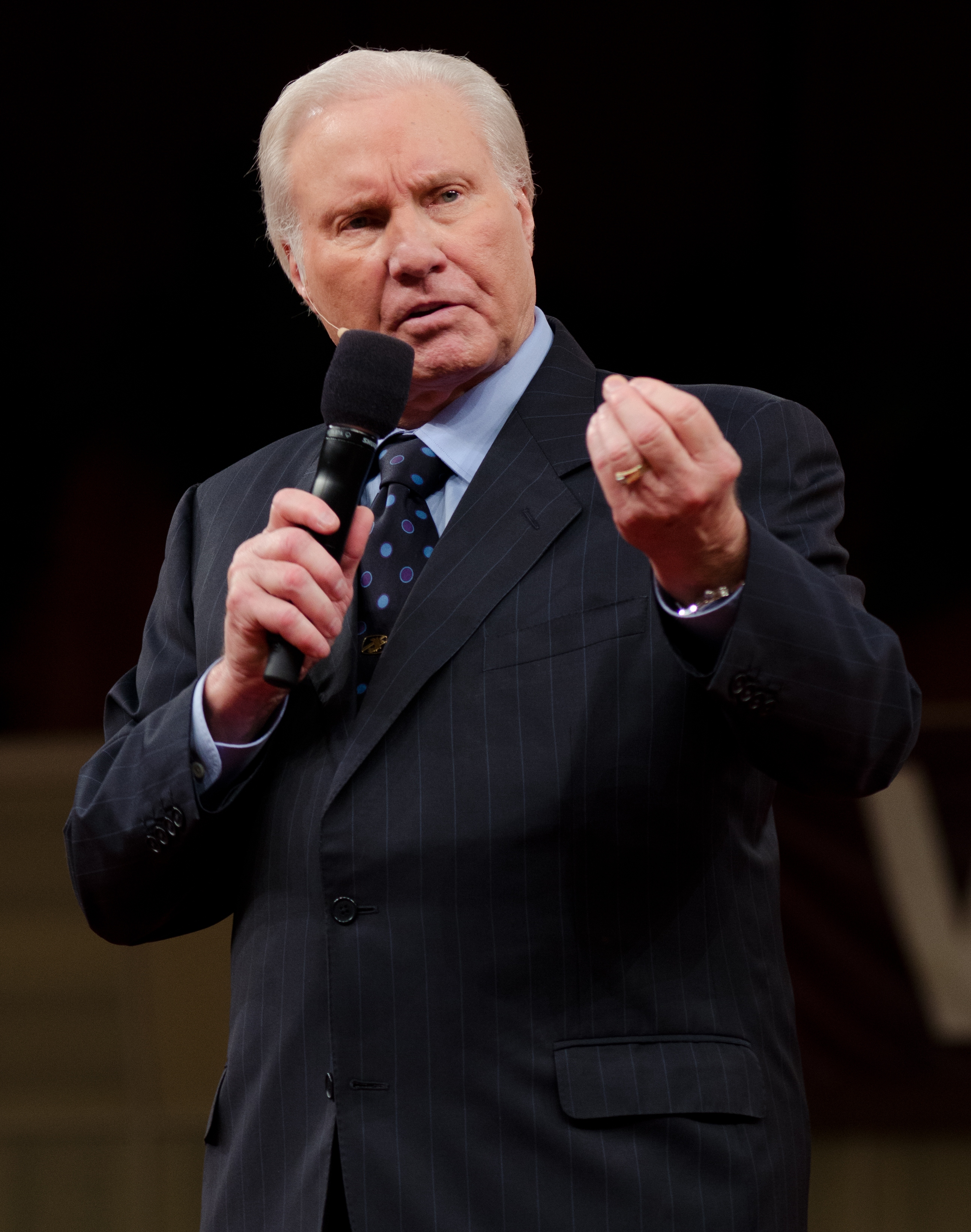
Jimmy Swaggart (1935–2025)

- Swagger, Jack (* 1982), US-amerikanischer Wrestler

#### Swah
- Swahn, Alfred (1879–1931), schwedischer Sportschütze, dreifacher Olympiasieger
- Swahn, Jan Henrik (* 1959), schwedischer Schriftsteller
- Swahn, Oscar (1847–1927), schwedischer Sportschütze, ältester Olympiasieger
- Swahn, Sven Christer (1933–2005), schwedischer Schriftsteller, Übersetzer, Literaturkritiker und Literaturwissenschaftler

#### Swai
- Swail, Joe (* 1969), nordirischer Snookerspieler
- Swaim, Caskey (* 1947), US-amerikanischer Fernseh-, Film- und Theaterschauspieler sowie Grafikdesigner
- Swaim, Nicolas (* 1977), Fußballspieler der Nördlichen Marianen
- Swain, Ben (* 1986), britischer Wasserspringer
- Swain, Bennie (1933–2008), US-amerikanischer Basketballspieler
- Swain, Beryl (1936–2007), britische Motorradrennfahrerin
- Swain, Carol M. (* 1954), US-amerikanische Politikwissenschaftlerin und Juristin
- Swain, Chelse (* 1983), US-amerikanische Schauspielerin
- Swain, David Lowry (1801–1868), US-amerikanischer Politiker, Gouverneur von North Carolina
- Swain, Dominique (* 1980), US-amerikanische SchauspielerinDominique Swain (* 1980)

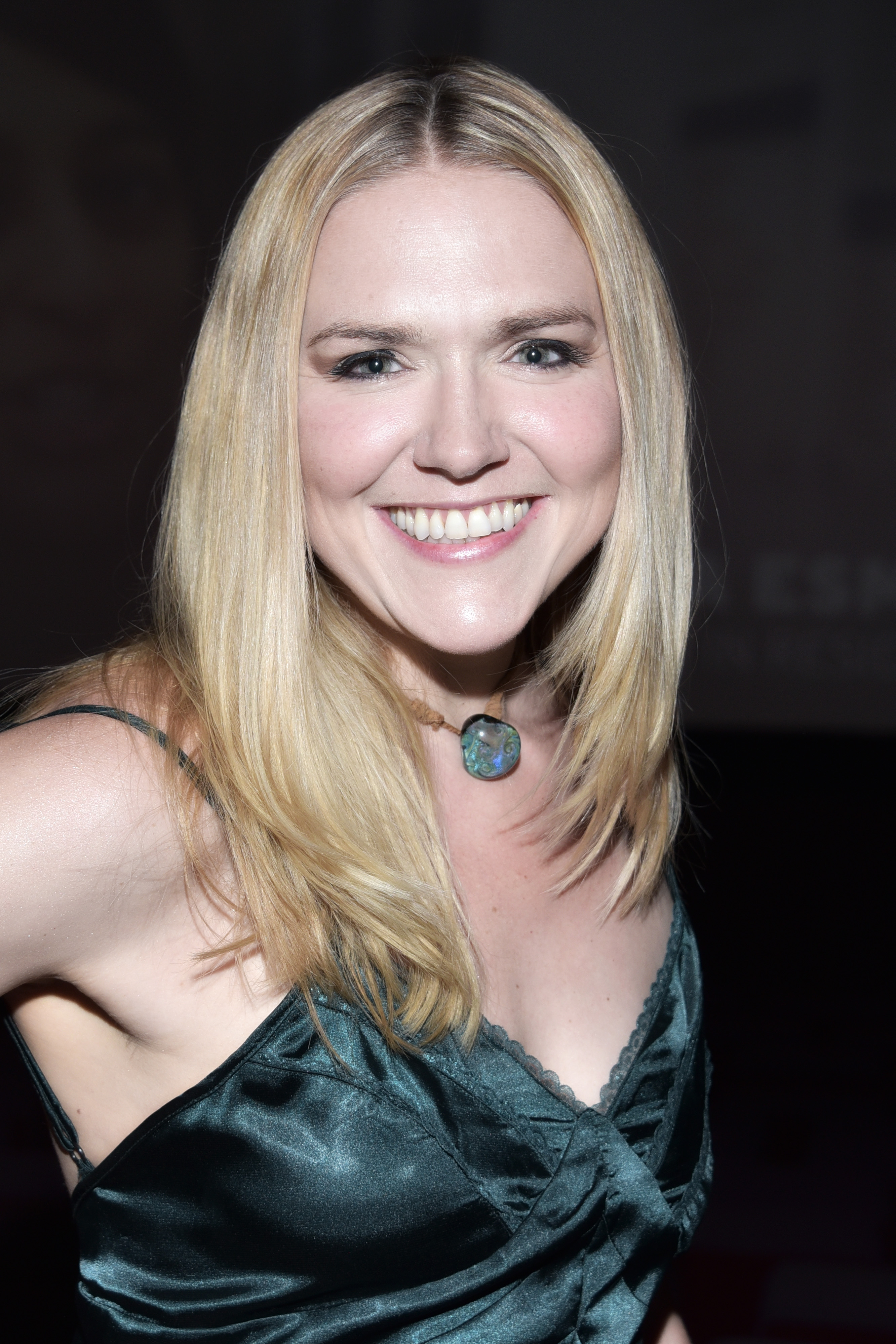
Dominique Swain (* 1980)

- Swain, Dwight V. (1915–1992), amerikanischer Schriftsteller
- Swain, George Fillmore (1857–1931), US-amerikanischer Bauingenieur
- Swain, Hal (1894–1966), britischer Jazzmusiker (Saxophone, Gesang)
- Swain, Kenny (* 1952), englischer Fußballspieler
- Swain, Lorna (1891–1936), britische Mathematikerin und Universitätsdozentin
- Swain, Mack (1876–1935), US-amerikanischer Schauspieler
- Swain, Mike (* 1960), US-amerikanischer Judoka
- Swain, Paul Joseph (1943–2022), US-amerikanischer römisch-katholischer Geistlicher, Bischof von Sioux Falls
- Swain, Ryan Jamaal (* 1994), US-amerikanischer Schauspieler und Tänzer
- Swaine, Alexander von (1905–1990), deutscher Tänzer, Choreograf und Tanzpädagoge
- Swaine, Richard von (1830–1902), deutscher Unternehmer, Gutsbesitzer und Politiker (LRP), MdR
- Swainson, John (1925–1994), US-amerikanischer Jurist und Politiker
- Swainson, Neil (* 1955), kanadischer Jazzmusiker
- Swainson, William (1789–1855), englischer Ornithologe

#### Swaj
- Swajkowski, Gianluca (* 2005), deutscher Fußballspieler

#### Swal
- Swallow, Emily (* 1979), US-amerikanische SchauspielerinEmily Swallow (* 1979)

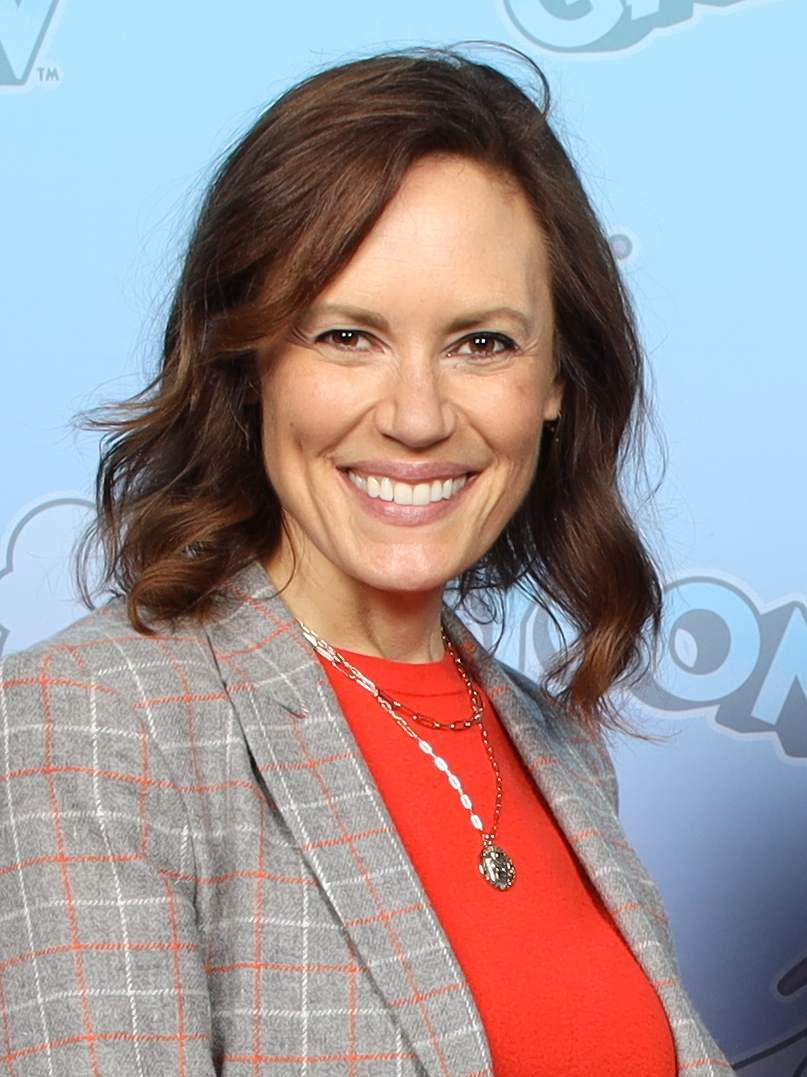
Emily Swallow (* 1979)

- Swallow, Ricky (* 1974), australischer Künstler
- Swallow, Silas C. (1839–1930), US-amerikanischer Methodisten-Prediger und prohibitionistischer Politiker
- Swallow, Steve (* 1940), US-amerikanischer Jazz-Bassist
- Swalve, Hermann H. (* 1957), deutscher Tierzuchtwissenschaftler
- Swalwell, Eric (* 1980), US-amerikanischer Politiker

#### Swam
- Swami, Arvind (* 1970), indischer Schauspieler
- Swami, Harikesa (* 1948), US-amerikanischer Musiker und Vertreter der Hare-Krishna-Bewegung ISKCON
- Swamiadian, Athanasius Rethna Swamy (* 1961), indischer Geistlicher, römisch-katholischer Bischof von Ahmedabad
- Swamidoss Pillat, David Maryanayagam (1905–1969), indischer Ordensgeistlicher, Bischof von Vellore
- Swamigal, Ramalinga (1823–1874), indischer Heiliger
- Swamijee (* 1974), deutscher Pop-, Rock-, Hip-Hop-Musikproduzent und Songwriter-Musiker
- Swaminarayan (1781–1830), Begründer einer Form des Hinduismus, auch Swaminarayan-Hinduismus genannt
- Swaminatha Iyer, U. V. (1855–1942), tamilischer Philologe
- Swaminathan, M. S. (1925–2023), indischer Agrarwissenschaftler
- Swaminathan, Soumya (* 1959), indische Kinder- und Jugendmedizinerin
- Swammerdam, Jan (1637–1680), niederländischer Naturforscher, Begründer der Präformationslehre
- Swamy, Stan (1937–2021), indischer Jesuit und Menschenrechtsaktivist

#### Swan
- Swan, Anni (1875–1958), finnische Schriftstellerin
- Swan, Benjamin (1762–1839), US-amerikanischer Politiker, Kaufmann und Treasurer von Vermont
- Swan, Billy (* 1942), US-amerikanischer Country-MusikerBilly Swan (* 1942)

Billy Swan (* 1942)

- Swan, Buddy (1929–1993), US-amerikanischer Schauspieler
- Swan, Curt (1920–1996), amerikanischer Künstler, Werbegrafiker und Comiczeichner
- Swan, Douglas (1930–2000), schottisch-deutscher Maler
- Swan, Guy C. III (* 1954), US-amerikanischer Offizier, Generalleutnant der US-Army
- Swan, Isabel (* 1983), brasilianische Seglerin
- Swan, James (1754–1830), US-amerikanischer Soldat, Unternehmer und Schuldhäftling in Paris
- Swan, Jim (1941–2017), schottischer Chemiker, Biologe und Experte für Single-Malt-Whisky
- Swan, Jimmy (1912–1994), US-amerikanischer Countrysänger
- Swan, John Macallan (1846–1910), englischer Maler und Bildhauer
- Swan, John William David (* 1935), bermudischer Politiker
- Swan, Joseph Wilson (1828–1914), englischer Physiker, Chemiker und ErfinderJoseph Wilson Swan (1828–1914)

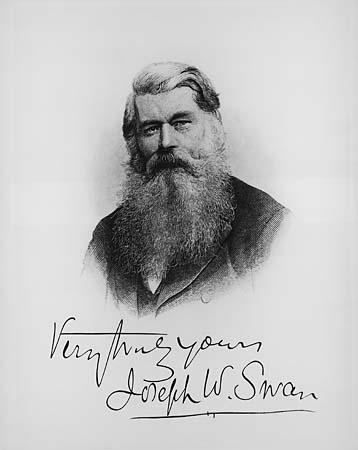
Joseph Wilson Swan (1828–1914)

- Swan, Katie (* 1999), britische Tennisspielerin
- Swan, Kitty (* 1943), dänische Schauspielerin
- Swan, Kyle (* 1999), australischer Leichtathlet
- Swan, Mary Rankin (1865–1944), irische Genremalerin
- Swan, Paul (1883–1972), US-amerikanischer Schauspieler, Tänzer, Maler und Dichter
- Swan, Peter (1936–2021), englischer Fußballspieler
- Swan, Richard (* 1933), US-amerikanischer Mathematiker
- Swan, Robert (* 1943), kanadischer Skirennläufer
- Swan, Robert (1944–2023), US-amerikanischer Schauspieler
- Swan, Robert (* 1956), britischer Polarforscher und Umweltschützer
- Swan, Samuel (1771–1844), britisch-amerikanischer Politiker
- Swan, Serinda (* 1984), kanadische SchauspielerinSerinda Swan (* 1984)

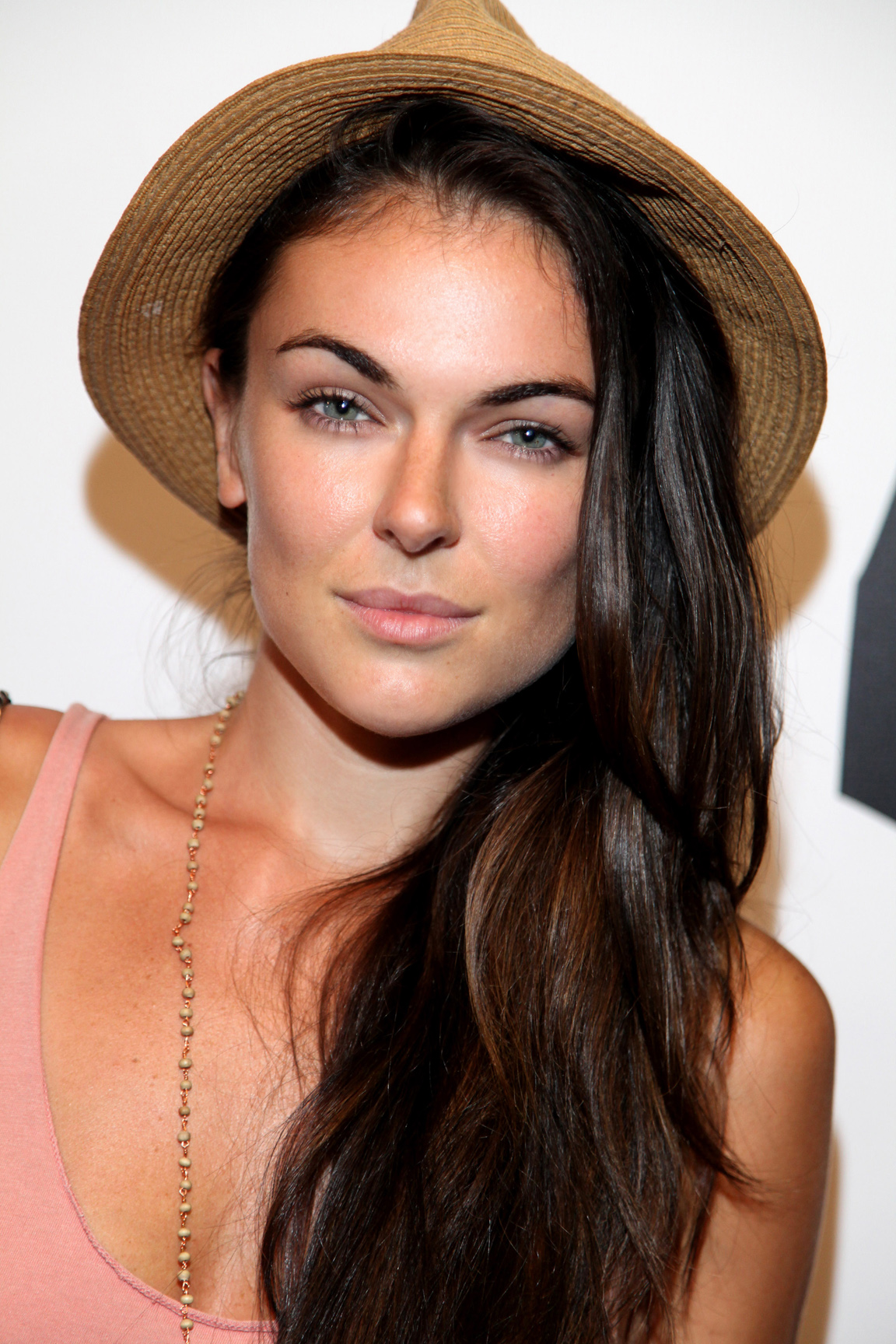
Serinda Swan (* 1984)

- Swan, Sierra (* 1978), US-amerikanische Sängerin und Songschreiberin
- Swan, Teal (* 1984), US-amerikanische spirituelle Lehrerin und Autorin
- Swan, Thomas Walter (1877–1975), US-amerikanischer Jurist
- Swan, Wayne (* 1954), australischer Politiker
- Swan, William († 1678), englischer Diplomat
- Swan, William Graham (1821–1869), US-amerikanischer Jurist und Politiker
- Swan, William, 1. Baronet († 1680), englischer Adeliger
- Swana, John (* 1962), US-amerikanischer Jazz-Trompeter
- Swanadse, Ramas (* 1981), georgischer Fußballspieler und -trainer
- Swanahild, Ehefrau von Karl Martell
- Swanberg, Lena (* 1982), schwedische Jazzsängerin und Singer-Songwriterin
- Swandi, Adam (* 1996), singapurischer Fußballspieler
- Swane, Leo (1887–1968), dänischer Kunsthistoriker
- Swanenburg, Cornelius Paulinus (1574–1630), niederländischer Rechtswissenschaftler
- Swanenburg, Maria Catherina (1839–1915), niederländische Serienmörderin
- Swanenburgh, Jacob Isaacsz van (1571–1638), niederländischer Maler
- Swanepoel, Candice (* 1988), südafrikanisches Model
- Swanepoel, David Abraham (1912–1990), südafrikanischer Lepidopterologe
- Swanepoel, Magdalena (1930–2007), südafrikanische Speerwerferin und Kugelstoßerin
- Swanerud, Thore (1919–1988), schwedischer Jazzmusiker (Piano, Vibraphon, Komposition)
- Swanevelt, Herman van (1600–1655), holländischer Maler
- Swaney, Elizabeth (* 1984), US-amerikanisch-ungarische Freestyle-Skierin
- Swanidse, Alexander (1886–1941), georgischer Altbolschewik und Historiker
- Swanidse, Ketewan (1880–1907), erste Ehefrau Josef StalinsKetewan Swanidse (1880–1907)

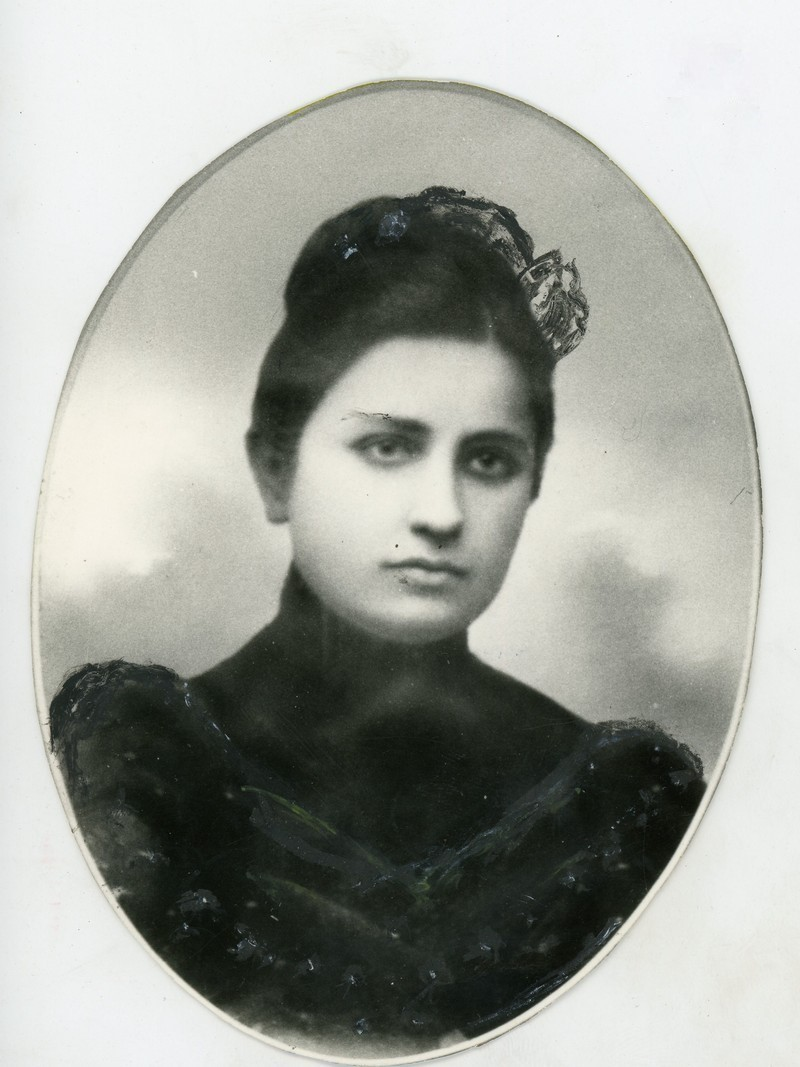
Ketewan Swanidse (1880–1907)

- Swanidse, Natela (1926–2017), georgische Komponistin
- Swanidse, Nikolai Karlowitsch (1955–2024), russischer Journalist und Fernsehmoderator
- Swank, Emory C. (1922–2010), US-amerikanischer Diplomat
- Swank, Fletcher B. (1875–1950), US-amerikanischer Politiker
- Swank, Hilary (* 1974), US-amerikanische Schauspielerin und zweifache OscarpreisträgerinHilary Swank (* 1974)

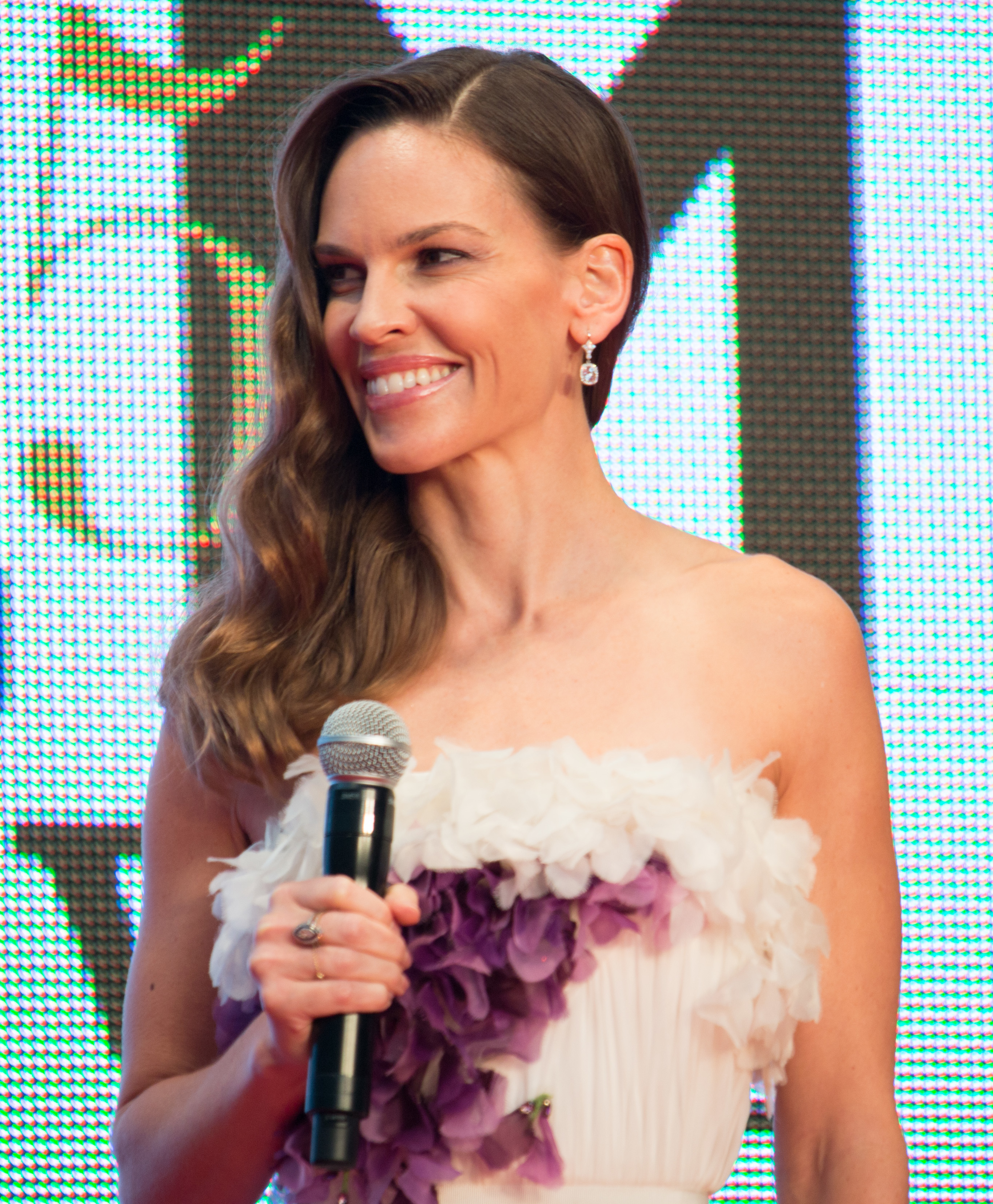
Hilary Swank (* 1974)

- Swank, Jean, US-amerikanische Astronomin und Astrophysikerin
- Swann, Andrew (* 1878), schottischer Fußballspieler
- Swann, Bettye (* 1944), US-amerikanische Sängerin und Songwriterin
- Swann, Donald (1923–1994), britischer Komponist, Musiker und Entertainer
- Swann, Edward (1862–1945), US-amerikanischer Jurist und Politiker
- Swann, Gordon (* 1937), englischer Fußballspieler
- Swann, Harry Kirke (1871–1926), englischer Ornithologe und Buchautor
- Swann, Ingo (1933–2013), US-amerikanischer Hellseher, Künstler und Autor
- Swann, Isaiah (* 1985), US-amerikanischer Basketballspieler
- Swann, Jack (1882–1938), englischer Fußball-, Tischtennis- und Wasserballspieler
- Swann, John (1760–1793), US-amerikanischer Politiker
- Swann, Kyle (* 1990), US-amerikanischer Schauspieler
- Swann, Leonie (* 1975), deutsche KrimiautorinLeonie Swann (* 1975)

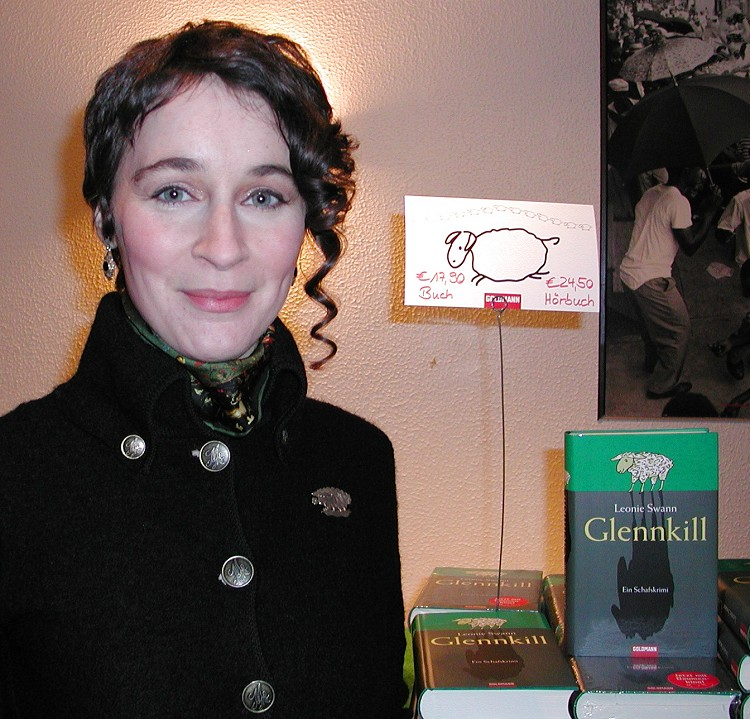
Leonie Swann (* 1975)

- Swann, Lynn (* 1952), US-amerikanischer American-Football-Spieler, Schauspieler, Sportmoderator
- Swann, Matthew (* 1989), australischer Hockeyspieler
- Swann, Michael, Baron Swann (1920–1990), britischer Biologe, Zoologe, Rundfunkintendant und Peer
- Swann, Oliver (1878–1948), britischer Offizier der Luftstreitkräfte und der Marine des Vereinigten Königreichs
- Swann, Polly (* 1988), britische Ruderin
- Swann, Rich (* 1991), US-amerikanischer Wrestler
- Swann, Sidney (1890–1976), britischer Ruderer
- Swann, Thomas (1809–1883), US-amerikanischer Politiker, Gouverneur von Maryland
- Swann, Thomas Burnett (1928–1976), US-amerikanischer Fantasy-Schriftsteller
- Swann, William Francis Gray (1884–1962), englischer Physiker
- Swannack, Charles H. Jr. (* 1949), US-amerikanischer Offizier, Generalmajor der US-Army
- Swanö, Dan (* 1973), schwedischer Musikproduzent, Sänger, Gitarrist, Bassist, Schlagzeuger und Keyboarder
- Swanson, Björn (* 1984), deutsch-US-amerikanischer Koch und Gastronom
- Swanson, Brian (* 1976), US-amerikanischer Eishockeyspieler
- Swanson, Charles Edward (1879–1970), US-amerikanischer Politiker
- Swanson, Charlie (* 1998), US-amerikanischer Schwimmer
- Swanson, Claude A. (1862–1939), US-amerikanischer Politiker
- Swanson, Danny (* 1986), schottischer Fußballspieler
- Swanson, Donald (* 1927), amerikanischer Manager
- Swanson, Gloria (1899–1983), US-amerikanische Schauspielerin und FilmproduzentinGloria Swanson (1899–1983)

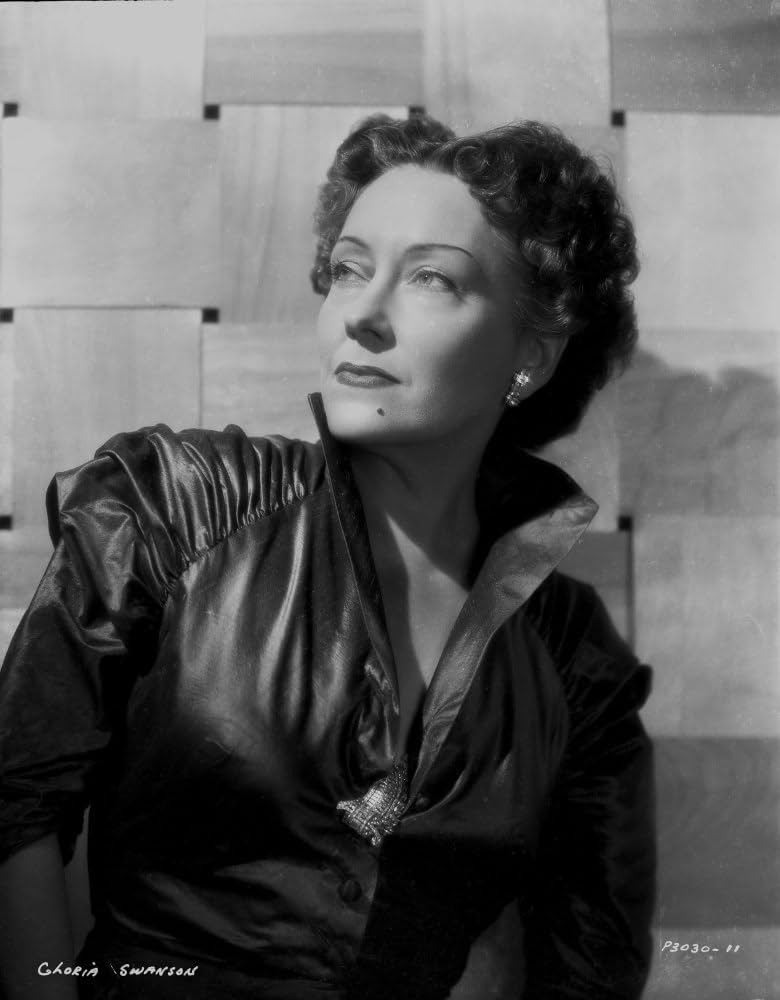
Gloria Swanson (1899–1983)

- Swanson, Irena, amerikanische Mathematikerin
- Swanson, Jandi (* 1978), US-amerikanische Schauspielerin
- Swanson, Kristy (* 1969), US-amerikanische Schauspielerin
- Swanson, Mallory (* 1998), US-amerikanische Fußballspielerin
- Swanson, Maureen (1932–2011), britische Filmschauspielerin und Countess of Dudley
- Swanson, Patrick (* 1990), österreichischer Journalist
- Swanson, Peter (* 1968), US-amerikanischer Schriftsteller
- Swanson, Rochelle (* 1963), US-amerikanische Schauspielerin
- Swanson, Steven (* 1960), US-amerikanischer Astronaut
- Swanson, Terry (* 1996), US-amerikanischer American-Football-Spieler
- Swanson, Vern G. (* 1945), US-amerikanischer Kunsthistoriker und pensionierter Museumsleiter
- Swanson, William H. (* 1949), US-amerikanischer Manager
- Swanson, Zach, US-amerikanischer Jazzmusiker (Bass)
- Swanstrom, Edward E. (1903–1985), US-amerikanischer römisch-katholischer Geistlicher
- Swantibor, Fürst von Pommern
- Swantibor, pommerscher Adliger, Kastellan von Kolberg
- Swantibor († 1464), Prinz von Pommern
- Swantibor I. († 1413), Herzog von Pommern-Stettin, Statthalter der Mittelmark
- Swantibor II., Herzog von Pommern
- Swanton, John Reed (1873–1958), US-amerikanischer Anthropologe
- Swanton, Lloyd (* 1960), australischer Jazz- und Fusionmusiker (Bass, Komposition)
- Swanton, Nele (* 1986), irisch-belgische Schauspielerin
- Swantopolk, Adliger
- Swantopolk, pommerscher Adliger, Sohn Herzog Ratibors I.
- Swantopolk II. († 1266), Herzog in und von PommerellenSwantopolk II. († 1266)

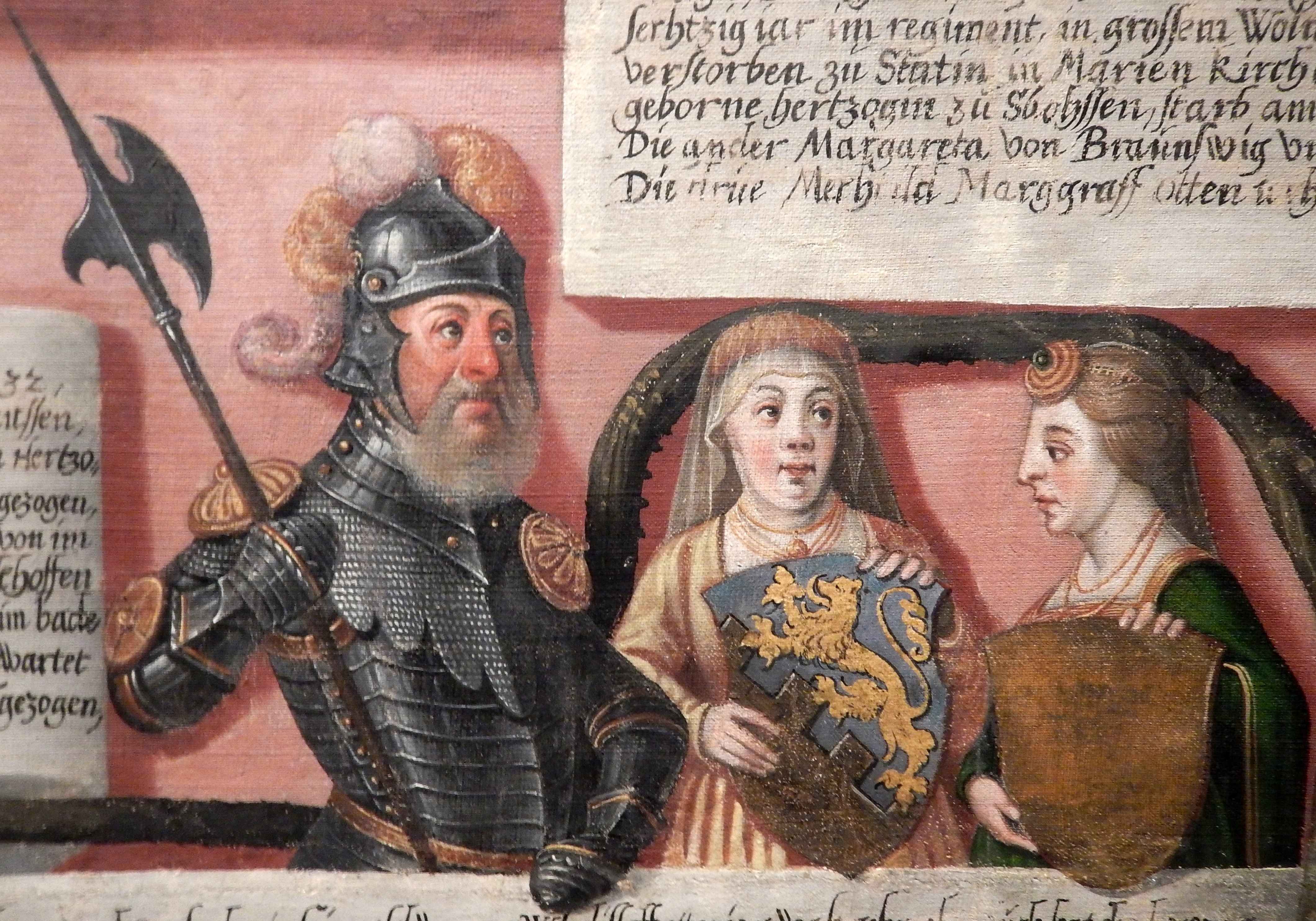
Swantopolk II. († 1266)

- Swanwick, Anna (1813–1899), britische Übersetzerin und Frauenrechtlerin
- Swanwick, Helena (1864–1939), britische Feministin und Pazifistin
- Swanwick, John (1740–1798), US-amerikanischer Politiker
- Swanwick, Michael (* 1950), US-amerikanischer Fantasy- und Science-Fiction-Schriftsteller
- Swanwick, Peter (1922–1968), britischer Schauspieler
- Swanzewa, Jelisaweta Nikolajewna (1864–1921), russische Gutsbesitzerin, Künstlerin, Malerin und Gründerin einer Malerei-Schule
- Swanzy, Mary (1882–1978), irische Malerin und Kunstförderin

#### Swar
- Swar ad-Dahab, Abd ar-Rahman (1934–2018), sudanesischer Präsident
- Swaraj, Sushma (1952–2019), indische Politikerin (BJP)
- Swarat, Uwe (* 1955), deutscher baptistischer Theologe und Hochschullehrer
- Swaray, Estelle (* 1980), britische Hip-Hop-MusikerinEstelle Swaray (* 1980)

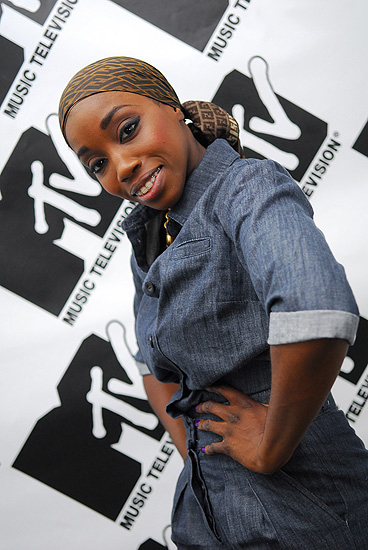
Estelle Swaray (* 1980)

- Swarbrick, Chlöe (* 1994), neuseeländische Politikerin und Unternehmerin
- Swarbrick, Dave (1941–2016), britischer Folksänger und -fiedler
- Swarbrick, Paul (* 1958), britischer Geistlicher, römisch-katholischer Bischof von Lancaster
- Swärd Capra, Marie-Claire (* 1962), schwedische Diplomatin
- Swärd, Anne (* 1969), schwedische Schriftstellerin
- Swärd, Christian (* 1987), schwedischer Eishockeyspieler
- Swärdh, Peter (* 1965), schwedischer Fußballtrainer
- Swardson, Nick (* 1976), US-amerikanischer Schauspieler und Komiker
- Swardt, Mariaan de (* 1971), südafrikanische Tennisspielerin
- Swarovski, Daniel (1862–1956), österreichischer Glasschleifer böhmischer Herkunft und Gründer des Unternehmens Swarovski
- Swarovski, Daniel (1914–1992), österreichischer Autor und Vizepräsident des Österreichischen Roten Kreuzes
- Swarovski, Victoria (* 1993), österreichische Popsängerin und ModeratorinVictoria Swarovski (* 1993)

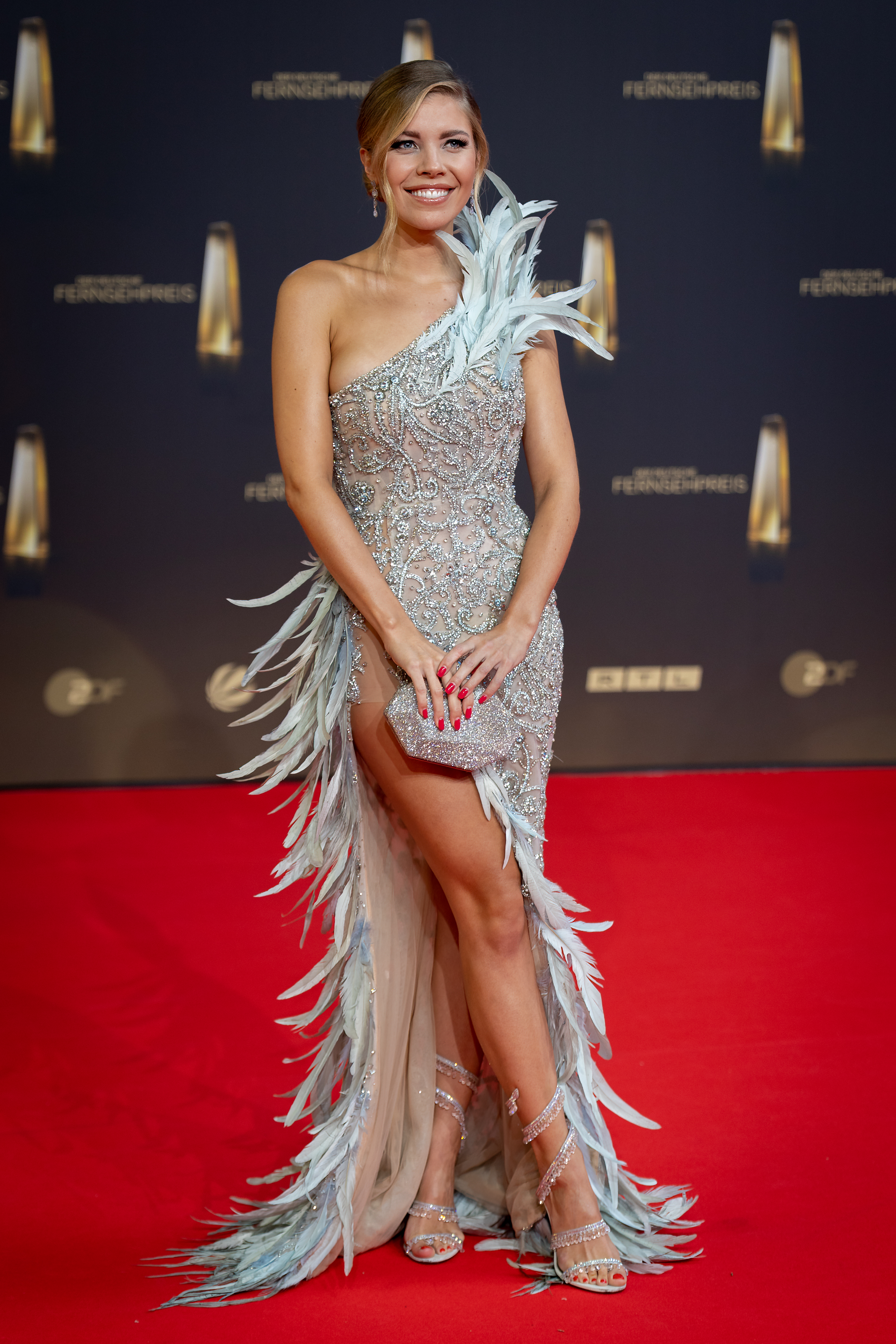
Victoria Swarovski (* 1993)

- Swarowsky, Hans (1899–1975), österreichischer Dirigent und Musikpädagoge
- Swars, Ewald (* 1890), deutscher Schriftsteller
- Swart, Carla (1987–2011), südafrikanische Radrennfahrerin
- Swart, Charles Robberts (1894–1982), südafrikanischer Politiker; Präsident (1961–1967)
- Swart, Charne (* 2002), südafrikanische Mittelstreckenläuferin
- Swart, Fokkoline (* 1953), deutsche Evangelistin, spezialisiert auf die Kindermission, und Sängerin christlicher Musik
- Swart, Friedrich (1883–1957), deutscher Agrarhistoriker und Wirtschaftsführer
- Swart, Henda (1939–2016), südafrikanische Mathematikerin
- Swart, Hugo (1885–1952), deutscher Jurist, Verwaltungsbeamter und Politiker
- Swart, Jack, neuseeländischer Radrennfahrer
- Swart, Jacobus (* 1931), südafrikanischer Hürdenläufer
- Swart, John B., südafrikanischer Theater- und Filmschauspieler
- Swart, Kaylin (* 1994), südafrikanische Fußballtorhüterin
- Swart, Peter (1752–1829), US-amerikanischer Politiker
- Swart, Saar de (1861–1951), niederländische Kunstmäzenin und Bildhauerin
- Swart, Sjaak (* 1938), niederländischer FußballspielerSjaak Swart (* 1938)

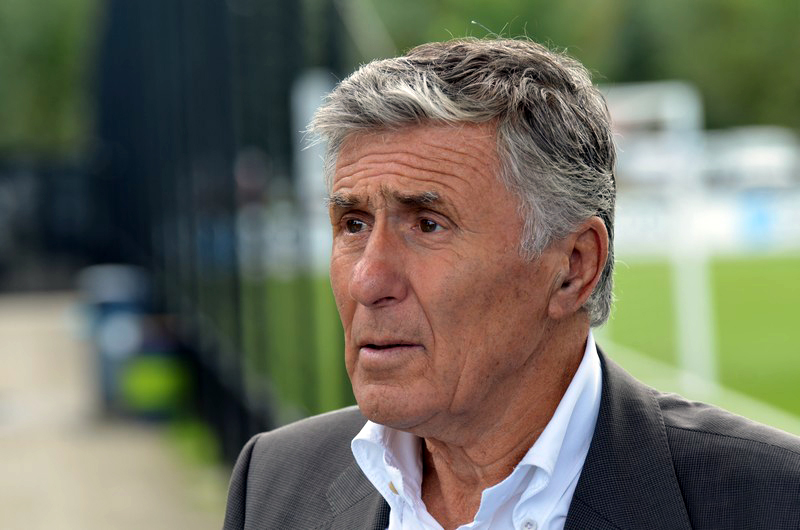
Sjaak Swart (* 1938)

- Swartbol, Rob (1964–2021), niederländischer Diplomat
- Swartbooi, Bernadus (* 1977), namibischer Politiker
- Swartbooi, Levis (* 1984), namibischer Fußballspieler
- Swartbooi, Luketz (* 1966), namibischer Langstreckenläufer
- Swarte, Joost (* 1947), niederländischer Illustrator, Comiczeichner und Designer
- Swartelé, Maurice (1901–1980), belgischer Ruderer
- Swartelé, Robert (1900–1967), belgischer Ruderer
- Swartenbroeks, Armand (1892–1980), belgischer Fußballspieler, Arzt und Politiker
- Swartenhondt, Jochem (1566–1627), niederländischer Admiral
- Swartewolt, Bernhard, Domherr in Münster und Osnabrück
- Swarth, Harry S. (1878–1935), US-amerikanischer Ornithologe und Mammaloge
- Swarth, Hélène (1859–1941), niederländische Schriftstellerin
- Swarthe, Robert (* 1942), US-amerikanischer Animator und Visual Effects Supervisor
- Swarthout, Gladys (1897–1969), US-amerikanische Sängerin
- Swartley, Britt (* 1971), US-amerikanischer Freestyle-Skier
- Swartling, Magnus (* 1970), schwedischer Curler
- Swarts, Frédéric (1866–1940), belgischer Chemiker
- Swarts, Theodore (1839–1911), belgischer Chemiker
- Swartwout, John (1770–1823), amerikanischer Kaufmann und Politiker
- Swartz, Aaron (1986–2013), US-amerikanischer Programmierer, Unternehmer, Autor, Organisator politischer Bewegungen und HacktivistAaron Swartz (1986–2013)

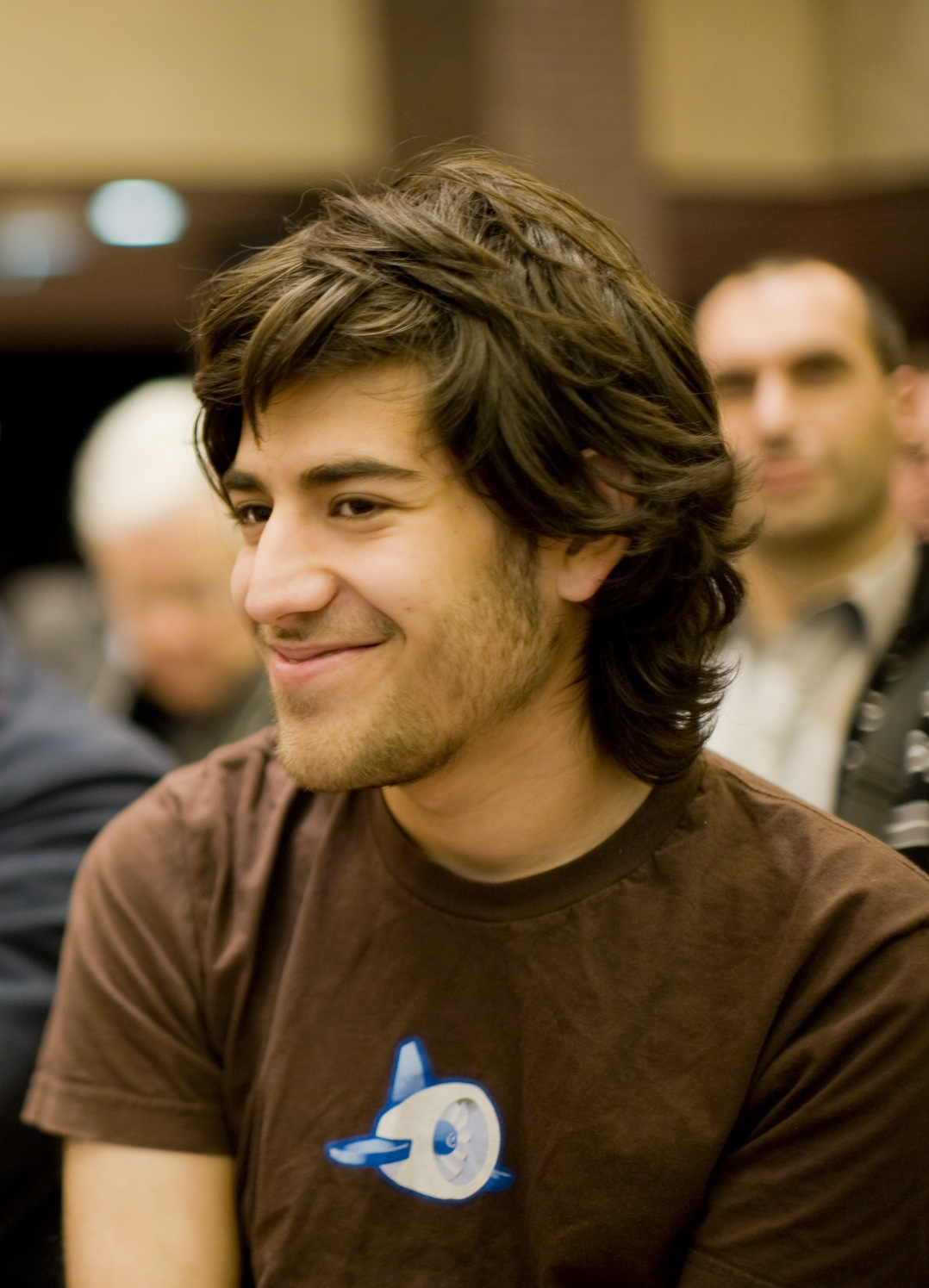
Aaron Swartz (1986–2013)

- Swartz, Carl (1858–1926), schwedischer Politiker, Mitglied des Riksdag und Premierminister
- Swartz, Charles Kephart (1861–1949), US-amerikanischer Paläontologe, Geologe und Mineraloge
- Swartz, Frank M. (1899–1982), US-amerikanischer Paläontologe und Geologe
- Swartz, Harvie (* 1948), US-amerikanischer Jazzbassist
- Swartz, Joshua William (1867–1959), US-amerikanischer Politiker
- Swartz, Olof Peter (1760–1818), schwedischer Botaniker
- Swartz, Reginald (1911–2006), australischer Politiker
- Swartz, Richard (* 1945), schwedischer Osteuropa-Korrespondent und Schriftsteller
- Swartzberg, Terry (* 1953), US-amerikanischer Wirtschaftsjournalist und PR-BeraterTerry Swartzberg (* 1953)

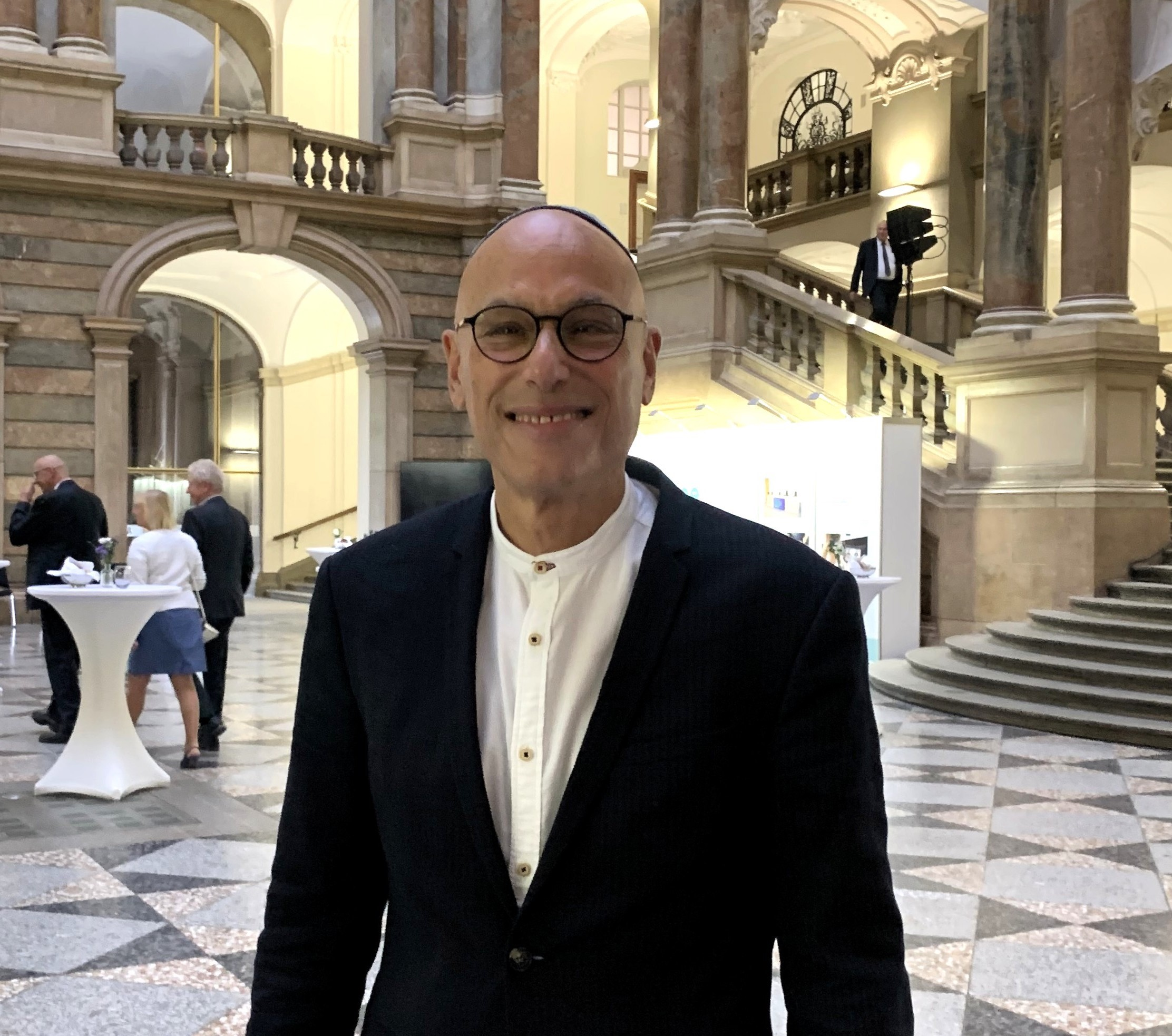
Terry Swartzberg (* 1953)

- Swartzwelder, John (* 1950), US-amerikanischer Drehbuchautor
- Swarup, Ram (1920–1998), indischer Publizist
- Swarup, Vikas (* 1963), indischer Diplomat und Schriftsteller
- Swarzenski, Georg (1876–1957), deutscher Kunsthistoriker
- Swarzenski, Hanns (1903–1985), deutscher Kunsthistoriker

#### Swas
- Swasey, John P. (1839–1928), US-amerikanischer Politiker
- Swasljan, Werschine (* 1934), sowjetische bzw. armenische Ethnographin
- Swassjan, Karen Arajewitsch (1948–2024), armenischer Philosoph und Autor

#### Swat
- Swatawa von Polen († 1126), Frau des böhmischen Königs Vratislav II.
- Swatek, Arthur (1932–1990), deutscher SED-Funktionär
- Swatek, Barret (* 1977), US-amerikanische Schauspielerin
- Swatek, Edwin (1885–1966), US-amerikanischer Schwimmer und Wasserballspieler
- Swatek, Nikolaus (* 1991), österreichischer Politiker (NEOS)
- Swaters, Jacques (1926–2010), belgischer Automobilrennfahrer
- Swatkowski, Dmitri Walerjewitsch (* 1971), russischer Moderner Fünfkämpfer, Olympiasieger
- Swatok, Oleksandr (* 1994), ukrainischer Fußballspieler
- Swatosch, Alois (* 1910), österreichischer Boxer
- Swatosch, Ferdinand (1894–1974), österreichischer Fußball-Nationalspieler
- Swatowska-Wenglarczyk, Martyna (* 1994), polnische Degenfechterin
- Swatowski, Stanisław (1934–2008), polnischer Sprinter
- Swatton, Tony, britisch-amerikanischer Schwertschmied

#### Sway
- Sway (* 1982), britischer Rapper
- Sway, Marc (* 1979), Schweizer Pop-Rock-Musiker
- Swayman, Jeremy (* 1998), US-amerikanischer Eishockeytorwart
- Swayne, Desmond (* 1956), britischer Politiker
- Swayne, Eric John Eagles (1863–1929), britischer Offizier und Kolonialgouverneur
- Swayne, Giles (* 1946), britischer Komponist
- Swayne, Joseph Griffiths (1819–1903), englischer Mediziner und Geburtshelfer
- Swayne, Noah Haynes (1804–1884), US-amerikanischer Jurist und Politiker
- Swayne, Wager (1834–1902), amerikanischer Politiker und General
- Swayze, Don (* 1958), US-amerikanischer Schauspieler
- Swayze, Patrick (1952–2009), US-amerikanischer Schauspieler, Sänger und TänzerPatrick Swayze (1952–2009)

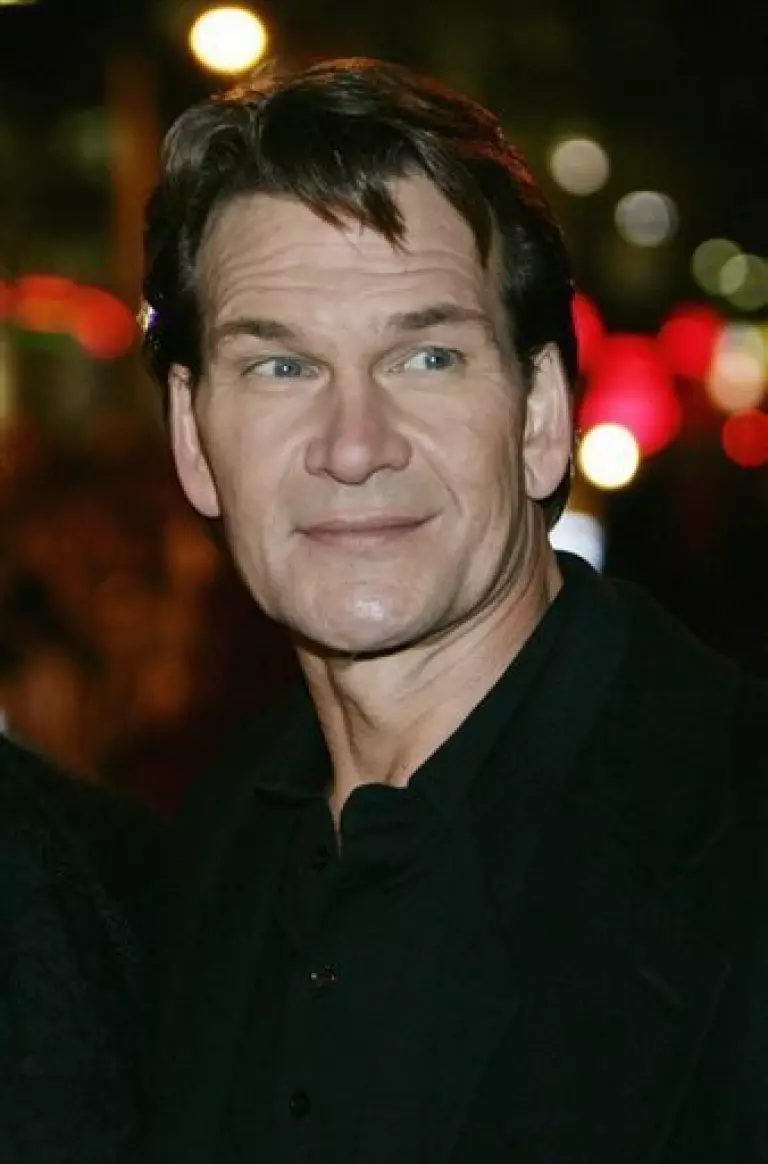
Patrick Swayze (1952–2009)

### Swe
- Swe Li Myint (* 1993), myanmarische Leichtathletin
- Swe, Myint (1951–2025), myanmarischer Politiker
- Swearengen, Al (1845–1904), US-amerikanischer Pionier
- Swearengen, Clarence, US-amerikanischer Basketballspieler
- Swearingen, Fred (1921–2016), US-amerikanischer Schiedsrichter im American Football
- Swearingen, Henry († 1849), US-amerikanischer Politiker (Demokratische Partei)
- Swearingen, Inga (* 1975), US-amerikanische Jazz-Sängerin und -Komponistin
- Sweat, Brooke (* 1986), US-amerikanische Beachvolleyballspielerin
- Sweat, David (* 1980), US-amerikanischer Mörder und Gefängnisausbrecher
- Sweat, Josh (* 1997), US-amerikanischer Footballspieler
- Sweat, Keith (* 1961), US-amerikanischer Musikproduzent
- Sweat, Lorenzo De Medici (1818–1898), US-amerikanischer Politiker
- Sweat, Montez (* 1996), US-amerikanischer American-Football-Spieler
- Sweatman, Margaret (* 1953), kanadische Schriftstellerin und Hochschullehrerin
- Sweatman, Rowena (* 1968), britische Judoka
- Sweatman, Wilbur (1882–1961), US-amerikanischer Klarinettist und Bandleader
- Sweatshirt, Earl (* 1994), US-amerikanischer Rapper, Produzent und SongwriterEarl Sweatshirt (* 1994)

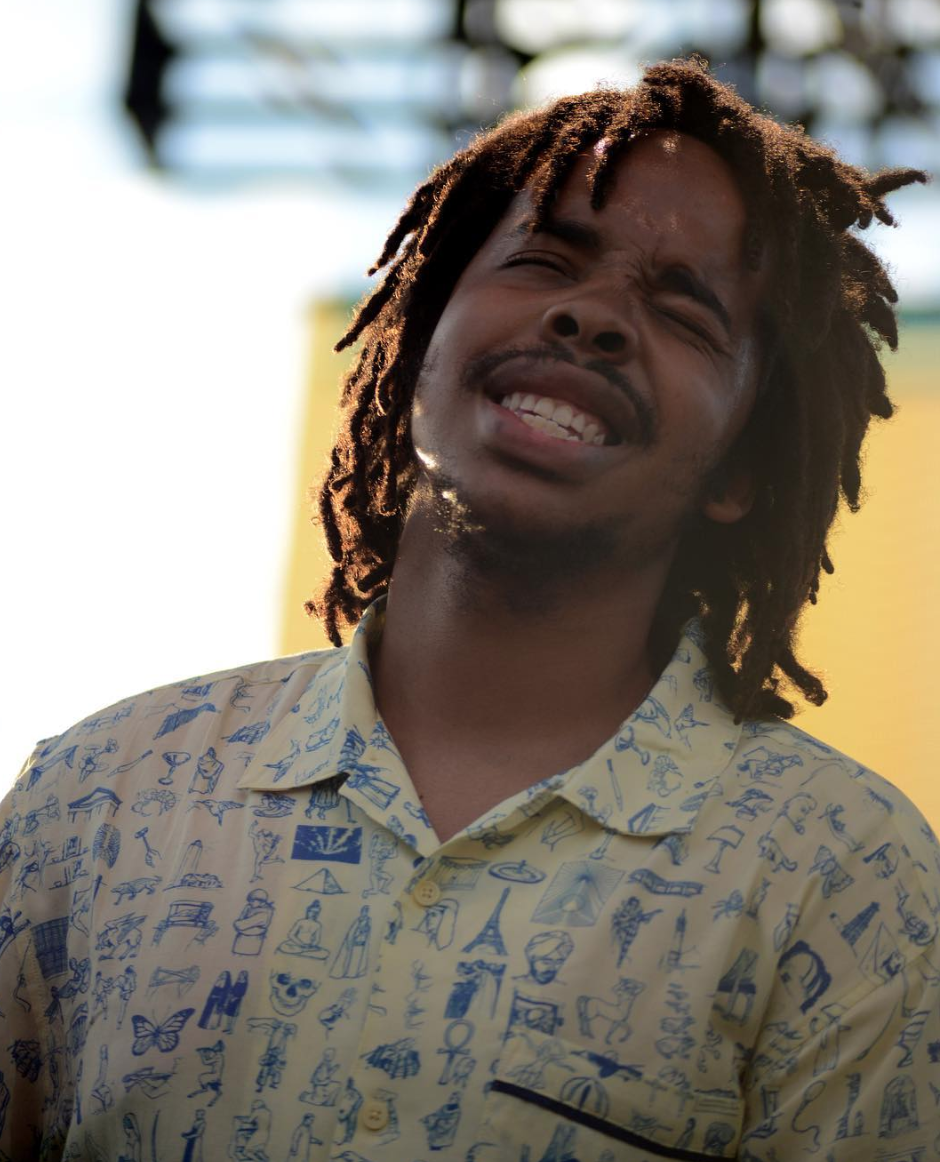
Earl Sweatshirt (* 1994)

- Sweatt, Lee (* 1985), US-amerikanischer Eishockeyspieler
- Swebach-Desfontaines, Jacques François Joseph (1769–1823), französischer Maler und Lithograf
- Sweceny, Maria Charlotte (1904–1956), österreichische Verlagsgesellschafterin
- Swedberg, Heidi (* 1966), US-amerikanische Schauspielerin und Musikerin
- Swedberg, Jaclyn (* 1990), US-amerikanisches Model, Schauspielerin und Playmate
- Swedberg, Jesper (1653–1735), schwedischer lutherischer Theologe
- Swedberg, Malin (* 1968), schwedische Fußballspielerin
- Swedberg, Richard (* 1948), schwedischer Soziologe
- Swedberg, Williot (* 2004), schwedischer Fußballspieler
- Swede, Puma (* 1976), schwedische Pornodarstellerin und Model
- Swedenborg, Emanuel (1688–1772), schwedischer Wissenschaftler, Mystiker und TheologeEmanuel Swedenborg (1688–1772)

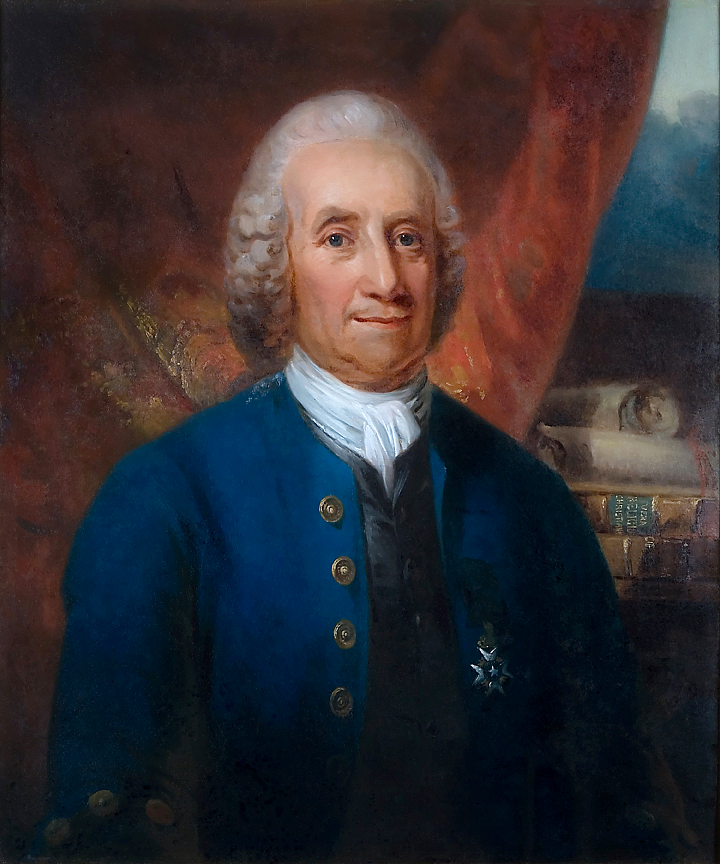
Emanuel Swedenborg (1688–1772)

- Sweder, Burkhard, Stiftsherr und Stiftsscholaster vom Kollegiatstift Stendal
- Swedien, Bruce (1934–2020), US-amerikanischer Tontechniker
- Swedomski, Alexander Alexandrowitsch (1848–1911), russischer Genre- und Landschaftsmaler
- Swedomski, Pawel Alexandrowitsch (1849–1904), russischer Historien- und Genremaler
- Swee Phek Teh, Katherine, malaysische Badmintonspielerin
- Sweeck, Alfons (1936–2019), belgischer Radrennfahrer
- Sweeck, Laurens (* 1993), belgischer Radrennfahrer
- Sweedler, Bill (* 1966), US-amerikanischer Autorennfahrer und Unternehmer
- Sweedler, Moss (* 1942), US-amerikanischer Mathematiker
- Sweelinck, Dirck Janszoon († 1652), niederländischer Organist und Komponist
- Sweelinck, Jan Pieterszoon (1561–1621), niederländischer Organist und Komponist
- Sweeney, Al (1914–1984), US-amerikanischer Filmarchitekt
- Sweeney, Alison (* 1976), US-amerikanische Schauspielerin
- Sweeney, Anne (* 1958), US-amerikanische Managerin
- Sweeney, Arthur (1909–1940), britischer Sprinter
- Sweeney, Bob (* 1964), US-amerikanischer Eishockeyspieler
- Sweeney, Charles (1919–2004), US-amerikanischer Brigadegeneral der Luftwaffe; Pilot des Bombers, der die Atombombe auf Nagasaki abwarfCharles Sweeney (1919–2004)

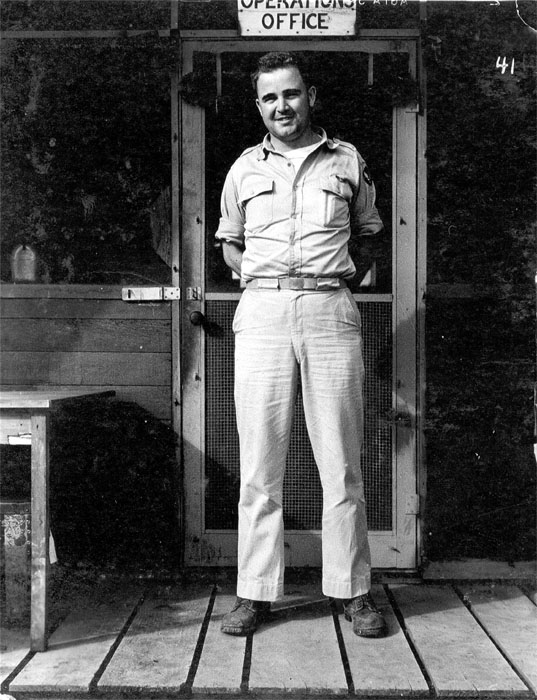
Charles Sweeney (1919–2004)

- Sweeney, Daniel Bernard (* 1961), US-amerikanischer Schauspieler
- Sweeney, David (1960–2021), kanadischer Regattasegler
- Sweeney, Don (* 1966), kanadischer Eishockeyspieler und -funktionär
- Sweeney, Emmet (* 1955), chronologiekritischer Historiker
- Sweeney, Eric (1905–1968), englischer Fußballspieler
- Sweeney, Fionnuala (* 1965), irische Fernsehmoderatorin
- Sweeney, Garry (* 1973), schottischer Schauspieler
- Sweeney, Jack (* 2002), US-amerikanischer Softwareentwickler und Unternehmer
- Sweeney, James Joseph (1913–1968), US-amerikanischer Geistlicher, Bischof von Honolulu
- Sweeney, Joel (1810–1860), US-amerikanischer Banjospieler
- Sweeney, John (* 1958), britischer Journalist und Autor
- Sweeney, John E. (* 1955), US-amerikanischer Politiker
- Sweeney, Joseph (1882–1963), US-amerikanischer Theater- und Filmschauspieler
- Sweeney, Julia (* 1959), US-amerikanische SchauspielerinJulia Sweeney (* 1959)

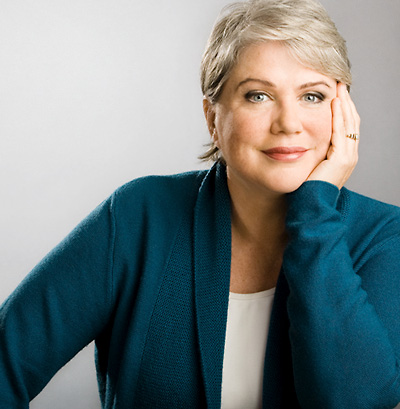
Julia Sweeney (* 1959)

- Sweeney, Kevin (* 1970), US-amerikanischer Geistlicher und römisch-katholischer Bischof von Paterson
- Sweeney, Linda (* 1959), US-amerikanische Triathletin und Radsportlerin
- Sweeney, Mac (1955–2024), US-amerikanischer Politiker
- Sweeney, Madeline Amy (1965–2001), amerikanische Flugbegleiterin
- Sweeney, Martin L. (1885–1960), US-amerikanischer Politiker (Demokratische Partei)
- Sweeney, Mary (* 1953), US-amerikanische Filmeditorin, Filmproduzentin, Drehbuchautorin und Filmregisseurin
- Sweeney, Matt (* 1969), US-amerikanischer Rockgitarrist
- Sweeney, Matthew (1952–2018), irischer Schriftsteller
- Sweeney, Megan (* 1987), US-amerikanische Rennrodlerin
- Sweeney, Patrick (* 1952), britischer Ruderer
- Sweeney, Robert E. (1924–2007), US-amerikanischer Politiker (Demokratische Partei)
- Sweeney, Sam (* 1989), multi-instrumentaler English-Folk-Musiker
- Sweeney, Sydney (* 1997), US-amerikanische SchauspielerinSydney Sweeney (* 1997)

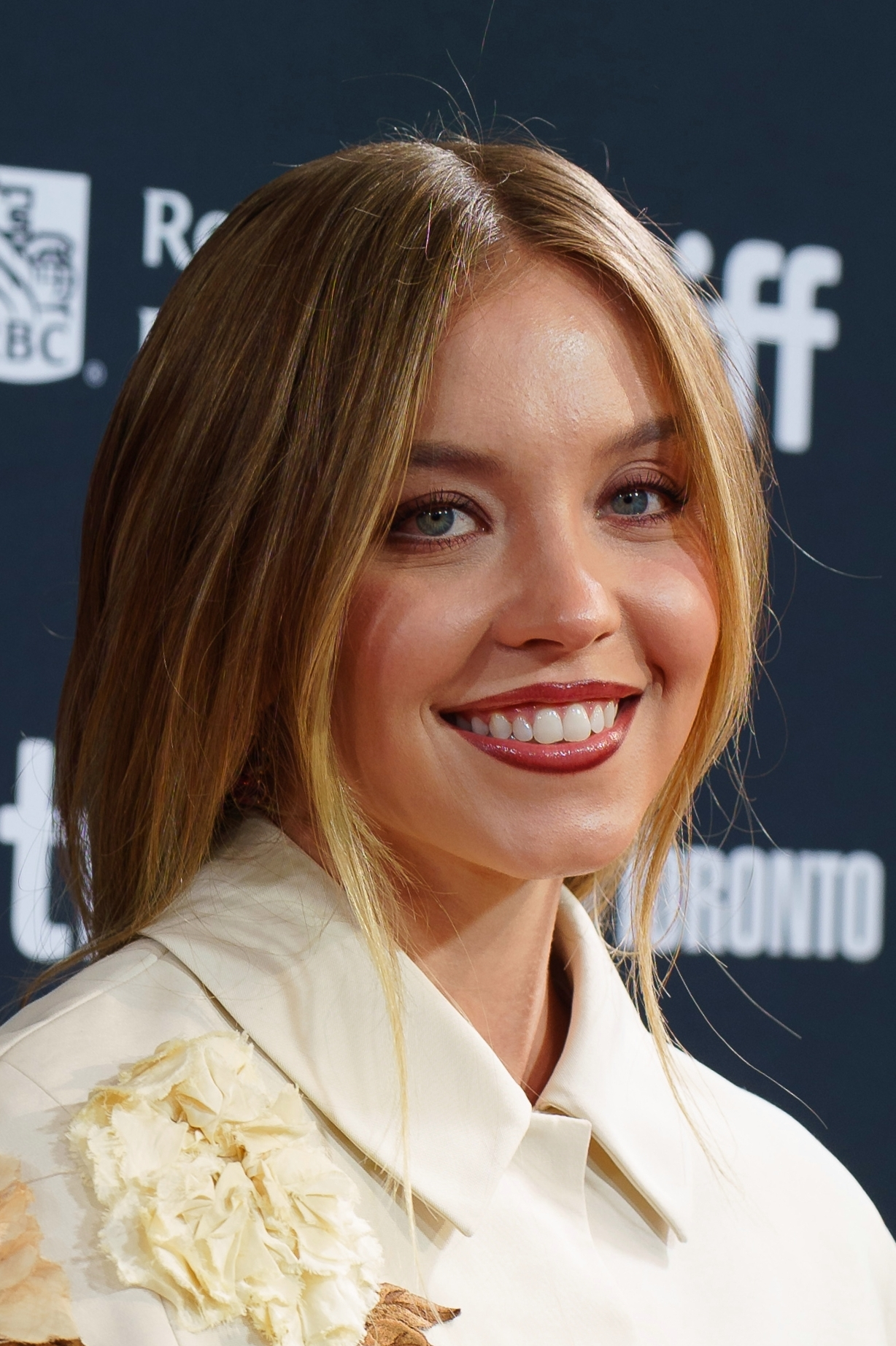
Sydney Sweeney (* 1997)

- Sweeney, Tim (* 1967), US-amerikanischer Eishockeyspieler und -scout
- Sweeney, Tim (* 1970), US-amerikanischer Computerspiele-Programmierer und Unternehmer
- Sweeney, Walter C. Sr. (1876–1963), US-amerikanischer Offizier, Generalmajor der US Army
- Sweeney, William N. (1832–1895), US-amerikanischer Politiker
- Sweens, Joseph (1858–1950), niederländischer römisch-katholischer Bischof in Afrika
- Sweeny, Dane (* 2001), australischer Tennisspieler
- Sweeny, George (1796–1877), US-amerikanischer Politiker
- Sweeny, Harry (* 1998), australischer Radrennfahrer
- Sweeny, Paul (* 1975), englischer Snookerspieler
- Sweering, Jan (1909–1981), niederländischer Karambolagespieler
- Sweers, Isaac (1622–1673), niederländischer Admiral
- Sweerts, Emanuel († 1612), niederländischer Pflanzenhändler
- Sweerts, Michiel († 1664), flämischer Maler und Radierer
- Sweerts-Reist, Franz Johann von (1613–1700), schlesischer Offizier und Gutsbesitzer
- Sweerts-Reist, Johann Heinrich von (1658–1702), Domherr und Generalvikar des Fürstbistums Breslau
- Sweet Sophie (* 1988), deutsche Pornodarstellerin
- Sweet, Anni B (* 1987), spanische Indie-Sängerin und Songwriterin
- Sweet, Blanche (1896–1986), US-amerikanische Stummfilmschauspielerin
- Sweet, Burton E. (1867–1957), US-amerikanischer Politiker
- Sweet, Charles Lacy (1861–1892), britischer Tennisspieler
- Sweet, Corey (* 1976), australischer Radrennfahrer
- Sweet, Darrell (1947–1999), britischer Schlagzeuger der Rockband Nazareth
- Sweet, Edwin F. (1847–1935), US-amerikanischer Politiker
- Sweet, Emily, US-amerikanische Schauspielerin und Model
- Sweet, Gary (* 1957), australischer Schauspieler
- Sweet, Georgina (1875–1946), australische Zoologin und Parasitologin
- Sweet, Henry (1845–1912), britischer Philologe und Mitbegründer der modernen Phonetik
- Sweet, James H., US-amerikanischer Historiker
- Sweet, Jay (* 1975), australischer Radrennfahrer
- Sweet, John Hyde (1880–1964), US-amerikanischer Politiker
- Sweet, Jonathan (* 1973), australischer Freestyle-Skier
- Sweet, Julie (* 1967), amerikanische Juristin und Unternehmerin, CEO von AccentureJulie Sweet (* 1967)

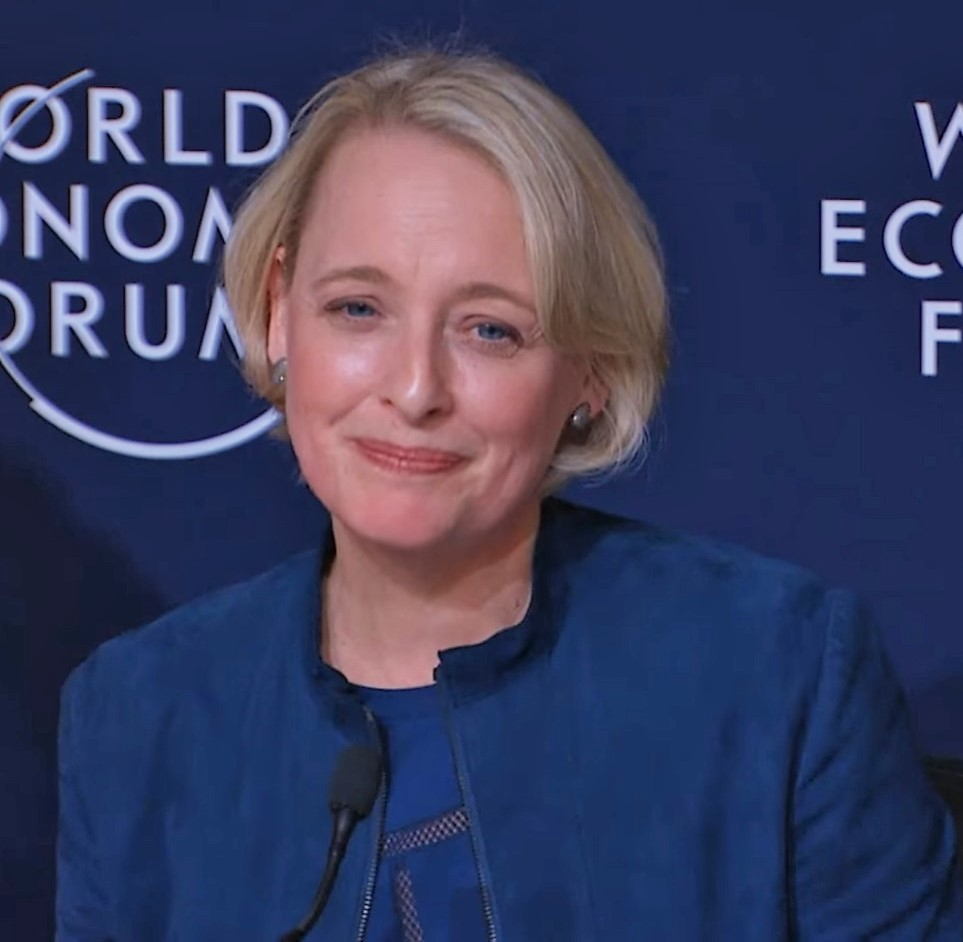
Julie Sweet (* 1967)

- Sweet, Kennith, US-amerikanischer Basketballspieler
- Sweet, Kyle (* 1996), US-amerikanischer American-Football-Spieler
- Sweet, Leonard (* 1947), US-amerikanischer evangelisch-methodistischer Pastor, Semiotiker, Kirchenhistoriker, Prediger und Autor
- Sweet, Matthew (* 1964), US-amerikanischer Songwriter, Gitarrist und Sänger, Genres Power Pop und Alternative Rock
- Sweet, Ossian (1895–1960), US-amerikanischer Arzt
- Sweet, Peter Alan (1921–2005), britischer Plasmaphysiker und Astrophysiker
- Sweet, Rachel (* 1962), US-amerikanische Sängerin, Schauspielerin, Autorin und Fernsehproduzentin
- Sweet, Robert (1783–1835), englischer Botaniker
- Sweet, Shane (* 1986), US-amerikanischer Schauspieler, Musiker und Synchronsprecher
- Sweet, Sharon (* 1951), US-amerikanische Opernsängerin (Sopran)
- Sweet, Thaddeus C. (1872–1928), US-amerikanischer Politiker
- Sweet, Walter C. (1927–2015), US-amerikanischer Paläontologe
- Sweet, William (* 1955), kanadischer Philosoph
- Sweet, William Ellery (1869–1942), US-amerikanischer Politiker
- Sweet, Willis (1856–1925), US-amerikanischer Politiker
- Sweet-Escott, Ernest Bickham (1857–1941), britischer Kolonialgouverneur
- Sweete, Barbara Willis (* 1953), kanadische Filmregisseurin und Filmproduzentin
- Sweeten, Madylin (* 1991), US-amerikanische Schauspielerin
- Sweeten, Sawyer (1995–2015), US-amerikanischer Kinderschauspieler
- Sweeten, Sullivan (* 1995), US-amerikanischer Kinderschauspieler
- Sweetheart, Monica (* 1981), tschechische Pornodarstellerin
- Sweetin, Jodie (* 1982), US-amerikanische SchauspielerinJodie Sweetin (* 1982)

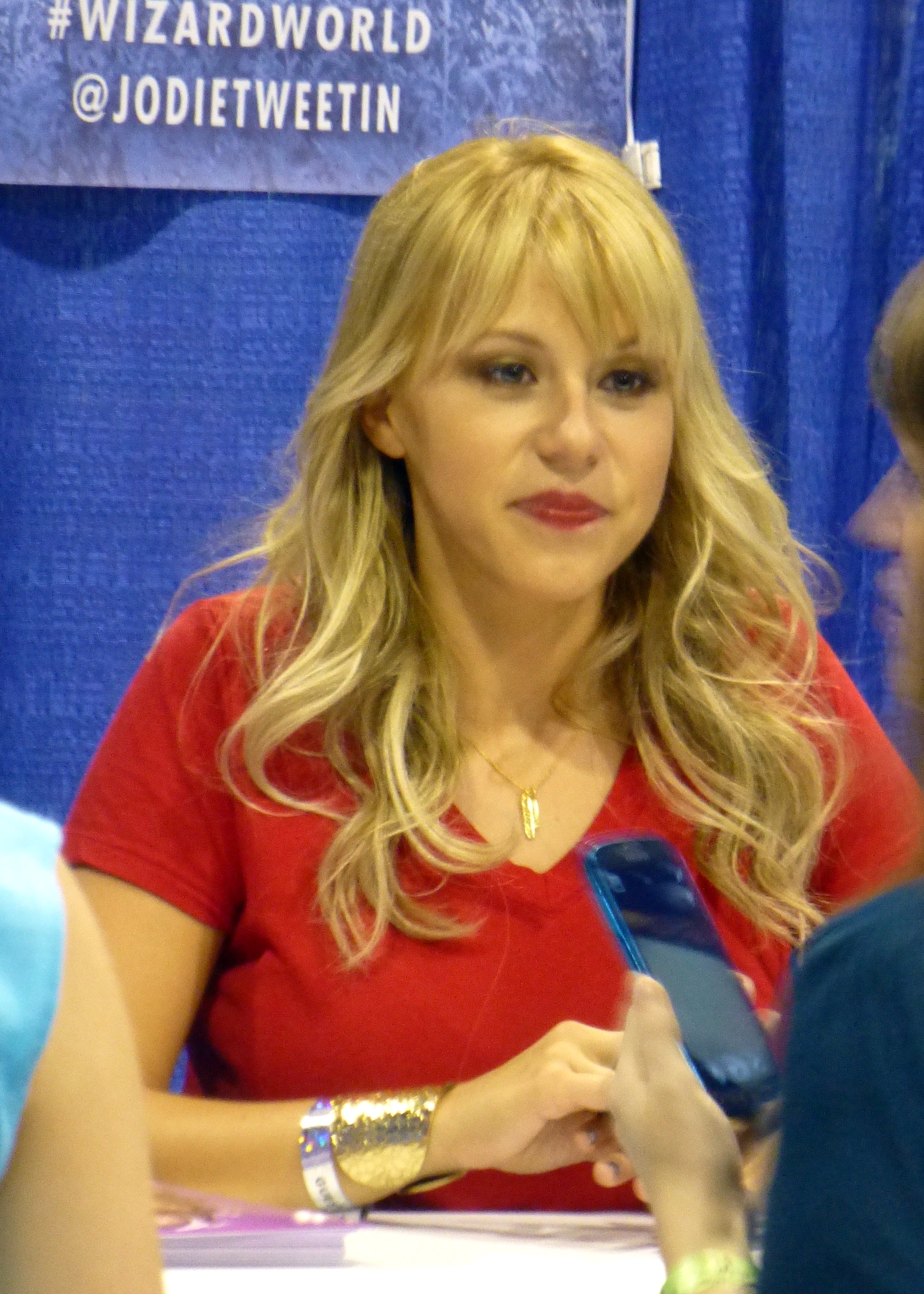
Jodie Sweetin (* 1982)

- Sweeting, Rashad (* 1990), bahamaischer Dartspieler
- Sweeting, Robert (* 1987), US-amerikanischer Radrennfahrer
- Sweeting, Ryan (* 1987), US-amerikanischer TennisspielerRyan Sweeting (* 1987)

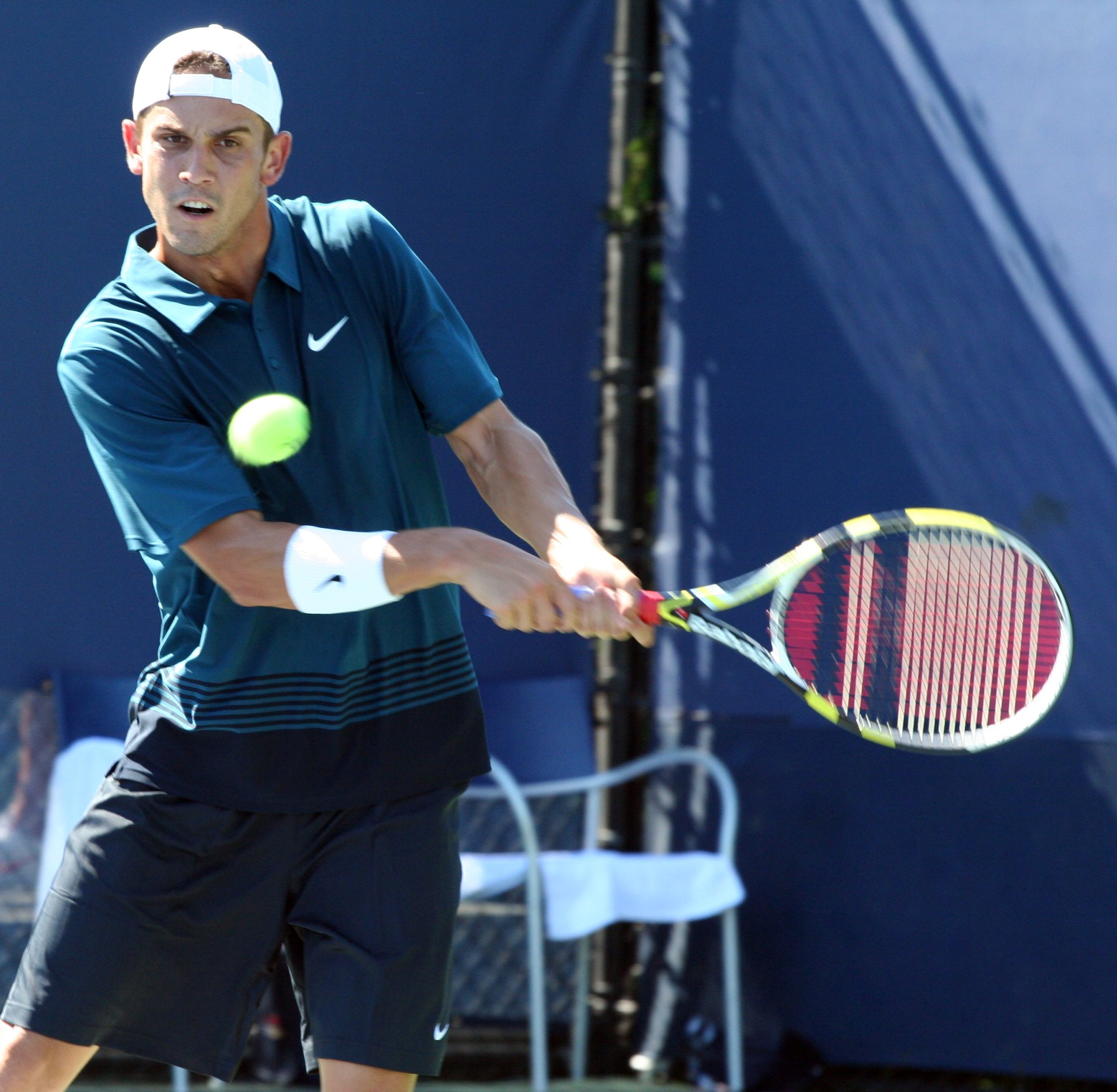
Ryan Sweeting (* 1987)

- Sweetland, Doug, US-amerikanischer Animator und Filmregisseur
- Sweetland, Kirsten (* 1988), kanadische Triathletin
- Sweetland, Sally (1911–2015), US-amerikanische Sopranistin
- Sweetman, Gerard (1908–1970), irischer Politiker
- Sweetnam, Skye (* 1988), kanadische Rocksängerin
- Sweetser, Charles (1808–1864), US-amerikanischer Politiker
- Sweetser, Lauren (* 1988), US-amerikanische Schauspielerin
- Sweetser, Lewis H. (1868–1944), US-amerikanischer Politiker
- Sweezy, J. R. (* 1989), US-amerikanischer American-Football-Spieler
- Sweezy, Paul (1910–2004), US-amerikanischer Nationalökonom, marxistischer Autor und Herausgeber des Monthly Review
- Sweid, Hana (* 1955), israelischer Politiker
- Sweid, Yousef (* 1976), israelischer Schauspieler und Tänzer
- Sweigert, George (1920–1999), US-amerikanischer Erfinder
- Sweijs, Anthony (1852–1937), niederländischer Sportschütze
- Sweikert, Bob (1926–1956), US-amerikanischer Rennfahrer
- Sweit, Giles (1586–1672), englischer Jurist und Hochschullehrer
- Sweitzer, Rod, US-amerikanischer Schauspieler und Synchronsprecher
- Swelim, Amr (* 1984), ägyptisch-italienischer Squashspieler
- Swelim, Nabil (1930–2015), ägyptischer Ägyptologe
- Swelim, Tarek (1958–2023), ägyptischer Kunsthistoriker
- Swell, Steve (* 1954), US-amerikanischer Jazzposaunist
- Swellengrebel, Nicolaas Hendrik (1885–1970), niederländischer Biologe
- Swelm, Marloes van, niederländische Badmintonspielerin
- Swendsen, Clyde (1895–1979), US-amerikanischer Wasserspringer und Trainer
- Swendsen, Robert (* 1943), US-amerikanischer Physiker
- Sweneld, warägischer Heerführer im Großfürstentum Kiew
- Sweney, Joseph Henry (1845–1918), US-amerikanischer Politiker
- Swenn-Larsson, Anna (* 1991), schwedische Skirennläuferin
- Swensen, David F. (1954–2021), US-amerikanischer Investmentmanager
- Swensen, Vegard (* 1986), norwegischer Skispringer
- Swenson, Carl (* 1970), US-amerikanischer Skilangläufer und Mountainbiker
- Swenson, Eliza (* 1983), US-amerikanische Schauspielerin, Sängerin, Komponistin und Filmproduzentin
- Swenson, Elmer (1913–2004), US-amerikanischer Rebzüchter
- Swenson, Inga (1932–2023), US-amerikanische SchauspielerinInga Swenson (1932–2023)

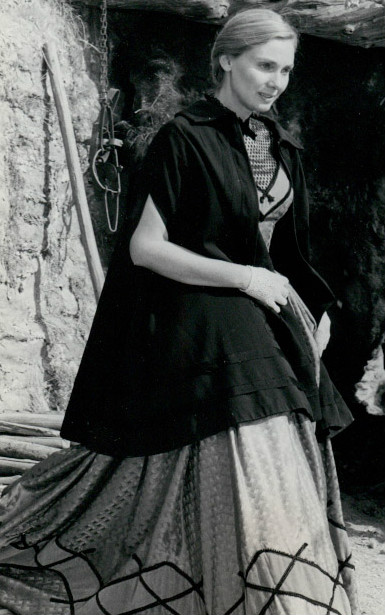
Inga Swenson (1932–2023)

- Swenson, Jeep (1957–1997), US-amerikanischer Schauspieler, Wrestler und Stuntman
- Swenson, Kari (* 1961), US-amerikanische Biathletin
- Swenson, Karl (1908–1978), US-amerikanischer Schauspieler
- Swenson, Ken (* 1948), US-amerikanischer Mittelstreckenläufer
- Swenson, Mary Ann (* 1947), US-amerikanische Bischöfin der EmK
- Swenson, William D. (* 1978), US-amerikanischer Offizier (Oberstleutnant)
- Swensson, Egbert (* 1956), deutscher Regattasegler
- Swensson, Signe (1888–1974), norwegische Ärztin, Frauenrechtlerin und Politikerin der konservativen Partei Høyre
- Swerawa, Elina (* 1960), belarussische Diskuswerferin und Olympiasiegerin
- Swerawa, Natallja (* 1971), belarussische Tennisspielerin
- Swerbejew, Sergei Nikolajewitsch (1857–1922), russischer Diplomat
- Swerbetow, Hryhorij (* 1939), sowjetisch-ukrainischer Sprinter
- Swerdlow, Jakow Michailowitsch (1885–1919), russischer Revolutionär, Bolschewik und Staatsoberhaupt der SowjetunionJakow Michailowitsch Swerdlow (1885–1919)

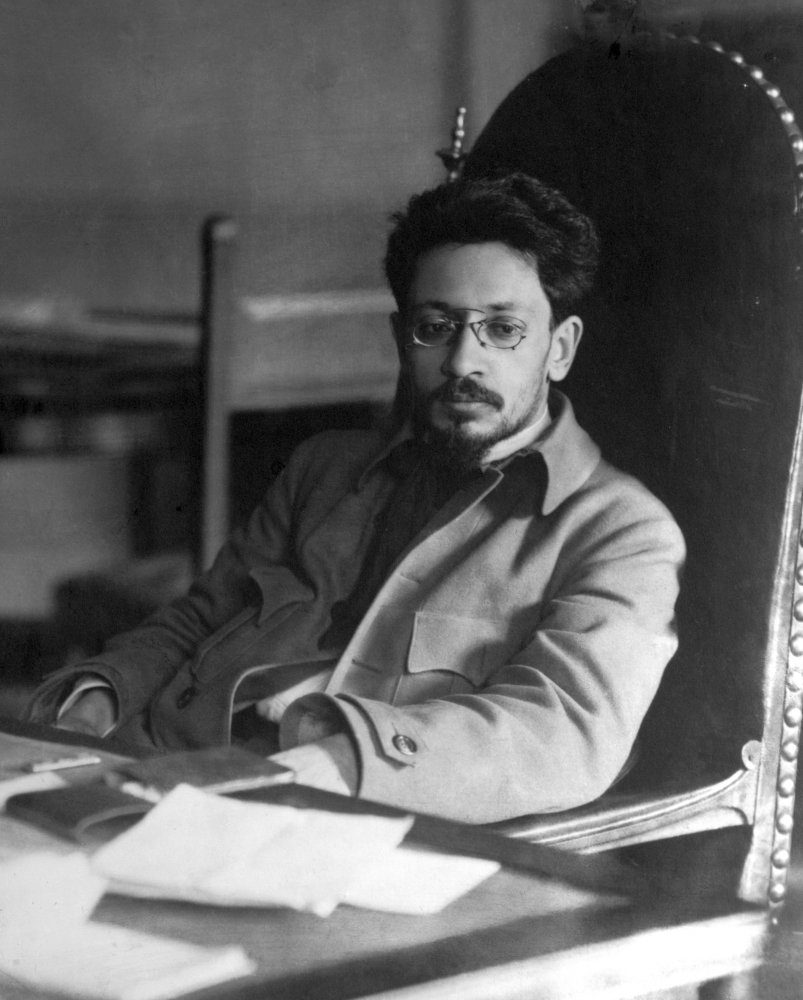
Jakow Michailowitsch Swerdlow (1885–1919)

- Swerdlow, Noel (1941–2021), US-amerikanischer Astronomiehistoriker
- Swerdlow, Tommy (* 1962), US-amerikanischer Filmschauspieler und Drehbuchautor
- Swerew, Alexander Michailowitsch (* 1960), sowjetischer Tennisspieler und -trainer
- Swerew, Anatoli Timofejewitsch (1931–1986), russischer Maler des Expressionismus und Nonkonformismus
- Swerew, Arseni Grigorjewitsch (1900–1969), sowjetischer Finanzminister (1938–1948 und 1948–1960)
- Swerew, Nikolai Sergejewitsch (1833–1893), russischer Pianist und Pädagoge
- Swerew, Oleg Jewgenjewitsch (* 1949), russischer Dirigent
- Swerewa, Lidija (1890–1916), russische Flugpionierin
- Swerewa, Natalija Iwanowna (* 1970), sowjetische bzw. russische Ökonomin und Unternehmerin
- Swerling, Jo (1893–1964), US-amerikanischer Drehbuchautor russischer Abstammung
- Swern, Daniel (1916–1982), US-amerikanischer Chemiker
- Swerstjuk, Jewhen (1928–2014), ukrainischer Philosoph, Schriftsteller, Literaturkritiker, Übersetzer, Herausgeber und Dissident
- Swerting, Hermann (1280–1342), Hansekaufmann und Bürgermeister
- Swerting, Simon, Kaufmann und Bürgermeister der Hansestadt Lübeck
- Swerts, Gill (* 1982), belgischer Fußballspieler
- Swerts, Jan (1820–1879), belgischer Maler
- Swerts, Roger (* 1942), belgischer Radrennfahrer
- Swertschkow, Nikolai Jegorowitsch (1817–1898), russischer Maler
- Swertschkow, Wladimir Dmitrijewitsch (1821–1888), russischer Maler, Glasmaler und Kunstagent
- Swertvaeger, Gérard (* 1942), französischer Radrennfahrer
- Swertz, Raymund (* 1988), niederländischer Karambolagespieler und Europameister
- Sweschinskij, Sergej (* 1966), ukrainisch-deutscher Komponist und Kontrabassist
- Sweschnikow, Alexander Wassiljewitsch (1890–1980), russischer Dirigent und Chorleiter
- Sweschnikow, German Alexandrowitsch (1937–2003), sowjetischer Florettfechter und Olympiasieger
- Sweschnikow, Jewgeni Ellinowitsch (1950–2021), russisch-lettischer Schachmeister
- Sweschnikow, Kirill Michailowitsch (* 1992), russischer Radrennfahrer
- Sweschnikow, Konstantin Alexejewitsch (1956–2023), russischer Physiker
- Sweschnikow, Wladimir Iwanowitsch (* 1946), sowjetischer bzw. russischer Schauspieler
- Swesdotschotow, Konstantin Wiktorowitsch (* 1958), russischer Künstler
- Swesdow, Artem (* 1984), ukrainischer Handballspieler
- Swet, Gershon (1893–1968), israelischer Journalist und Musikkritiker
- Swete, René (* 1990), österreichischer Fußballspieler
- Sweth, Kajetan (1785–1864), österreichischer Freiheitskämpfer und BeamterKajetan Sweth (1785–1864)

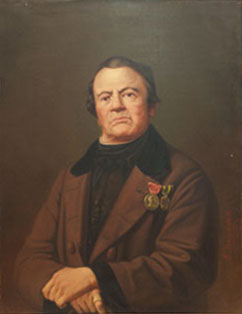
Kajetan Sweth (1785–1864)

- Swetikowa, Swetlana Andrejewna (* 1983), russische Sängerin und Schauspielerin
- Swetilko, Wladimir Kirillowitsch (1915–1996), sowjetischer Gewichtheber
- Swetin, Michail Semjonowitsch (1929–2015), sowjetischer Film- und Theaterschauspieler
- Swetina, Hansjörg (1923–2018), österreichischer Graphiker, Designer und Maler
- Swetlakow, Sergei Jurjewitsch (* 1977), russischer Komiker und Schauspieler
- Swetlanow, Jewgeni Fjodorowitsch (1928–2002), russischer Dirigent, Komponist und Pianist
- Swetlow, Alexander (* 1984), belarussischer Skispringer
- Swetlow, Michail Arkadjewitsch (1903–1964), sowjetischer Schriftsteller
- Swetlow, Sergei Alexandrowitsch (* 1961), russischer Eishockeyspieler
- Swetlowa, Walentina Wladimirowna (* 1949), sowjetische und russische Schauspielerin
- Swetschin, Alexander Andrejewitsch (1878–1938), russischer OffizierAlexander Andrejewitsch Swetschin (1878–1938)

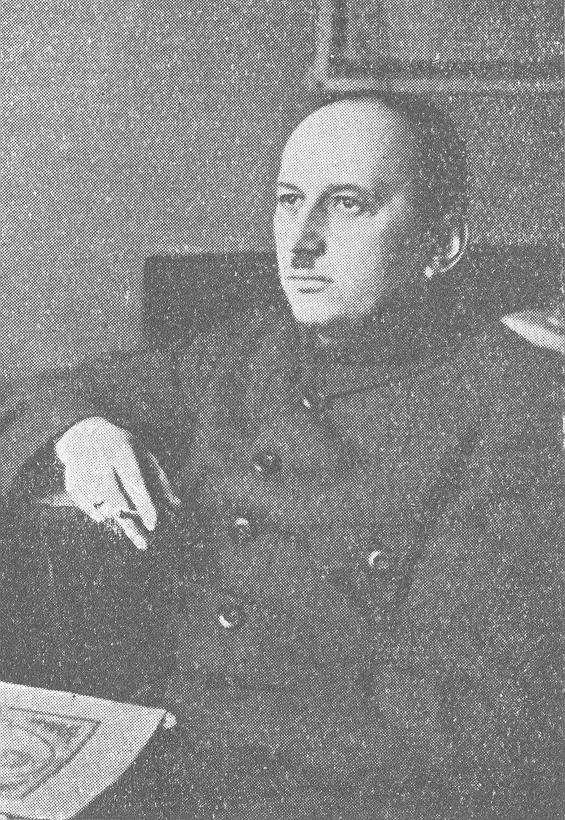
Alexander Andrejewitsch Swetschin (1878–1938)

- Swetschina, Sofja Petrowna (1782–1857), russische Hofdame und Schriftstellerin
- Swetschkar, Konstantin Gennadjewitsch (* 1984), russischer Sprinter
- Swetschnikow, Andrei Igorewitsch (* 2000), russischer Eishockeyspieler
- Swetschnikow, Dmitri Dmitrijewitsch (* 1957), russischer Künstler der abstrakten Malerei
- Swetschnikow, Jewgeni Igorewitsch (* 1996), russischer Eishockeyspieler
- Swett, Richard (* 1957), US-amerikanischer Politiker
- Swette, René (* 1988), österreichischer Eishockeytorwart
- Swettenham, Frank (1850–1946), britischer Kolonialbeamter in Südost-Asien
- Sweyn Asleifsson († 1171), Wikinger
- Sweynheym, Konrad, Buchdrucker in Subiaco und Rom
- Swezey, Otto Herman (1869–1959), US-amerikanischer Entomologe

### Swi

#### Swia
- Swiadauri, Surab (* 1981), georgischer Judoka
- Swianiewicz, Stanisław (1899–1997), polnischer Politologe und Wirtschaftswissenschaftler
- Swiatecki, Wladyslaw (1926–2009), polnischer Physiker
- Świątek, Adam (* 1990), polnischer Handballspieler
- Świątek, Iga (* 2001), polnische TennisspielerinIga Świątek (* 2001)

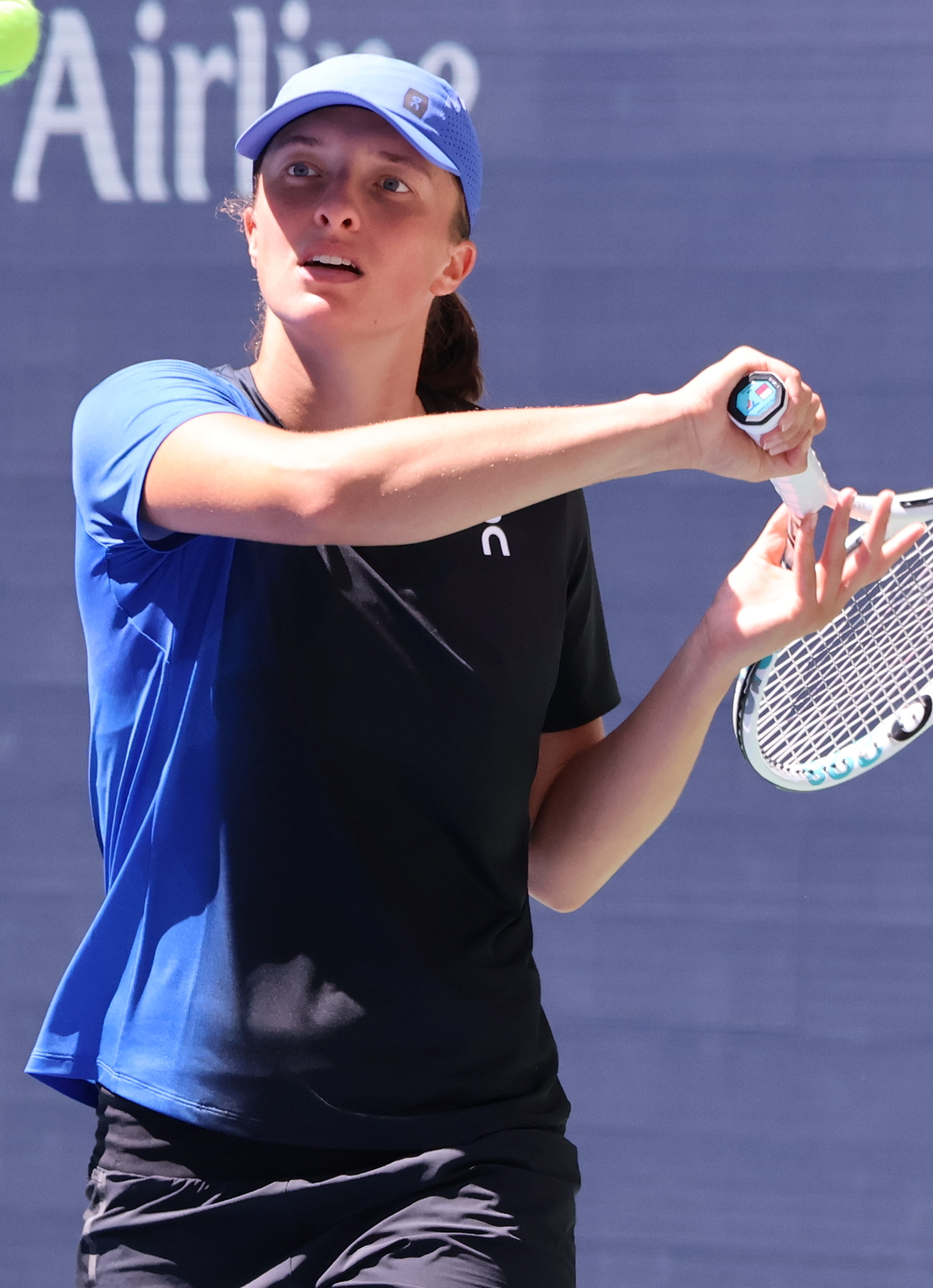
Iga Świątek (* 2001)

- Swiatek, Jean (1921–2017), französischer Fußballspieler
- Świątek, Kazimierz (1914–2011), belarussischer Geistlicher, römisch-katholischer Erzbischof von Minsk, Kardinal
- Swiatek, Taryn (* 1981), kanadische Fußballspielerin
- Świątkowski, Henryk (1896–1970), polnischer Politiker, Rechtsanwalt und Rechtswissenschaftler
- Światło, Józef (1915–1994), polnischer Geheimdienstoffizier und Überläufer

#### Swib
- Swibenko, Marco (* 1971), deutscher Eishockeyspieler
- Swiblowa, Olga Lwowna (* 1953), russische Museumsdirektorin, Kuratorin und Filmregisseurin

#### Swic
- Swick, Gene, US-amerikanischer American-Football-Spieler (Quarterback)
- Swick, J. Howard (1879–1952), US-amerikanischer Politiker
- Swick, Matt (* 1978), kanadischer Ruderer
- Swick, Moses (1900–1985), US-amerikanischer Urologe
- Swickard, Lauren (* 1993), US-amerikanische Schauspielerin, Drehbuchautorin, Filmproduzentin und Ballerina
- Swicord, Robin (* 1952), US-amerikanische Drehbuchautorin und Regisseurin
- Swiczinsky, Benjamin (* 1982), österreichischer Animationsfilmregisseur
- Swiczinsky, Helmut (1944–2025), österreichischer ArchitektHelmut Swiczinsky (1944–2025)

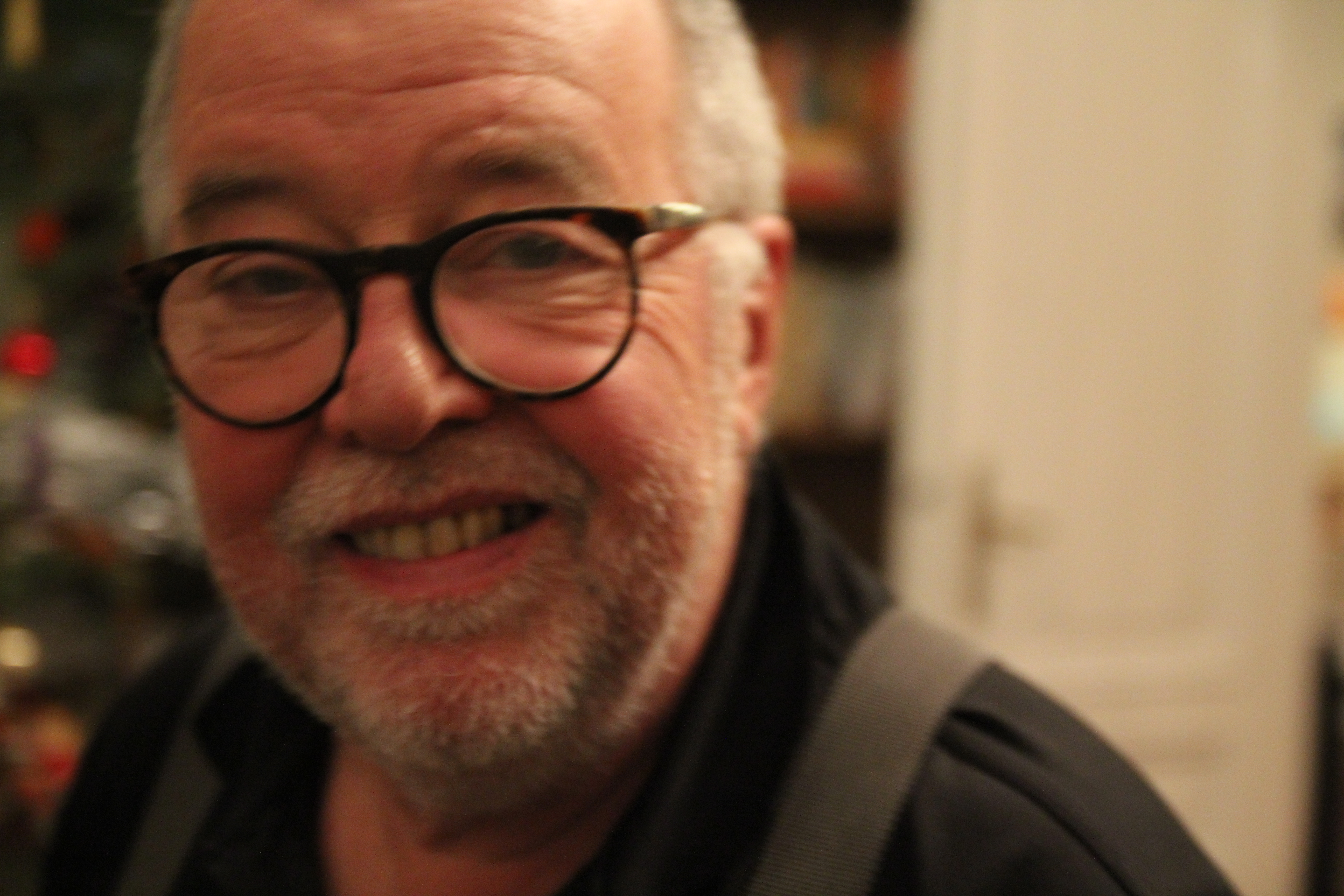
Helmut Swiczinsky (1944–2025)

- Swiczinsky, Nana (* 1969), österreichische Animationsfilmerin

#### Swid
- Swid, Revital (* 1967), israelische Politikerin
- Swidén, Kina (* 1976), schwedische Skilangläuferin
- Świder, Józef (1930–2014), polnischer Komponist
- Swider, Kevin (* 1977), US-amerikanischer Eishockeyspieler, -trainer und -funktionär
- Swider-Peltz, Nancy (* 1956), US-amerikanische Eisschnellläuferin
- Swider-Peltz, Nancy Jr. (* 1987), US-amerikanische Eisschnellläuferin
- Świderkówna, Anna (1925–2008), polnische Schriftstellerin, Sachbuchautorin, Historikerin, Philologin und Hochschullehrerin
- Świderski, Adrian (* 1986), polnischer Leichtathlet
- Świderski, Bohdan Artur (* 1957), polnischer Film- und Theaterschauspieler
- Świderski, Bronisław (* 1946), polnischer Prosaschriftsteller und Essayist
- Świderski, Karol (* 1997), polnischer Fußballspieler
- Swiderski, Rudolf (1878–1909), deutscher Schachmeister
- Swiderski, Wladimir Leonidowitsch (1931–2013), sowjetisch-russischer Physiologe
- Swiderskyj, Wjatscheslaw (* 1979), ukrainischer Fußballspieler
- Swidger († 1011), Bischof von Münster
- Swidler, Arlene (1929–2008), US-amerikanische Theologin und Autorin
- Swidler, Pjotr Weniaminowitsch (* 1976), russischer SchachspielerPjotr Weniaminowitsch Swidler (* 1976)

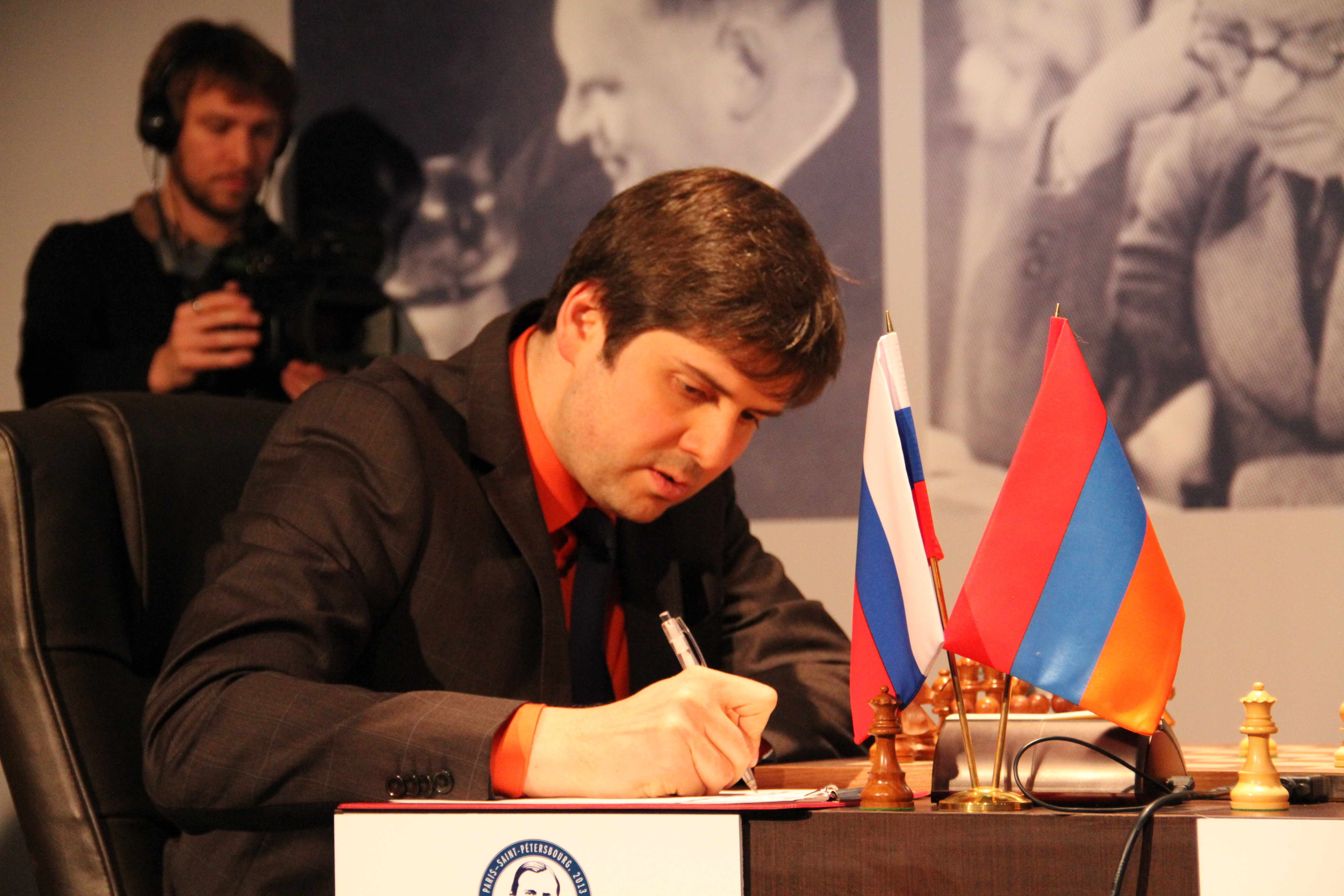
Pjotr Weniaminowitsch Swidler (* 1976)

- Swidler, Uli T. (* 1961), deutscher Roman- und Drehbuchautor
- Swidsinskyj, Wolodymyr (1885–1941), ukrainischer Dichter und Übersetzer

#### Swie
- Swieca, Jorge A. (1936–1980), brasilianischer Physiker
- Święcicki, Wacław (1848–1900), polnischer Gewerkschafter und Schriftsteller
- Swiedack, Karl (1815–1888), österreichischer Schauspieler und Schriftsteller
- Swieniewicz, Dorota (* 1972), polnische Volleyballspielerin
- Swientek, Christine (* 1943), deutsche Pädagogin und Kriminologin
- Swientek, Horst-Oskar (1908–1967), deutscher Historiker und Archivar
- Świerad, Ryszard (1955–2011), polnischer Ringer
- Świercz, Dariusz (* 1994), polnisch-US-amerikanischer Schachspieler
- Swierczek, Michael (* 1961), deutscher Neonazi
- Swierczewska, Sandra (* 1988), österreichische Schwimmerin
- Świerczewski, Karol (1897–1947), General der sowjetischen und polnischen Armee, Mitglied des Sejm
- Świerczewski, Marek (* 1967), polnischer Fußballspieler und -trainer
- Świerczewski, Piotr (* 1972), polnischer Fußballspieler
- Świerczok, Jakub (* 1992), polnischer Fußballspieler
- Świerczowski, Janusz († 1530), polnischer Adeliger, Beamter und Offizier
- Świerczyński, Andrzej (* 1952), polnischer Sprinter
- Świerk, Alfred G. (1931–2022), polnischer Buchwissenschaftler
- Świerkocz, Adam (* 1964), polnischer Offizier, Brigadegeneral der Polnischen Streitkräfte
- Świerz, Mieczysław (1891–1929), polnischer Bergsteiger
- Świerzawski, Wacław (1927–2017), polnischer Geistlicher, römisch-katholischer Bischof von Sandomierz
- Świerzy, Waldemar (1931–2013), polnischer Grafiker und Grafikdesigner
- Swietelsky, Hellmuth (1905–1995), österreichischer Bauunternehmer
- Swieten, Gerard van (1700–1772), österreichischer MedizinerGerard van Swieten (1700–1772)

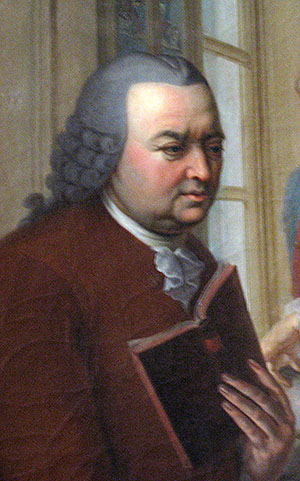
Gerard van Swieten (1700–1772)

- Swieten, Gottfried van (1733–1803), Diplomat in Diensten der Habsburgermonarchie
- Swieten, Ignace van (1943–2005), niederländischer Fußballschiedsrichter
- Swieter, Hinrich (1939–2002), deutscher Politiker (SPD), MdL
- Świetlicki, Marcin (* 1961), polnischer Schriftsteller und Musiker
- Swietlicki, Paul (1699–1756), polnischer lutherischer Prediger in Danzig
- Świętochowski, Aleksander (1849–1938), polnischer Schriftsteller
- Świętosławski, Wojciech (1881–1968), polnischer Biophysiker
- Święty-Ersetic, Justyna (* 1992), polnische Leichtathletin
- Swieżawski, Stefan (1907–2004), polnischer Philosoph
- Świeży, Antoni (1818–1890), polnischer Politiker und Landtagsabgeordneter im Schlesischen Landtag
- Świeżyński, Józef (1868–1948), polnischer Politiker und Ministerpräsident

#### Swif
- Swift Riginos, Alice (1941–2019), US-amerikanische Klassische Philologin
- Swift, Al (1935–2018), US-amerikanischer Politiker
- Swift, Ben (* 1987), britischer Radrennfahrer
- Swift, Benjamin (1781–1847), US-amerikanischer Politiker
- Swift, Brian (* 1952), irischer Politiker (Fianna Fáil)
- Swift, Charles (* 1962), US-amerikanischer Militärjurist
- Swift, Connor (* 1995), britischer RadrennfahrerConnor Swift (* 1995)

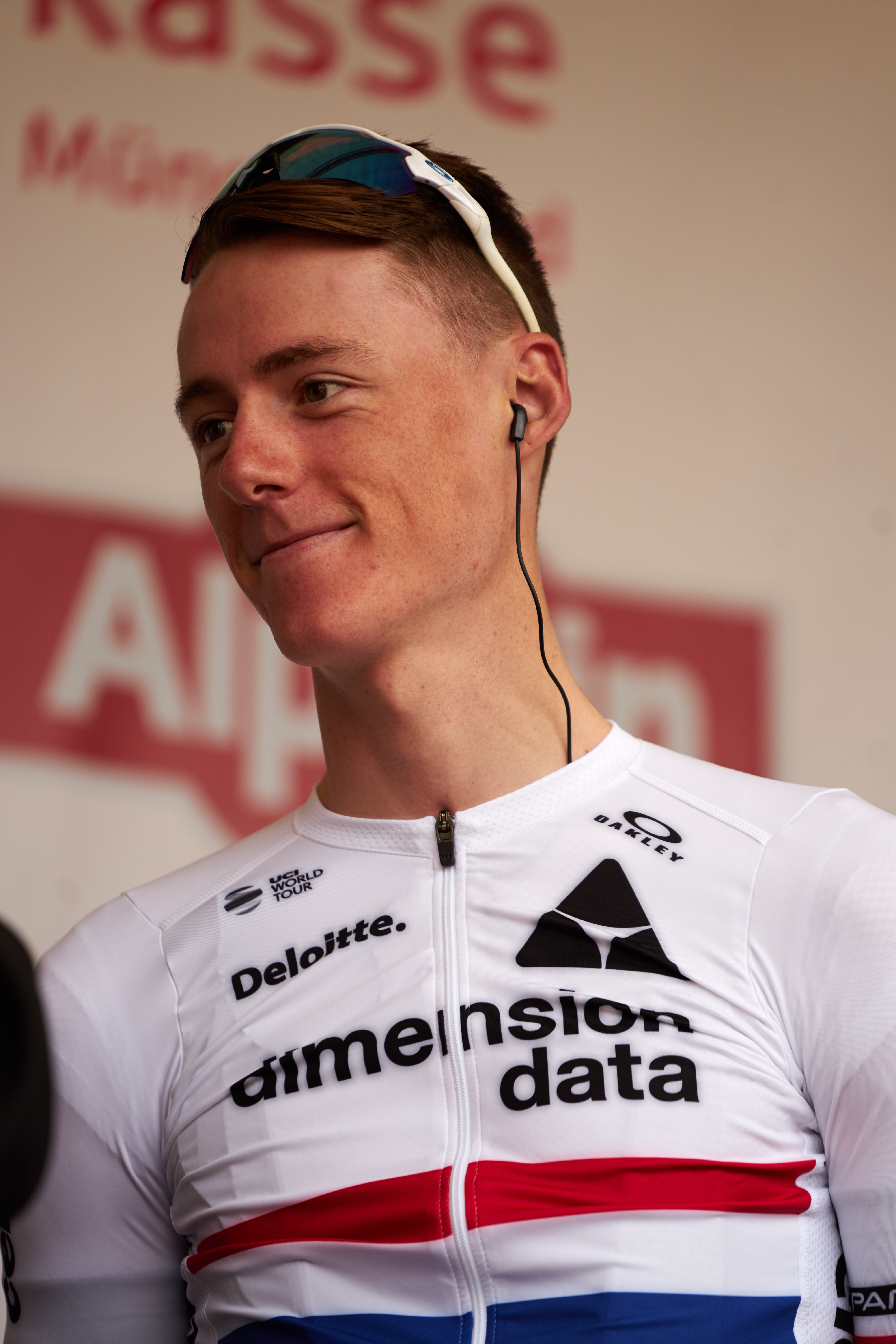
Connor Swift (* 1995)

- Swift, D’Andre (* 1999), US-amerikanischer Footballspieler
- Swift, David (1919–2001), US-amerikanischer Filmregisseur und Drehbuchautor
- Swift, David (* 1984), britischer Skeletonpilot
- Swift, Eben (1854–1938), US-amerikanischer Offizier, Generalmajor der US-Army
- Swift, Edward D. (1870–1935), US-amerikanischer Astronom
- Swift, Francie (* 1969), US-amerikanische Schauspielerin
- Swift, Frank (1913–1958), englischer Fußballtorhüter
- Swift, Gavin, britisch-ungarischer Theater- und Filmschauspieler sowie Komponist
- Swift, George Bell (1845–1912), US-amerikanischer Politiker
- Swift, George R. (1887–1972), US-amerikanischer Politiker (Demokratische Partei)
- Swift, Graham (* 1949), britischer Schriftsteller
- Swift, Greggmar (* 1991), barbadischer Hürdenläufer
- Swift, Gustavus Franklin III (1916–1976), amerikanischer Archäologe
- Swift, Henry Adoniram (1823–1869), US-amerikanischer Politiker
- Swift, Hewson (1920–2004), US-amerikanischer Zellbiologe und Biochemiker
- Swift, Innis P. (1882–1953), US-amerikanischer Offizier, Generalmajor der US-Army
- Swift, Ira P. (1898–1987), US-amerikanischer Militär, General der US Army
- Swift, Jane (* 1965), US-amerikanische Politikerin
- Swift, Jimmy (1931–2009), südafrikanischer Radrennfahrer
- Swift, Joan (* 1933), US-amerikanische ehemalige Schauspielerin
- Swift, John Franklin (1829–1891), US-amerikanischer Autor und Politiker
- Swift, Jonathan (1667–1745), englisch-irischer Schriftsteller und SatirikerJonathan Swift (1667–1745)

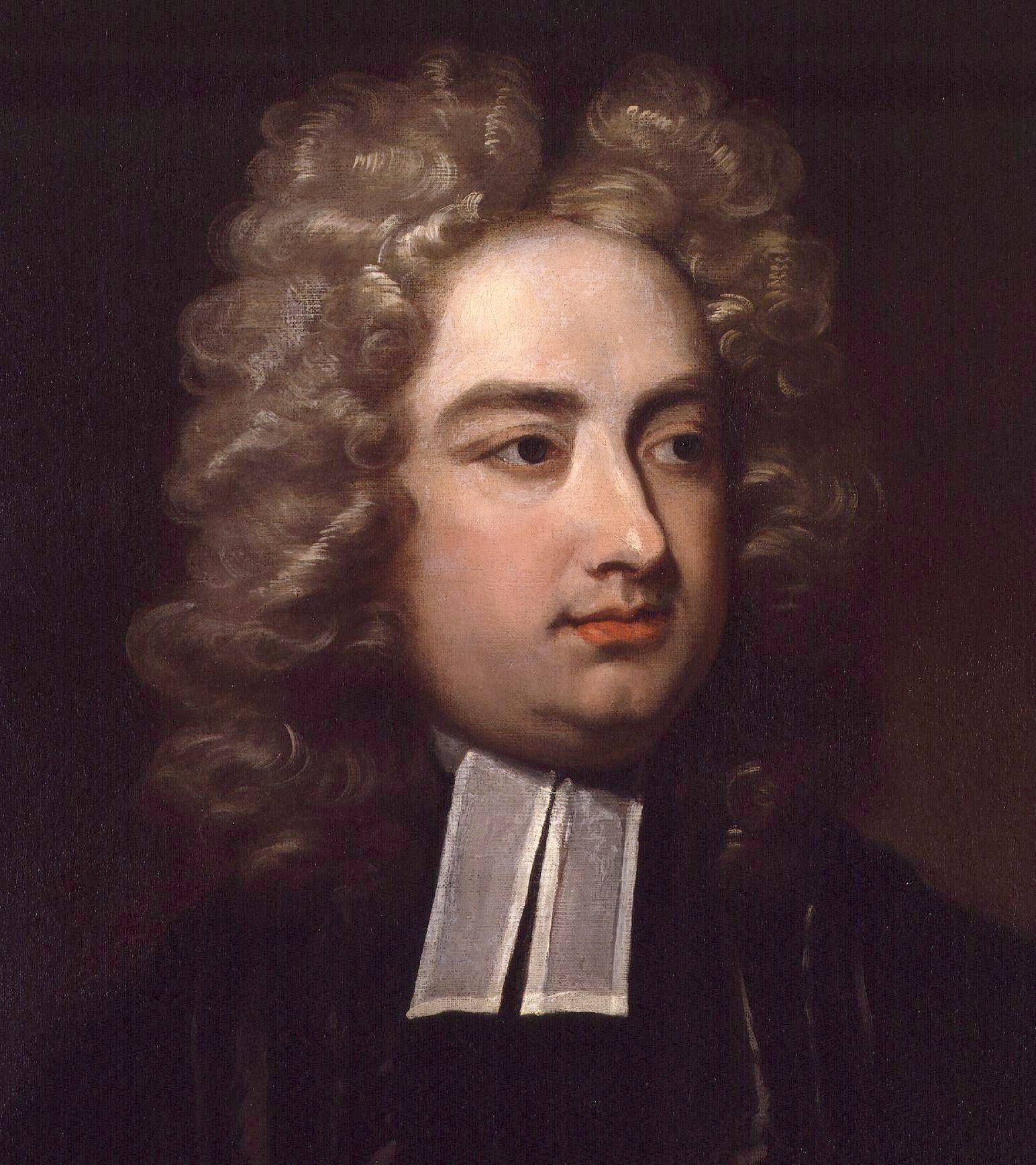
Jonathan Swift (1667–1745)

- Swift, Joseph Gardner (1783–1865), US-amerikanischer Militär, General der US Army
- Swift, Kay (1897–1993), US-amerikanische Komponistin
- Swift, Kim (* 1983), US-amerikanische Computerspielentwicklerin
- Swift, Lewis A. (1820–1913), US-amerikanischer Astronom
- Swift, Mark, Filmproduzent und Produktionsmanager
- Swift, Mazz, amerikanische Musikerin (Violine, Gesang)
- Swift, Michael (* 1987), südkoreanisch-kanadischer Eishockeyspieler
- Swift, Oscar W. (1869–1940), US-amerikanischer Jurist und Politiker
- Swift, Philetus (1763–1828), US-amerikanischer Politiker
- Swift, Robby (* 1984), britischer Windsurfer
- Swift, Sally (1913–2009), US-amerikanische Reitlehrerin
- Swift, Stephanie (* 1972), US-amerikanische Pornodarstellerin, -regisseurin und Stripperin
- Swift, Stromile (* 1979), US-amerikanischer Basketballspieler
- Swift, Taylor (* 1989), US-amerikanische SängerinTaylor Swift (* 1989)

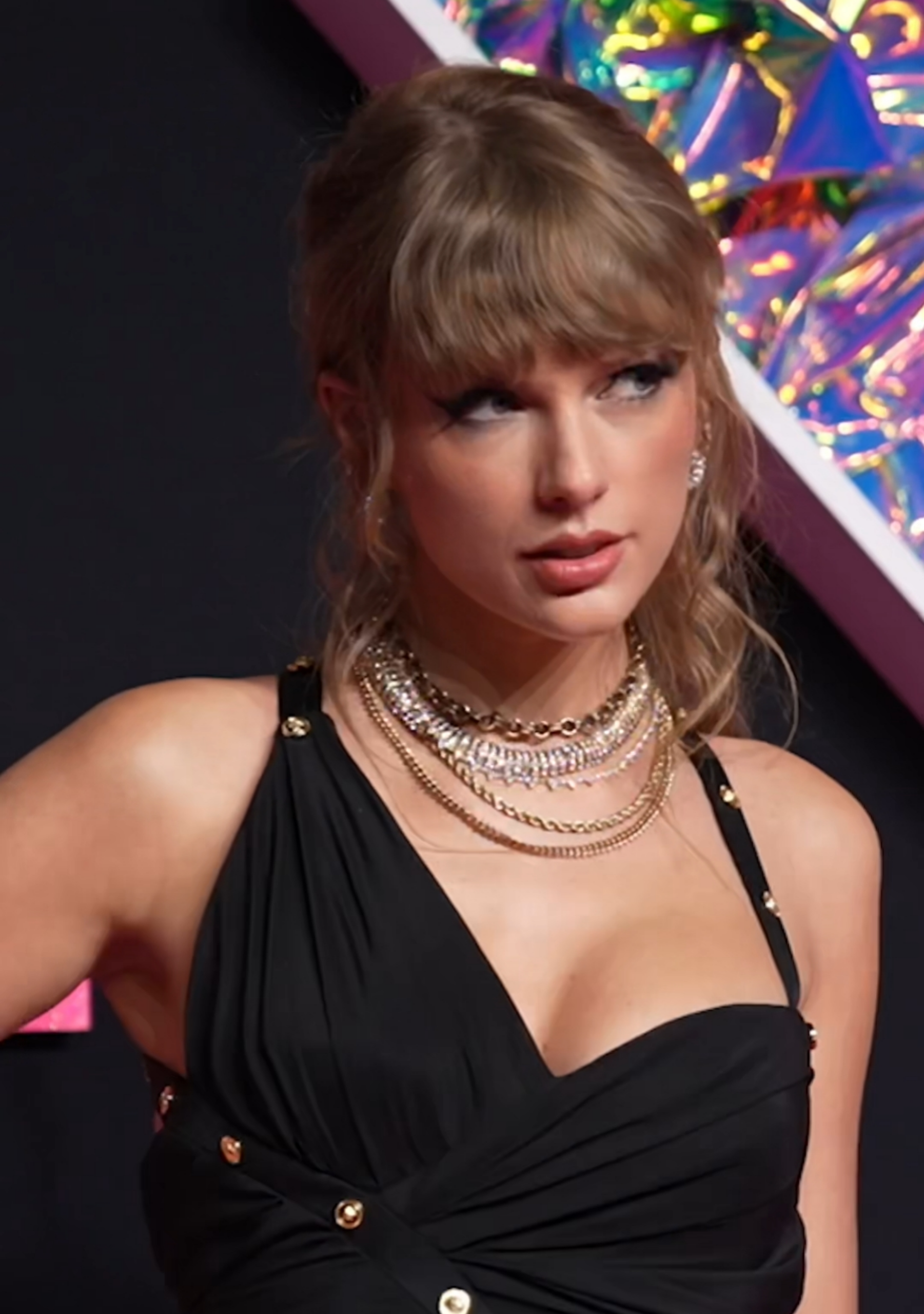
Taylor Swift (* 1989)

- Swift, Veronica (* 1994), US-amerikanische Jazzmusikerin (Gesang, Komposition)
- Swift, Wally (1936–2012), britischer Boxer
- Swift, Wesley (1913–1970), US-amerikanischer Prediger, Führungsperson der Christian-Identity-Bewegung
- Swift, Zephaniah (1759–1823), US-amerikanischer Politiker

#### Swig
- Swigert, Jack (1931–1982), US-amerikanischer Astronaut
- Swiggers, Ingrid (* 1963), belgische Badmintonspielerin

#### Swih
- Swihart, John (* 1964), US-amerikanischer Komponist

#### Swij
- Swijagin, Nikolai Sergejewitsch (1856–1924), russischer Verkehrsingenieur
- Swijasew, Iwan Iwanowitsch (1797–1874), russischer Architekt des Klassizismus und Hochschullehrer
- Swijnkens, Beerte († 1449), Magistra des Meester-Geertshuis

#### Swil
- Swillims, Bastian (* 1982), deutscher Leichtathlet
- Swilling, Pat (* 1964), US-amerikanischer American-Football-Spieler
- Swillms, Ed (1947–2023), deutscher Komponist und Rockmusiker

#### Swim
- Swim, Andrew (* 1961), kanadischer Bobfahrer
- Swimer, Dan (* 1972), britischer Drehbuchautor und Fernsehproduzent
- Swimmer, Darren (* 1965), US-amerikanischer Drehbuchautor und Fernsehproduzent
- Swims, Teddy (* 1992), US-amerikanischer Singer-SongwriterTeddy Swims (* 1992)

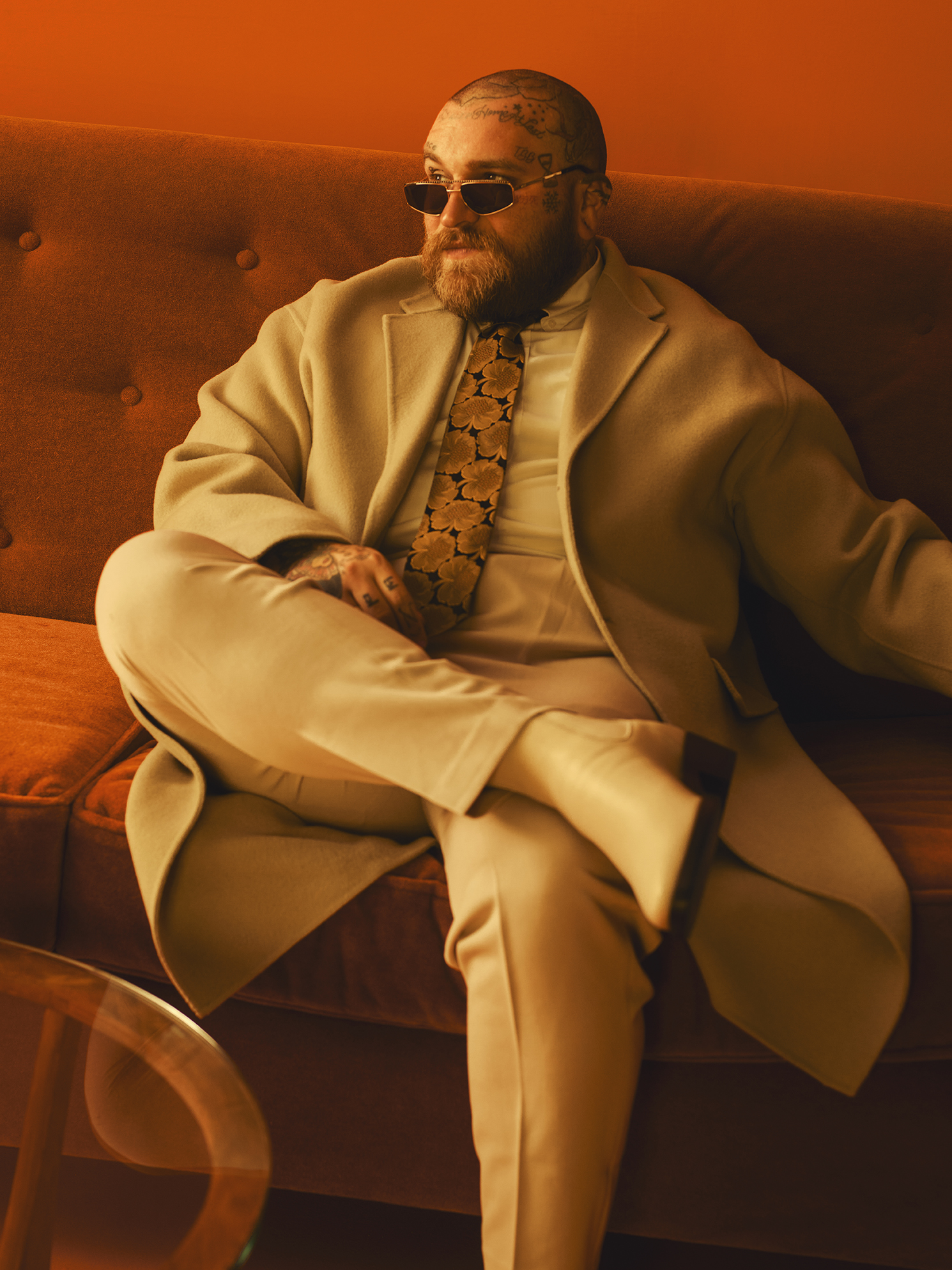
Teddy Swims (* 1992)

#### Swin
- Swinarow, Nikolaj (* 1958), bulgarischer Politiker
- Swinarski, Artur Marya (1900–1965), polnischer Dramatiker und Lyriker
- Swinarski, Konrad (1929–1975), polnischer Theaterregisseur
- Swinbourne, Roy (1929–2015), englischer Fußballspieler
- Swinburn, Richard (1937–2017), britischer Generalleutnant
- Swinburne, Algernon Charles (1837–1909), britischer Schriftsteller
- Swinburne, John (1820–1889), US-amerikanischer Politiker
- Swinburne, John (1930–2017), amerikanisch-schottischer Politiker und Fußballfunktionär
- Swinburne, Kay (* 1967), britische Politikerin (Conservative Party), MdEP
- Swinburne, Nora (1902–2000), britische Film- und Theaterschauspielerin
- Swinburne, Richard (* 1934), britischer Religionsphilosoph
- Swindall, Charles (1876–1939), US-amerikanischer Jurist und Politiker
- Swindall, Pat (1950–2018), US-amerikanischer Politiker
- Swindell, Cole (* 1983), US-amerikanischer Countrymusiker
- Swindell, Quintessa (* 1997), amerikanische Schauspielerin
- Swindells, Connor (* 1996), britischer SchauspielerConnor Swindells (* 1996)

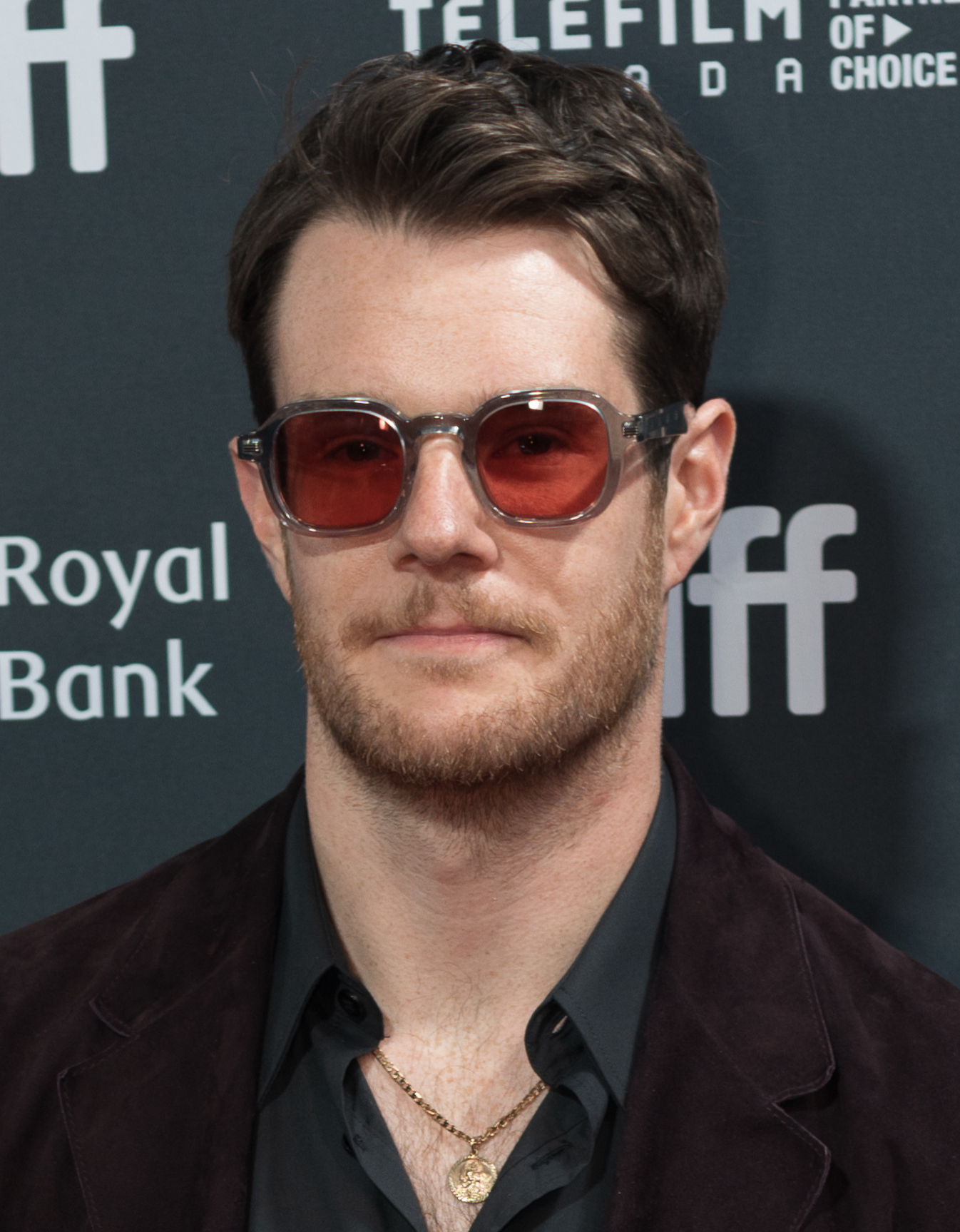
Connor Swindells (* 1996)

- Swindells, Robert (* 1939), englischer Schriftsteller
- Swinden, Jean Henri van (1746–1823), niederländischer Mathematiker und Naturwissenschaftler
- Swinderen, Theodorus van (1784–1851), niederländischer Naturwissenschaftler, Zoologe und Schulinspektor
- Swindin, George (1914–2005), englischer Fußballspieler und -trainer
- Swindlehurst, Paul (* 1993), britischer Eishockeyspieler
- Swindlehurst, Thomas (1874–1959), britischer Tauzieher
- Swindler, Mary Hamilton (1884–1967), US-amerikanische Archäologin
- Swindoe, US-amerikanischer Rapper
- Swineford, Alfred P. (1836–1909), US-amerikanischer Politiker
- Swineshead, Richard, englischer Mathematiker
- Swinfield, Ray (1939–2019), australischer Jazz- und Studiomusiker
- Swinfield, Richard († 1317), englischer Geistlicher
- Swing, Allegro (* 1968), deutscher Regisseur, Kameramann, Drehbuchautor und Filmeditor
- Swing, Joseph M. (1894–1984), US-amerikanischer Offizier, Generalleutnant der US-Army
- Swing, Phil (1884–1963), US-amerikanischer Politiker
- Swing, William Lacy (1934–2021), US-amerikanischer Diplomat
- Swingle, Walter Tennyson (1871–1952), US-amerikanischer Botaniker
- Swingle, Ward (1927–2015), US-amerikanischer Pianist
- Swingler, Humphrey (1912–1987), britischer Filmproduzent, Filmregisseur und Filmemacher
- Swings, Bart (* 1991), belgischer Speedskater
- Swings, Pol (1906–1983), belgischer Astronom und Hochschullehrer an der Universität Lüttich
- Swinhoe, Robert (1836–1877), britischer Naturforscher, Ornithologe und Zoologe
- Swiniartzki, Marco (* 1985), deutscher Historiker
- Swink, Kitty (* 1954), US-amerikanische Schauspielerin
- Swink, Robert (1918–2000), US-amerikanischer Filmeditor
- Świnka z Zielonej, Adam († 1433), polnischer Kanoniker und Dichter
- Swinka, Hilmar (1938–1970), deutscher Serienmörder
- Swinka, Irmgard (1912–1988), deutsche Serienmörderin
- Świnka, Jakub († 1314), Erzbischof von Gnesen (1283–1314)
- Swinkels, Arjan (* 1984), niederländischer Fußballspieler
- Swinkels, Eric (* 1949), niederländischer Sportschütze
- Swinkels, Karlijn (* 1998), niederländische Radrennfahrerin
- Swinkels, Robin (* 1989), niederländischer Schachspieler
- Swinne, Edgar (1936–2018), deutscher Politiker (FDP), MdA
- Swinnen, Dennis (* 1993), deutsch-belgischer Eishockeyspieler
- Swinnen, Johan (* 1947), belgischer Diplomat
- Swinnen, Johan (* 1962), belgischer Agrarökonom
- Swinnerton, Catherine (* 1958), britische Radrennfahrerin
- Swinnerton, Henry Hurd (1875–1966), britischer Geologe, Paläontologe und Zoologe
- Swinnerton, Jimmy (1875–1974), US-amerikanischer Comiczeichner, Karikaturist und Landschaftsmaler
- Swinnerton, Paul (* 1958), britischer Radrennfahrer
- Swinnerton-Dyer, Peter (1927–2018), englischer Mathematiker
- Swinney, Dabo (* 1969), US-amerikanischer American-Football-Trainer
- Swinney, Harry (* 1939), US-amerikanischer Physiker
- Swinney, John (* 1964), schottischer Politiker (SNP)John Swinney (* 1964)

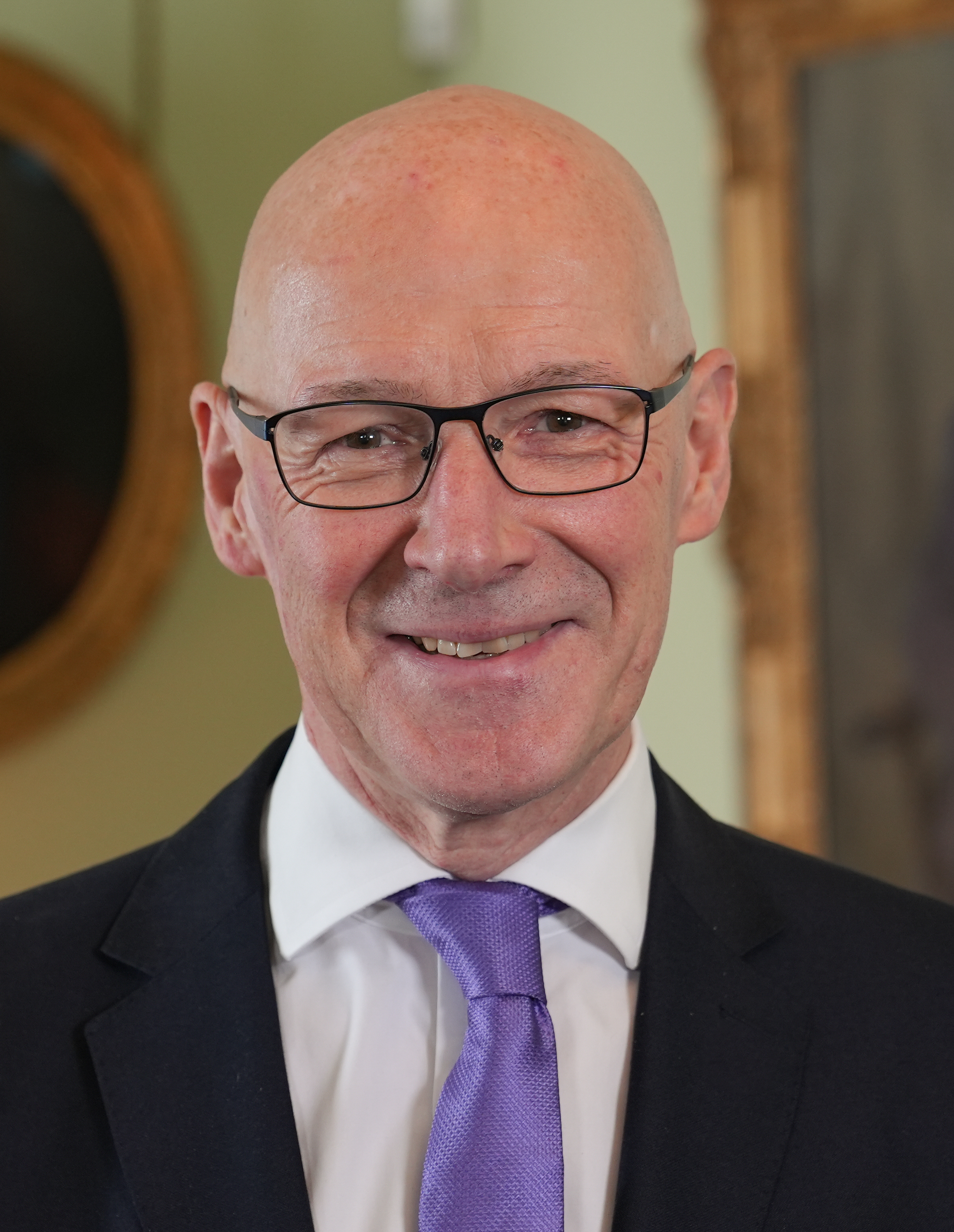
John Swinney (* 1964)

- Swinny, Shapland Hugh (1857–1923), irischer Ökonom
- Swinow, Ilja Jewgenjewitsch (* 2000), russischer Fußballspieler
- Swinson, Jo (* 1980), schottische Politikerin
- Swinstead, Felix (1880–1959), englischer Pianist, Komponist und Musikpädagoge
- Swint, John Joseph (1879–1962), US-amerikanischer Geistlicher, römisch-katholischer Bischof von Wheeling
- Swinton Byrne, Honor (* 1997), britische Schauspielerin
- Swinton, Alan Archibald Campbell (1863–1930), britischer Elektroingenieur
- Swinton, Alexa (* 2009), US-amerikanische Schauspielerin
- Swinton, Ernest Dunlop (1868–1951), britischer Offizier
- Swinton, John (1829–1901), US-amerikanischer Journalist
- Swinton, Noeline (* 1933), neuseeländische Hochspringerin
- Swinton, Tilda (* 1960), britische SchauspielerinTilda Swinton (* 1960)

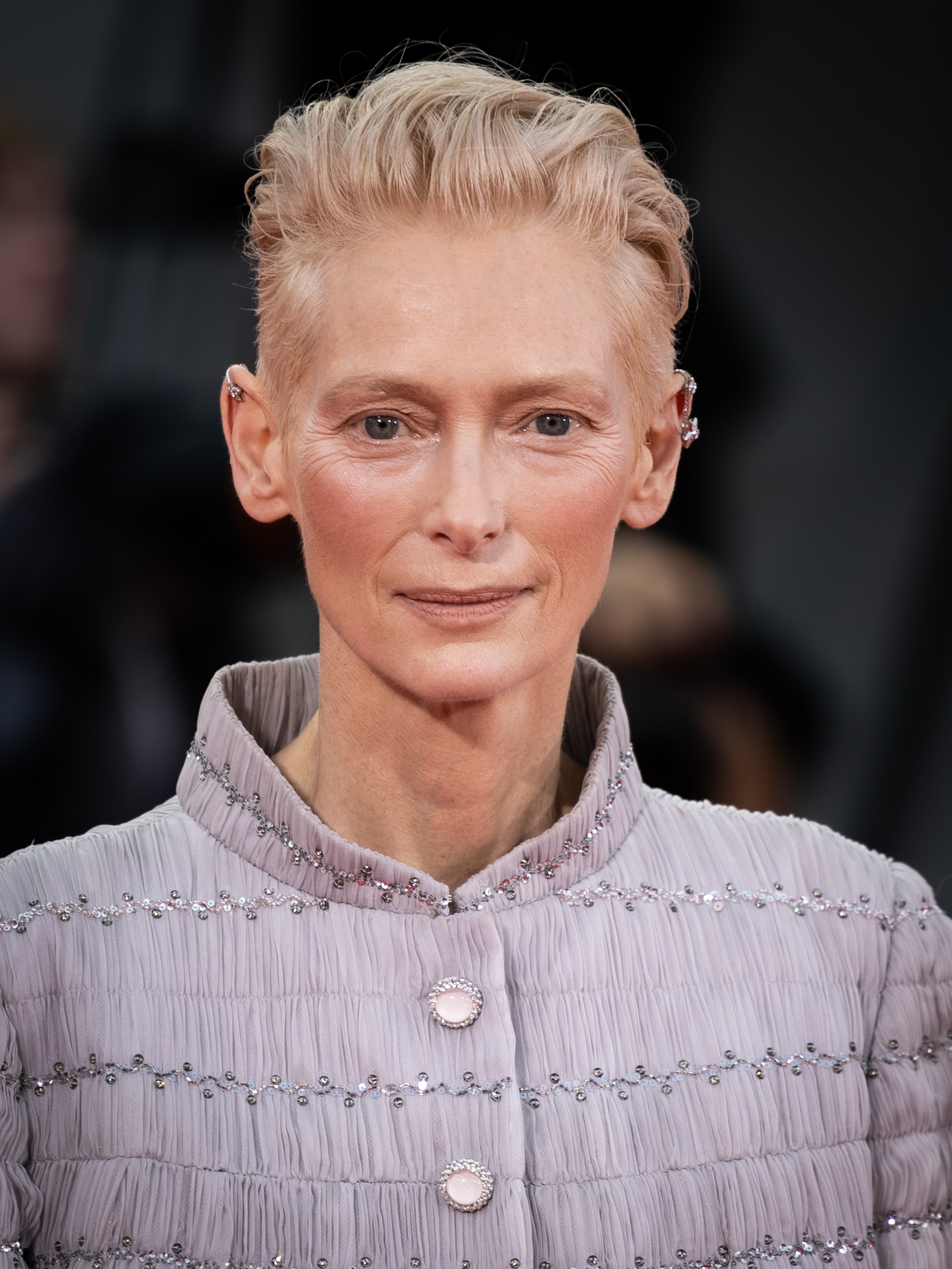
Tilda Swinton (* 1960)

- Swinton, William Elgin (1900–1994), britischer Paläontologe
- Swinyard, Dorothy (* 1951), britische Diskuswerferin und Kugelstoßerin

#### Swir
- Swirad, Nicholas (* 1991), malaysisch-englischer Fußballspieler
- Swirbul, Hailey (* 1998), US-amerikanische Skilangläuferin
- Swire, Rob (* 1982), australischer Musikproduzent und Singer-Songwriter
- Swire, Sarah, kanadische Schauspielerin und Sängerin
- Swiridoff, Paul (1914–2002), deutscher Fotograf
- Swiridow, Georgi Wassiljewitsch (1915–1998), sowjetischer Komponist
- Swiridow, Karp Wassiljewitsch (1896–1967), sowjetischer Offizier
- Swiridow, Nikolai Iwanowitsch (1938–2023), sowjetischer Langstreckenläufer
- Swiridow, Wladimir Petrowitsch (1897–1963), sowjetischer Offizier, zuletzt Generalleutnant; Hochkommissar in Österreich (1949–1953)
- Swirin, Alexei Wladimirowitsch (* 1978), russischer Olympiasieger im Rudern
- Swirin, Juri Michailowitsch (1900–1986), sowjetischer Schauspieler und Bühnenautor
- Swirko, Steven (* 1984), deutscher Filmproduzent von Kurzfilmen, Werbespots und Musikvideos
- Swirles, Bertha (1903–1999), britische Mathematikerin, Physikerin und Hochschullehrerin
- Swirski, Eliahu (1921–2002), israelischer Entomologe und Acarologe
- Swirski, Sascha (* 1980), russischer Künstler, Maler und Regisseur digitaler AnimationsfilmeSascha Swirski (* 1980)

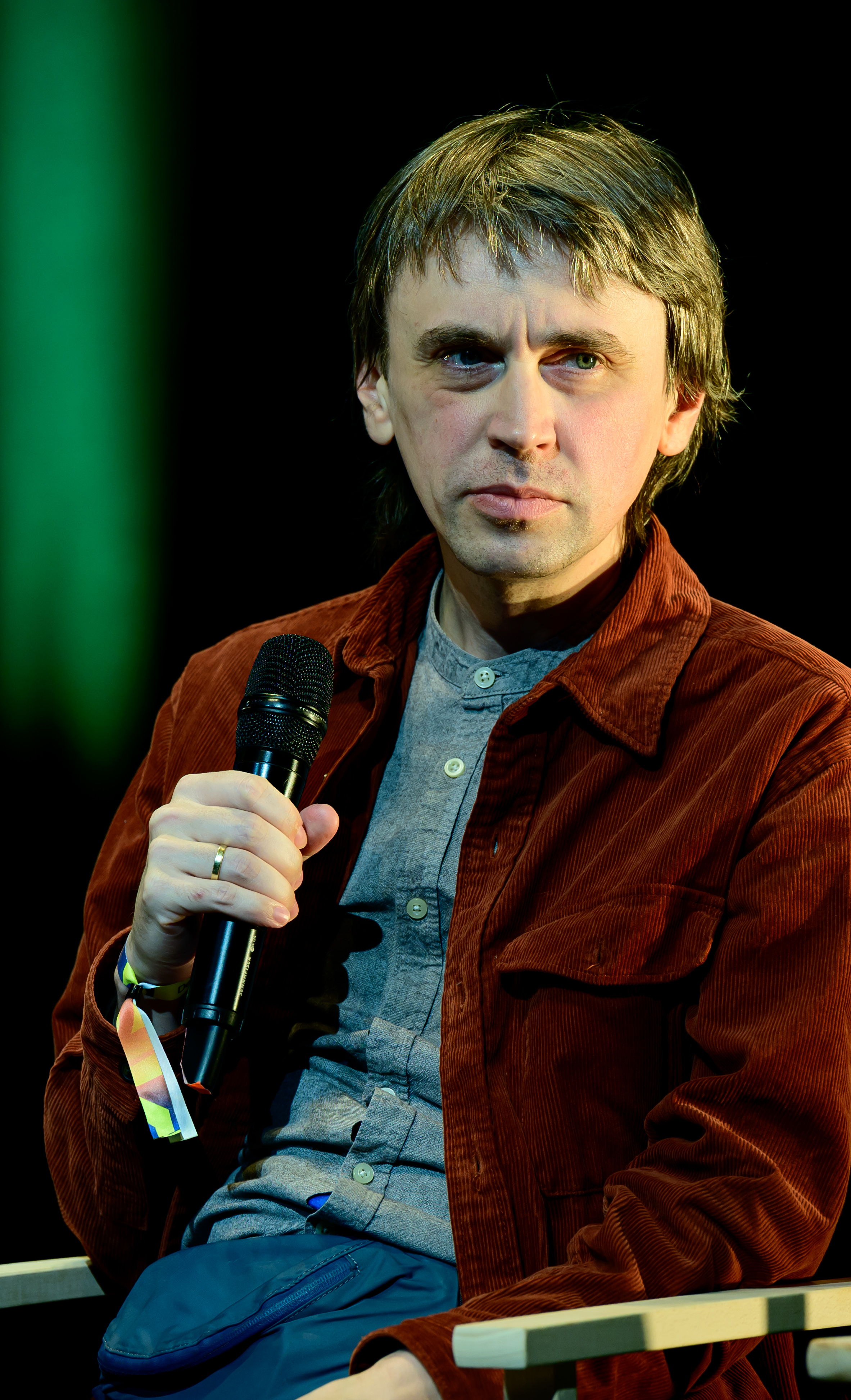
Sascha Swirski (* 1980)

- Swirsky, Rachel (* 1982), US-amerikanische Science-Fiction- und Fantasy-Autorin
- Świrszczyńska, Anna (1909–1984), polnische Dichterin und Dramatikerin
- Swirydowa-Kalinowskaja, Natallja (* 1977), belarussische Skilangläuferin
- Swirynskyj, Karlo (1923–1997), ukrainischer Maler und Pädagoge

#### Swis
- Swischtschow, Georgi Petrowitsch (1912–1999), russischer Aerodynamiker und Hochschullehrer
- Swisher, Carl Brent (1897–1968), US-amerikanischer Politikwissenschaftler und Verfassungsrechtler
- Swisher, Kara (* 1962), US-amerikanischer Journalist
- Swisher, Nick (* 1980), US-amerikanischer Baseballspieler
- Swiss, deutscher Rapper
- Swiss, Eric (* 1975), US-amerikanischer Pornodarsteller
- Swisshelm Silver, Ann (* 1968), US-amerikanische Curlerin
- Swisten, Amanda (* 1978), US-amerikanische Schauspielerin und Aktmodell

#### Swit
- Swit, Loretta (1937–2025), US-amerikanische SchauspielerinLoretta Swit (1937–2025)

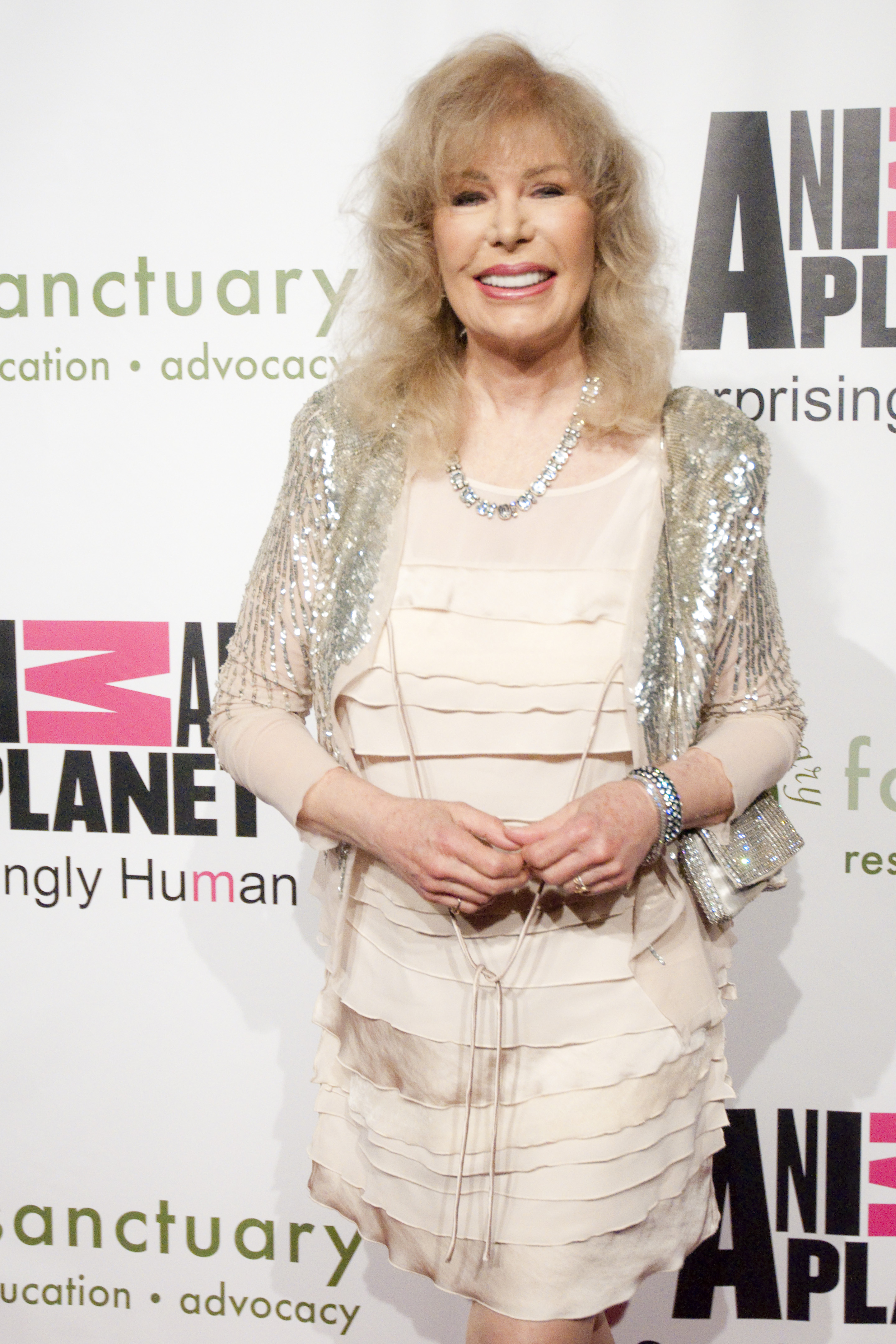
Loretta Swit (1937–2025)

- Switak, Christian (* 1971), österreichischer Politiker (ÖVP)
- Switalla, Anton (1896–1970), deutscher KPD- und SED-Funktionär, Leiter der Kaderabteilung des DDR-Innenministeriums
- Switalla, Eduard (1919–2004), deutscher Oberst im Ministerium für Staatssicherheit in der DDR
- Świtalski, Kazimierz (1886–1962), polnischer Politiker, Mitglied des Sejm, Ministerpräsident und Sejmmarschall
- Świtalski, Mariusz (* 1962), polnischer Unternehmer
- Switalski, Wladislaus (1875–1945), deutscher römisch-katholischer Geistlicher, Philosoph, Hochschullehrer und Märtyrer
- Switek, Günter (* 1933), deutscher römisch-katholischer Theologe
- Swithfrith, König von Essex
- Swithhelm, König von Essex
- Swithred, König von Essex
- Swithun von Winchester († 862), englischer Heiliger der römisch-katholischen Kirche und der anglikanischen Kirche
- Swithwulf, Bischof von Rochester
- Swithwulf, Bischof von London
- Switil, Michael (* 1997), österreichischer Fußballspieler
- Świtkowski, Jan (* 1994), polnischer Schwimmer
- Switlytschna, Julija (* 1984), ukrainische Politikerin
- Switlytschna, Nadija (1936–2006), ukrainische Autorin, Journalistin und sowjetische Dissidentin
- Switlytschnyj, Iwan (1929–1992), ukrainischer Literaturkritiker, Dichter, Übersetzer, Menschenrechtsaktivist und Dissident
- Switolina, Elina (* 1994), ukrainische TennisspielerinElina Switolina (* 1994)

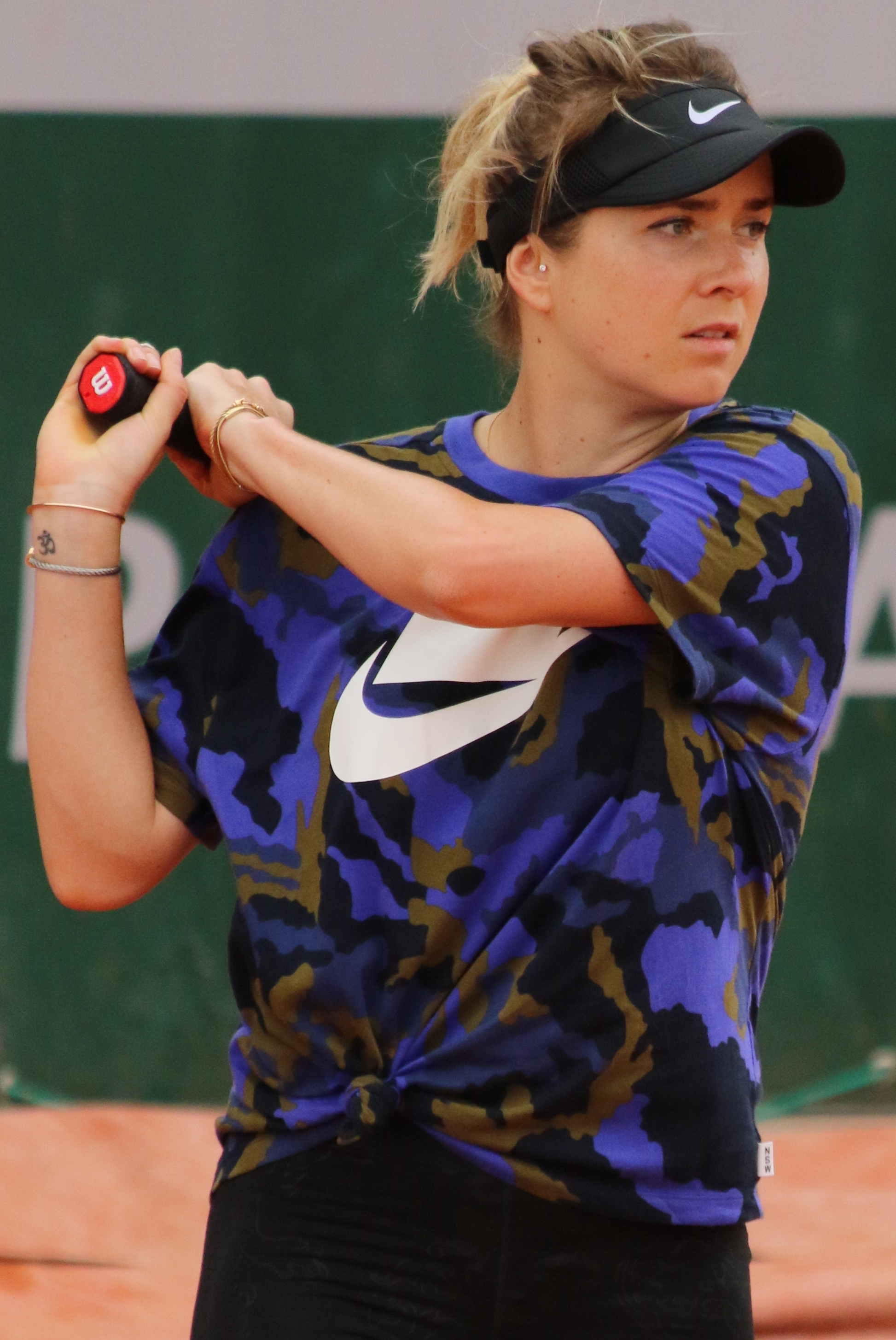
Elina Switolina (* 1994)

- Switoslawskyj, Serhij (1857–1931), ukrainischer Maler
- Switow, Alexander Nikolajewitsch (* 1982), russischer Eishockeyspieler
- Switzer, Barry (* 1937), US-amerikanischer American-Football-Spieler und -Trainer
- Switzer, Carl (1927–1959), US-amerikanischer Filmschauspieler
- Switzer, Harold (1925–1967), US-amerikanischer Filmschauspieler
- Switzer, Kathrine (* 1947), US-amerikanische Pionierin des Marathonlaufs für Frauen
- Switzer, Robert M. (1863–1952), US-amerikanischer Politiker
- Switzer, Robert Massey (1940–2023), US-amerikanischer Mathematiker
- Switzer, Stephen († 1745), englischer Gartenkünstler und Verfasser von Gartenbüchern
- Switzgable, Meg (* 1955), US-amerikanische Filmregisseurin und Filmproduzentin

#### Swiz
- Swizz Beatz (* 1978), US-amerikanischer Hip-Hop-ProduzentSwizz Beatz (* 1978)

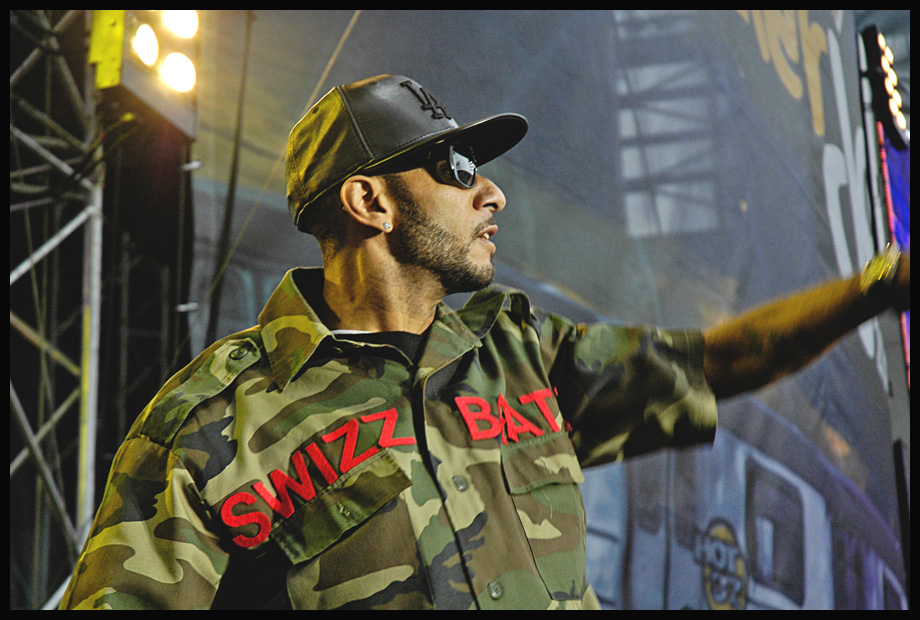
Swizz Beatz (* 1978)

### Swj
- Swjagin, Sergei Jewgenjewitsch (* 1971), russischer Eishockeytorwart
- Swjagina, Lidija Georgijewna (1861–1943), ukrainisch-russische Kontra-Altistin und Gesangspädagogin
- Swjaginzew, Andrei Petrowitsch (* 1964), russischer Filmregisseur
- Swjaginzew, Wadim Wiktorowitsch (* 1976), russischer Schachspieler
- Swjaginzewa, Wera Klawdijewna (1894–1972), russische bzw. sowjetische Dichterin und Übersetzerin
- Swjahilskyj, Juchym (1933–2021), ukrainischer Politiker und Unternehmer
- Swjahinzew, Wiktor (1950–2022), sowjetischer Fußballspieler
- Swjatocha, Waleryj (* 1981), belarussischer Hammerwerfer
- Swjatopolk I. († 1019), Großfürst der Kiewer Rus (1016–1019)
- Swjatopolk II. (1050–1113), Großfürst der Kiewer Rus (1093–1113)
- Swjatopolk-Mirski, Dmitri Petrowitsch (1890–1939), russischer Schriftsteller, Historiker und Literaturwissenschaftler
- Swjatopolk-Mirski, Pjotr Dmitrijewitsch (1857–1914), russischer Politiker, Gouverneur und Innenminister
- Swjatoslaw († 1015), Fürst der Drewljanen (um 990–1015)
- Swjatoslaw I. († 972), Großfürst der Kiewer Rus (945–972)Swjatoslaw I. († 972)

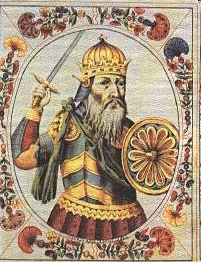
Swjatoslaw I. († 972)

- Swjatoslaw II. (1027–1076), Großfürst der Kiewer Rus (1073–1076)
- Swjatoslaw III. (1196–1252), Großfürst von Wladimir (1246–1248)
- Swjatoslaw Mstislawitsch, Fürst von Nowgorod und Smolensk
- Swjatoslawitsch, Igor (* 1151), Fürst im Kiewer Rus
- Swjattschenko, Serhij (* 1952), ukrainischer Künstler
- Šwjela, Bogumił (1873–1948), evangelischer sorbischer Geistlicher
- Šwjela, Kito (1836–1922), niedersorbischer Publizist, Pädagoge, Schriftsteller und Übersetzer
- Swjosdotschkin, Wassili Petrowitsch (1876–1956), russischer Holzschnitzer und Schreiner

### Swo
- Swoboda, Albert Constantin (1853–1941), österreichischer Architekt
- Swoboda, Albin (1836–1901), deutsch-österreichischer Sänger und Schauspieler
- Swoboda, Andreas Renee, deutscher Sänger und Musicaldarsteller
- Swoboda, Andrei Olegowitsch (* 1991), russischer Crosslauf-Sommerbiathlet
- Swoboda, Anna (* 1998), österreichische Triathletin
- Swoboda, Annette (* 1962), deutsche Buch-Illustratorin
- Swoboda, Ariane (* 1971), österreichische Musicaldarstellerin, Schauspielerin und Autorin
- Swoboda, Bernhard (* 1965), deutscher Betriebswirtschaftler und Hochschullehrer
- Swoboda, Brigitte (1943–2019), österreichische Schauspielerin
- Swoboda, Carl (1896–1978), deutscher Volkskundler und Denkmalpfleger
- Swoboda, Christian (* 1971), bayerischer Schauspieler und ModelChristian Swoboda (* 1971)

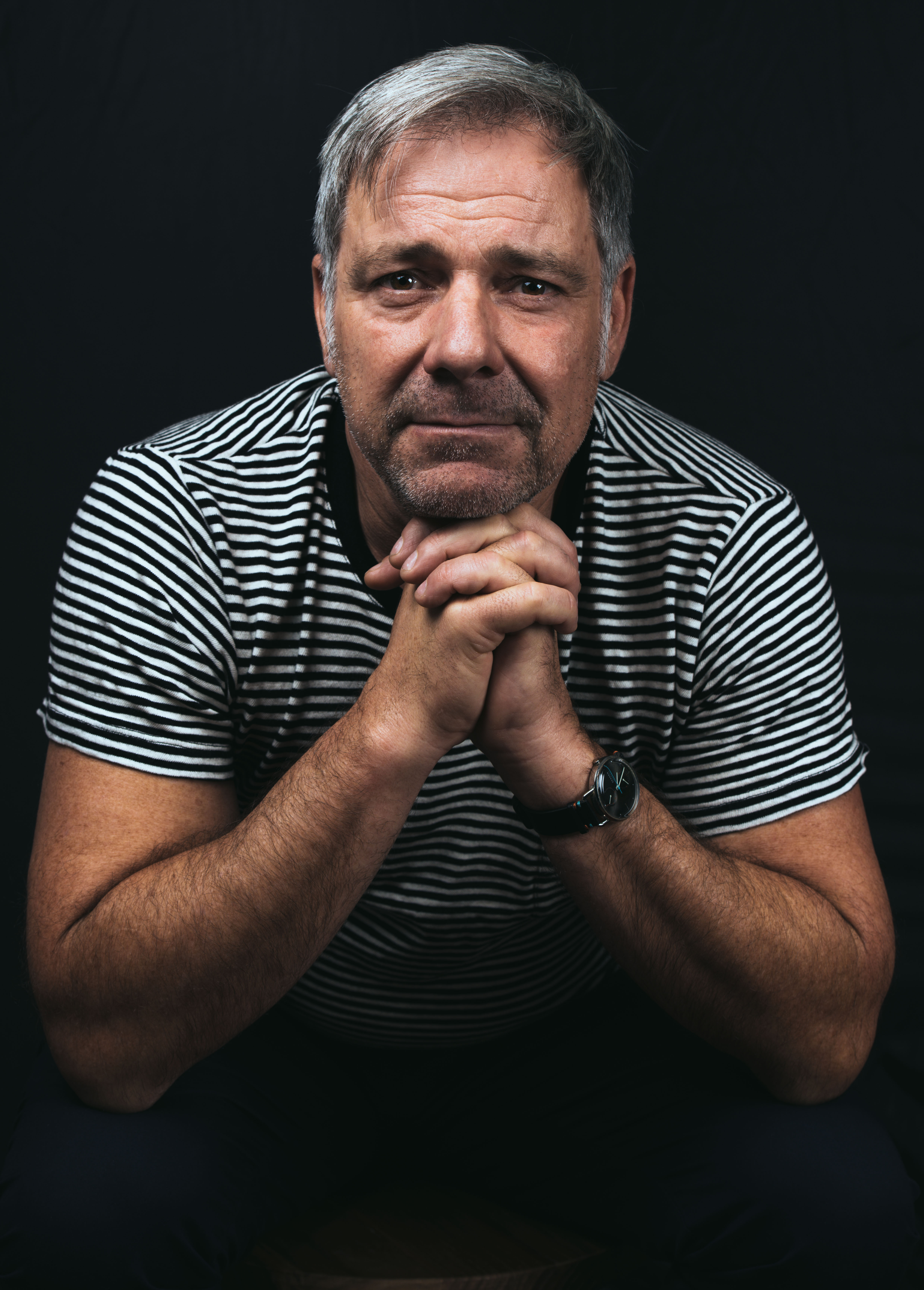
Christian Swoboda (* 1971)

- Swoboda, Eduard (1814–1902), österreichischer Maler
- Swoboda, Emil (1898–1934), österreichischer Widerstandskämpfer, Mitglied des Republikanischen Schutzbundes
- Swoboda, Erich (1896–1964), österreichischer Althistoriker und Provinzialrömischer Archäologe
- Swoboda, Ernst (1879–1950), österreichischer Jurist und Hochschullehrer
- Swoboda, Ewa (* 1997), polnische LeichtathletinEwa Swoboda (* 1997)

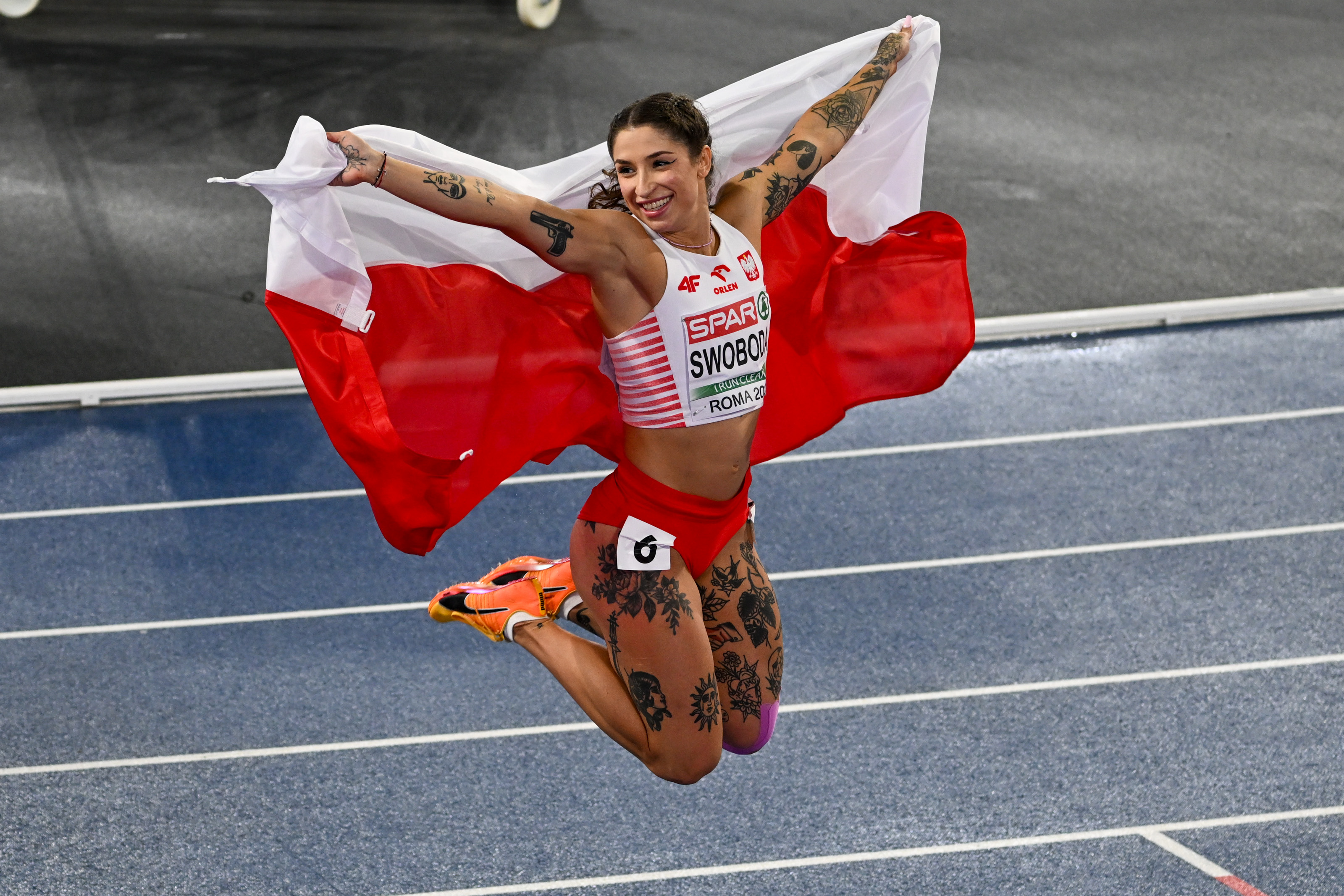
Ewa Swoboda (* 1997)

- Swoboda, Franz (1933–2017), österreichischer Fußballspieler
- Swoboda, Franz Josef (1870–1934), österreichischer Orgelbauer
- Swoboda, Fritz (1922–2007), österreichischer SS-Angehöriger und Kriegsverbrecher
- Swoboda, Georg (* 1978), österreichischer Triathlet
- Swoboda, Gerhard (1923–1974), österreichischer Maler und Grafiker
- Swoboda, Gerhard (1945–2001), österreichischer Schauspieler und Hörspielsprecher
- Swoboda, Gottfried (1943–2001), deutscher katholischer Theologe, Publizist und Autor
- Swoboda, Hannes (* 1946), österreichischer Politiker, Landtagsabgeordneter (SPÖ), MdEP
- Swoboda, Heinrich (1856–1926), österreichischer Althistoriker
- Swoboda, Heinz, deutscher Fußballspieler
- Swoboda, Helmut (1924–2003), österreichischer Journalist und Schriftsteller
- Swoboda, Helmut (* 1958), österreichischer Maler
- Swoboda, Herbert (1945–2019), deutscher Leichtathlet
- Swoboda, Herbert (* 1966), österreichischer Jazzpianist und -klarinettist
- Swoboda, Hermann (1873–1963), österreichischer Psychologe
- Swoboda, Hermann (1946–2006), deutscher Mitbegründer und Namenserfinder der Münchner Obdachlosenzeitschrift BISS
- Swoboda, Ingo (* 1961), deutscher Journalist und Autor
- Swoboda, Jörg (* 1947), deutscher Geistlicher, baptistischer Pastor, christlicher Liedermacher und Prediger
- Swoboda, Josefine (1861–1924), österreichische Malerin und Grafikerin
- Swoboda, Karl (1874–1953), österreichischer Politiker (SdP), Abgeordneter zum Nationalrat
- Swoboda, Karl (1882–1933), österreichischer Gewichtheber
- Swoboda, Karl M. (1889–1977), österreichischer Kunsthistoriker
- Swoboda, Marga (1955–2013), österreichische Journalistin und Kolumnistin
- Swoboda, Peter (1937–2006), österreichischer Ökonom, Professor für Betriebswirtschaftslehre
- Swoboda, Raimund (* 1950), deutscher Politiker (AfD), MdL
- Swoboda, Rudolf (1819–1859), österreichischer Landschafts- und Tiermaler
- Swoboda, Rudolf (1859–1914), österreichischer Maler
- Swoboda, Ruth (* 1978), österreichische Biologin
- Swoboda, Sabine (* 1975), deutsche Juristin und Hochschullehrerin
- Swoboda, Sabine (* 1975), österreichische Beachvolleyballspielerin
- Swobodnik, Sobo (* 1966), deutscher Schriftsteller
- Swofford, Ken (1933–2018), US-amerikanischer Schauspieler
- Swoiia (* 1994), ukrainische Sängerin und Schauspielerin
- Swolfs, Yves (* 1955), belgischer Comicautor- und Zeichner
- Swolgen, Johann von (1521–1592), Kleriker
- Swolinzky, Curt (1887–1967), deutscher Politiker (SPD)
- Swonarjowa, Alla (* 1946), ukrainische Badmintonspielerin
- Swonarjowa, Wera Igorewna (* 1984), russische TennisspielerinWera Igorewna Swonarjowa (* 1984)

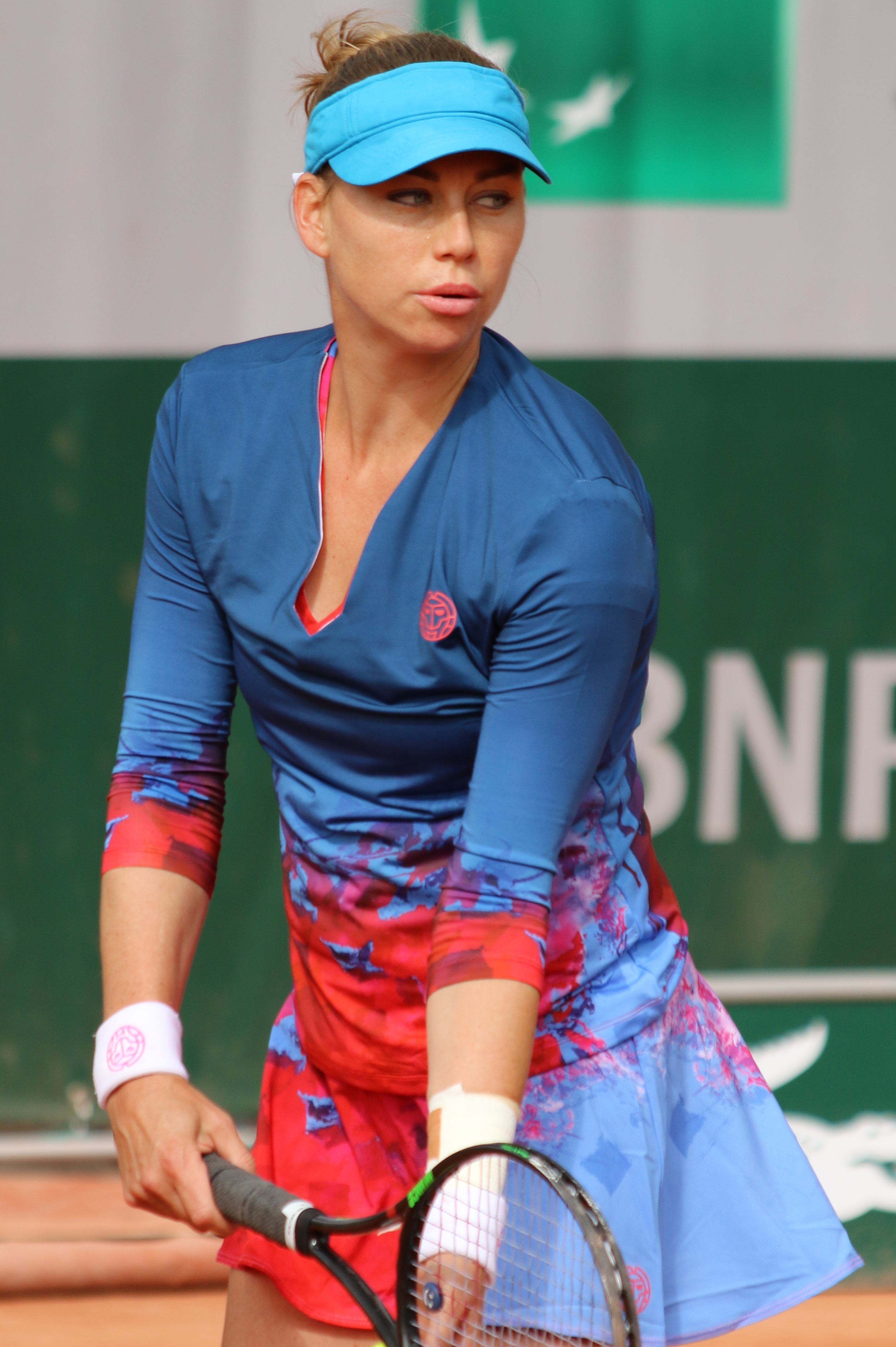
Wera Igorewna Swonarjowa (* 1984)

- Swonkow, Roman (1967–1995), ukrainischer Biathlet
- Swoon (* 1977), US-amerikanische Streetart-Künstlerin
- Swoope, Jacob (1766–1832), US-amerikanischer Politiker
- Swoope, William Irvin (1862–1930), US-amerikanischer Politiker
- Swoopes, Sheryl (* 1971), US-amerikanische Basketballspielerin
- Swope, Earl (1922–1968), US-amerikanischer Jazz-Posaunist
- Swope, Gerard (1872–1957), US-amerikanischer Manager
- Swope, Guy J. (1892–1969), US-amerikanischer Politiker
- Swope, Henrietta Hill (1902–1980), amerikanische Astronomin
- Swope, John Augustus (1827–1910), US-amerikanischer Politiker
- Swope, King (1893–1961), US-amerikanischer Politiker
- Swope, Richard T. (1942–2011), US-amerikanischer Offizier, Generalleutnant der US Air Force
- Swope, Rob (1926–1967), US-amerikanischer Jazz-Posaunist
- Swope, Samuel F. (1809–1865), US-amerikanischer Politiker
- Swor, Greg (* 1951), US-amerikanischer Skispringer
- Swora, Karl-Ernst (1933–2001), deutscher Architekt und Bauingenieur
- Sword Gusmão, Kirsty (* 1966), osttimoresische Politikergattin
- Sword, Glen (* 1967), britischer Radrennfahrer
- Swords, Shawn (* 1973), kanadisch-irischer Basketballspieler und -trainer
- Swords, William (1942–2007), irischer Bogenschütze
- Swornowski, Leszek (* 1955), polnischer Degenfechter
- Sworykin, Boris Wassiljewitsch (1872–1942), russischer Maler und Illustrator
- Sworykina, Kira Alexejewna (1919–2014), sowjetische Schachspielerin
- Sworzeń, Marian (* 1954), polnischer Schriftsteller
- Swozilek, Helmut (* 1945), österreichischer Historiker, Archäologe, Museumsleiter

### Swy
- Swyn, Henning († 1533), Ratsherr in Lunden in der Bauernrepublik Dithmarschen
- Swyn, Marcus († 1585), herzoglicher Landvogt in Dithmarschen
- Swyn, Peter († 1537), deutscher Anführer der Bauernrepublik Dithmarschen
- Swynford, Catherine († 1403), Mätresse und später Ehefrau von John of Gaunt
- Swyngedouw, Erik (* 1956), belgischer Geograph
- Swyngedouw, Marc (* 1956), belgischer Sozialwissenschaftler
- Swynnerton, Annie (1844–1933), britische Malerin
- Swyrydenko, Julija (* 1985), ukrainische PolitikerinJulija Swyrydenko (* 1985)

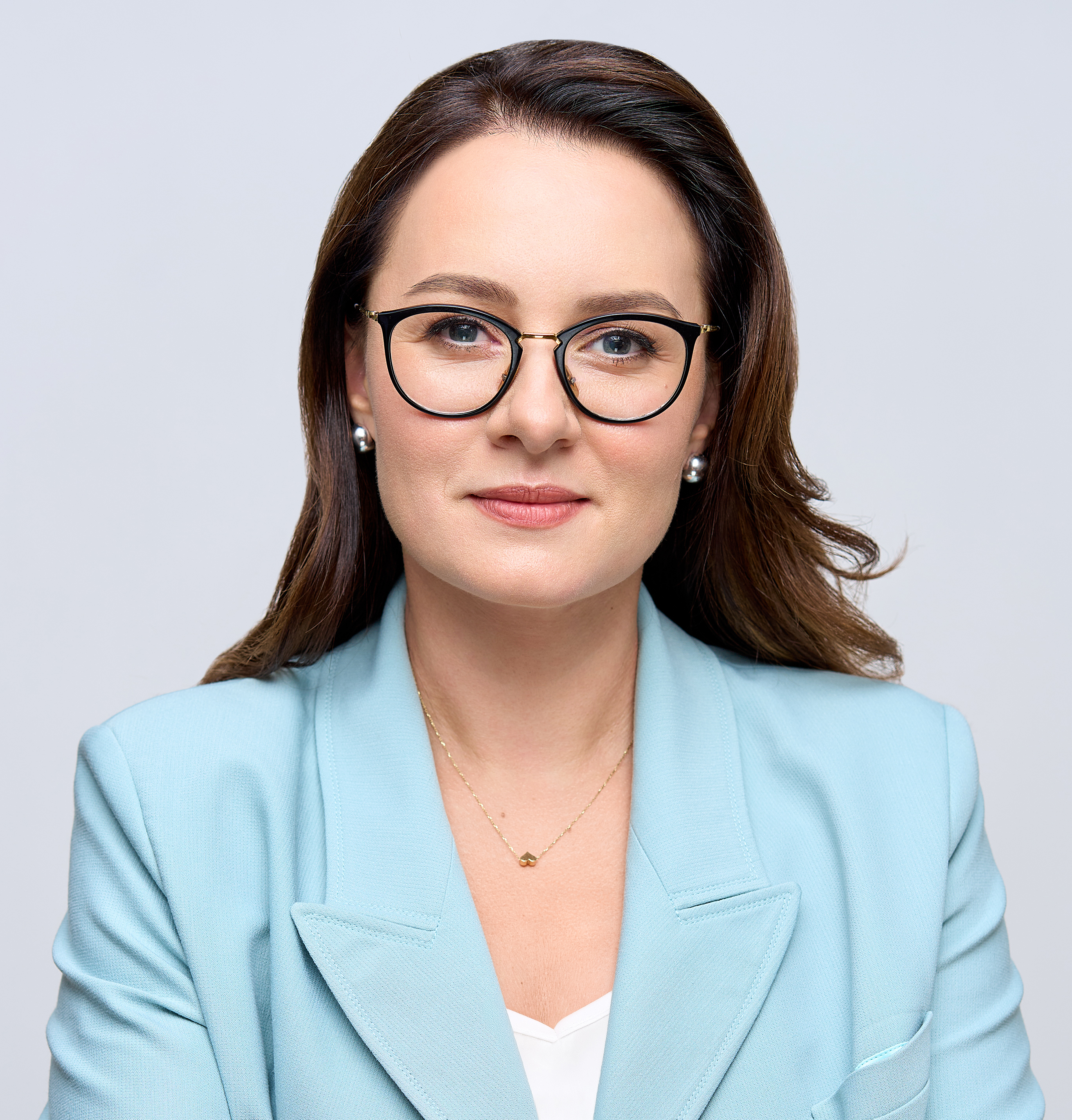
Julija Swyrydenko (* 1985)

- Swyter, Florian (* 1969), deutscher Politiker (FDP), MdA
- Swyter, Mekke Willms (1838–1900), baptistischer Geistlicher